# Lijst van Nederlandse beeldhouwers

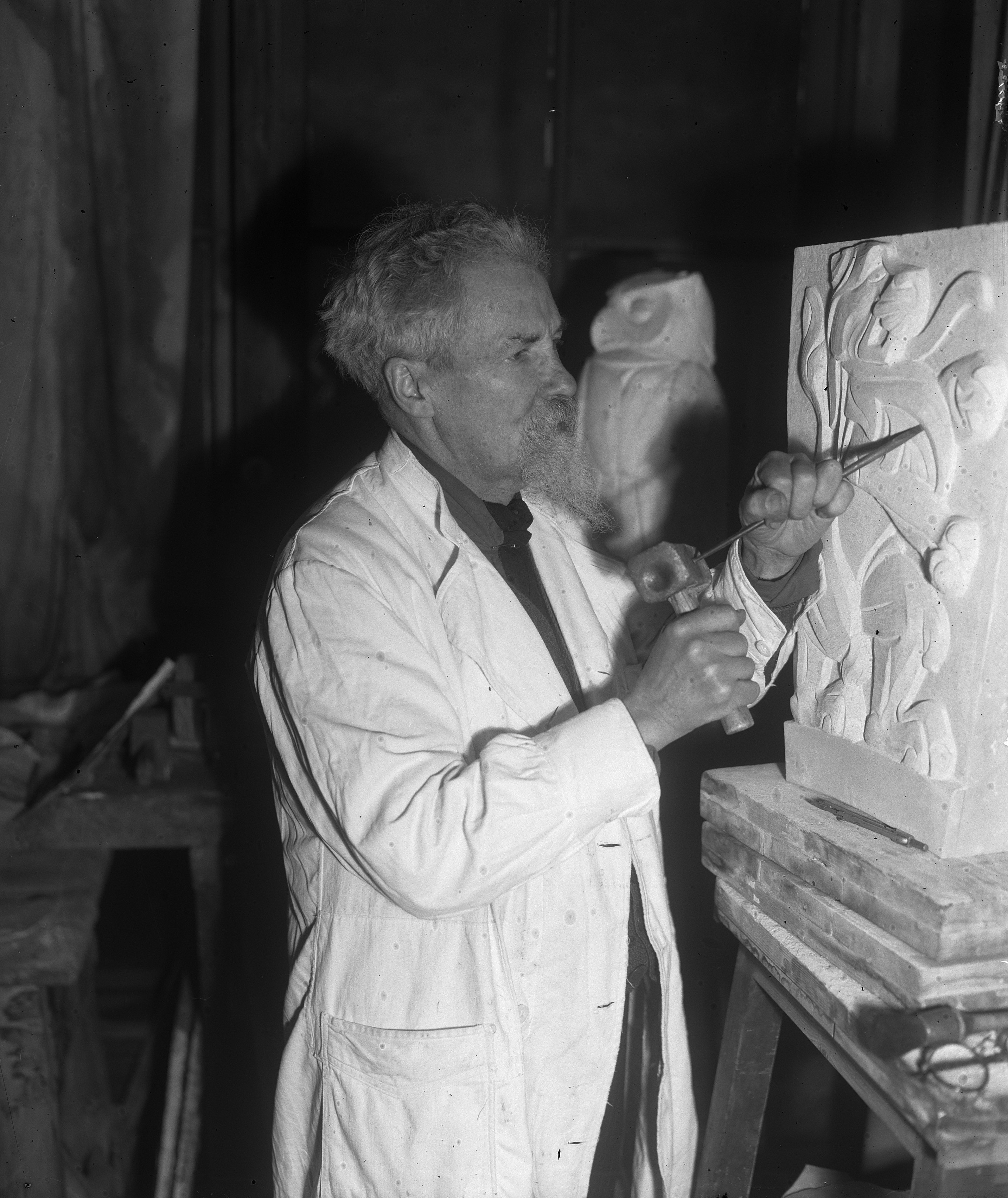
Johan Coenraad Altorf

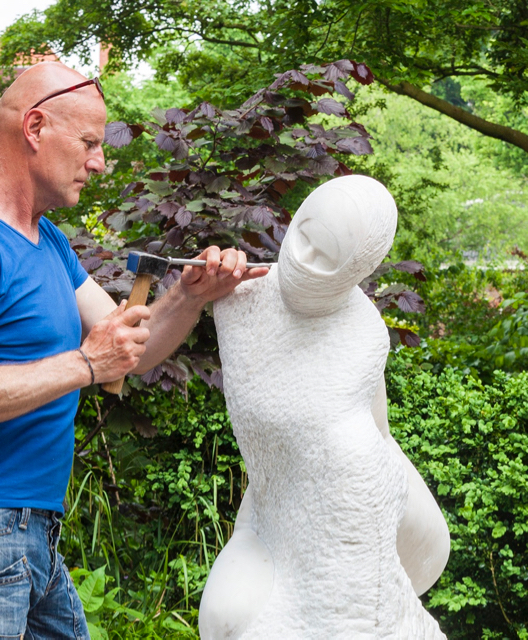
Albert Aukema

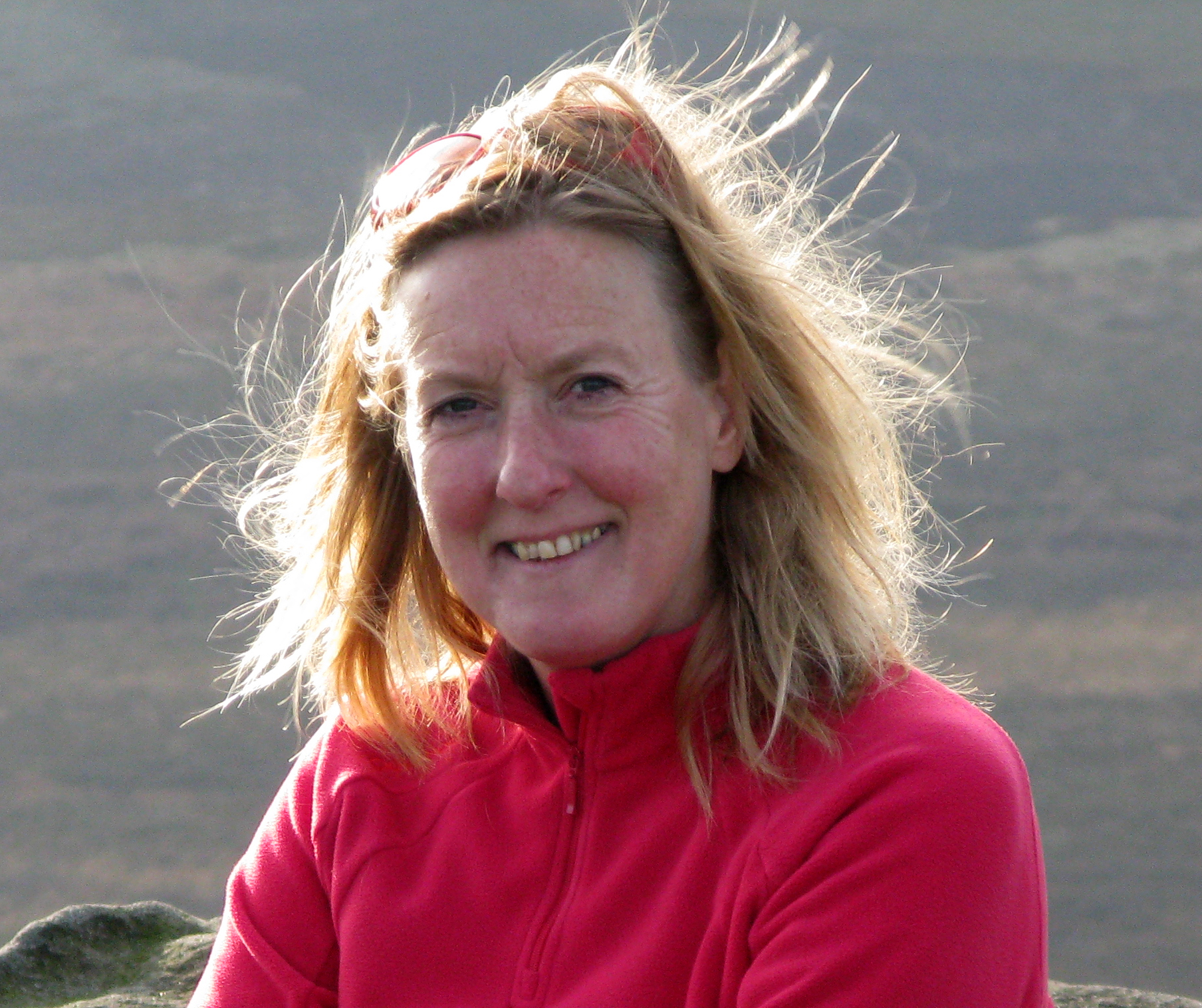
Elly Baltus

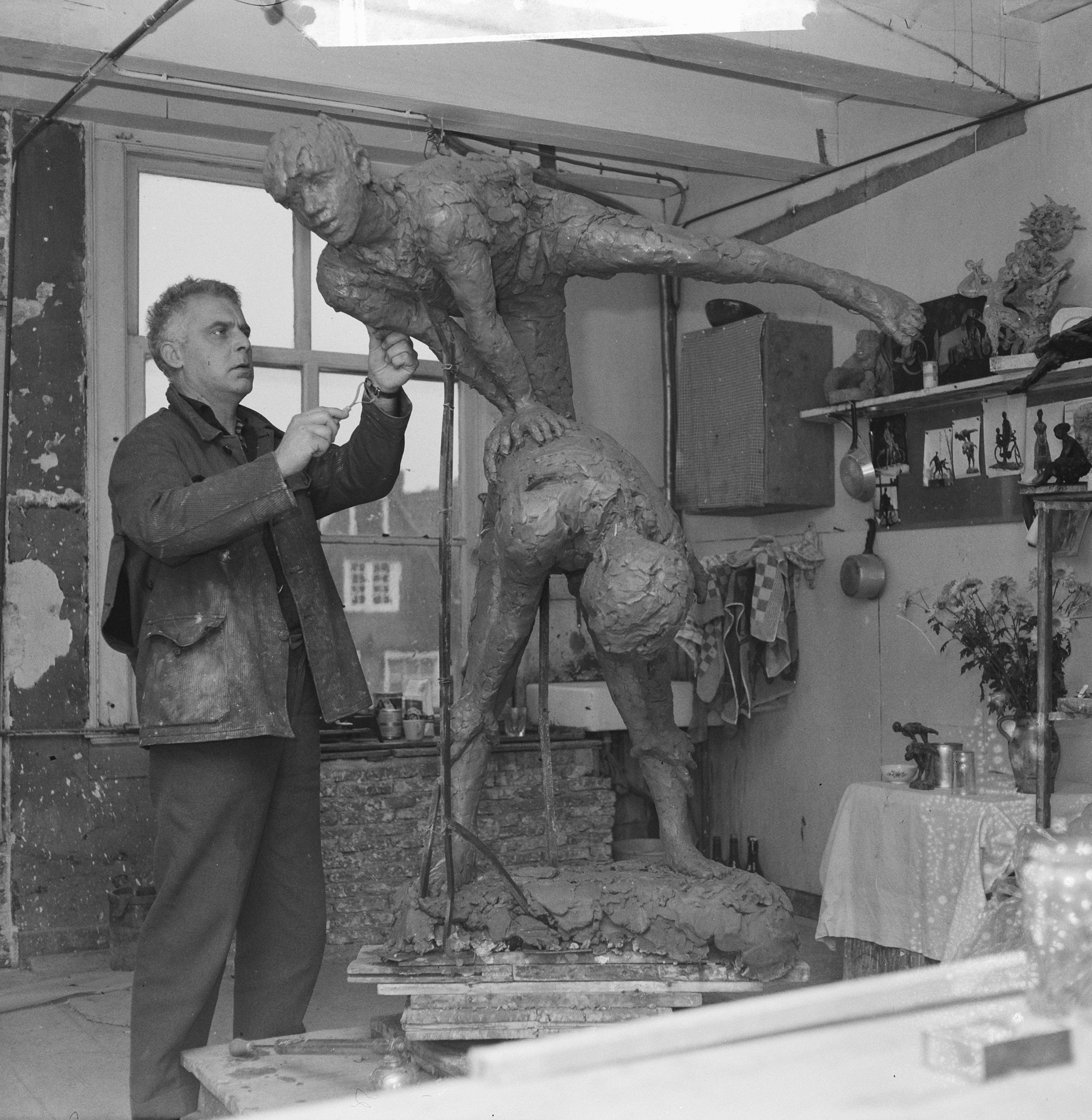
Hans Bayens

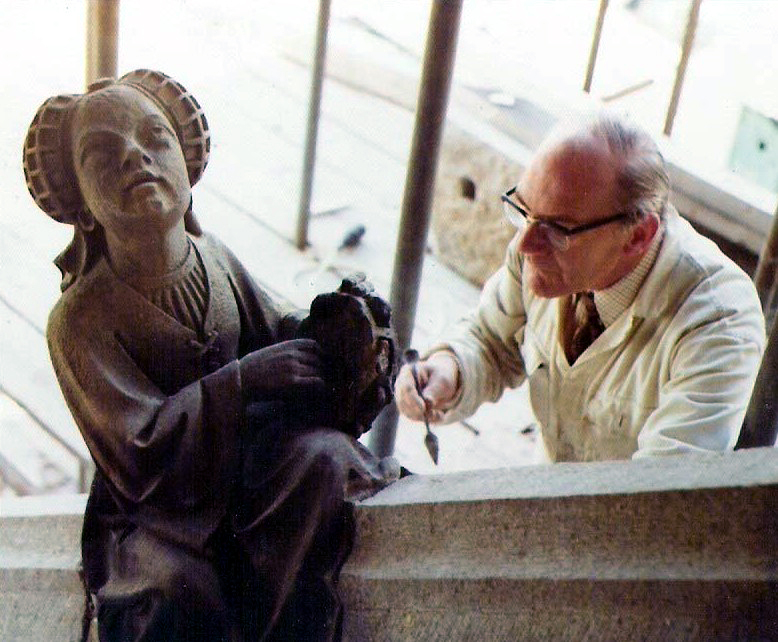
Jacques de Bresser

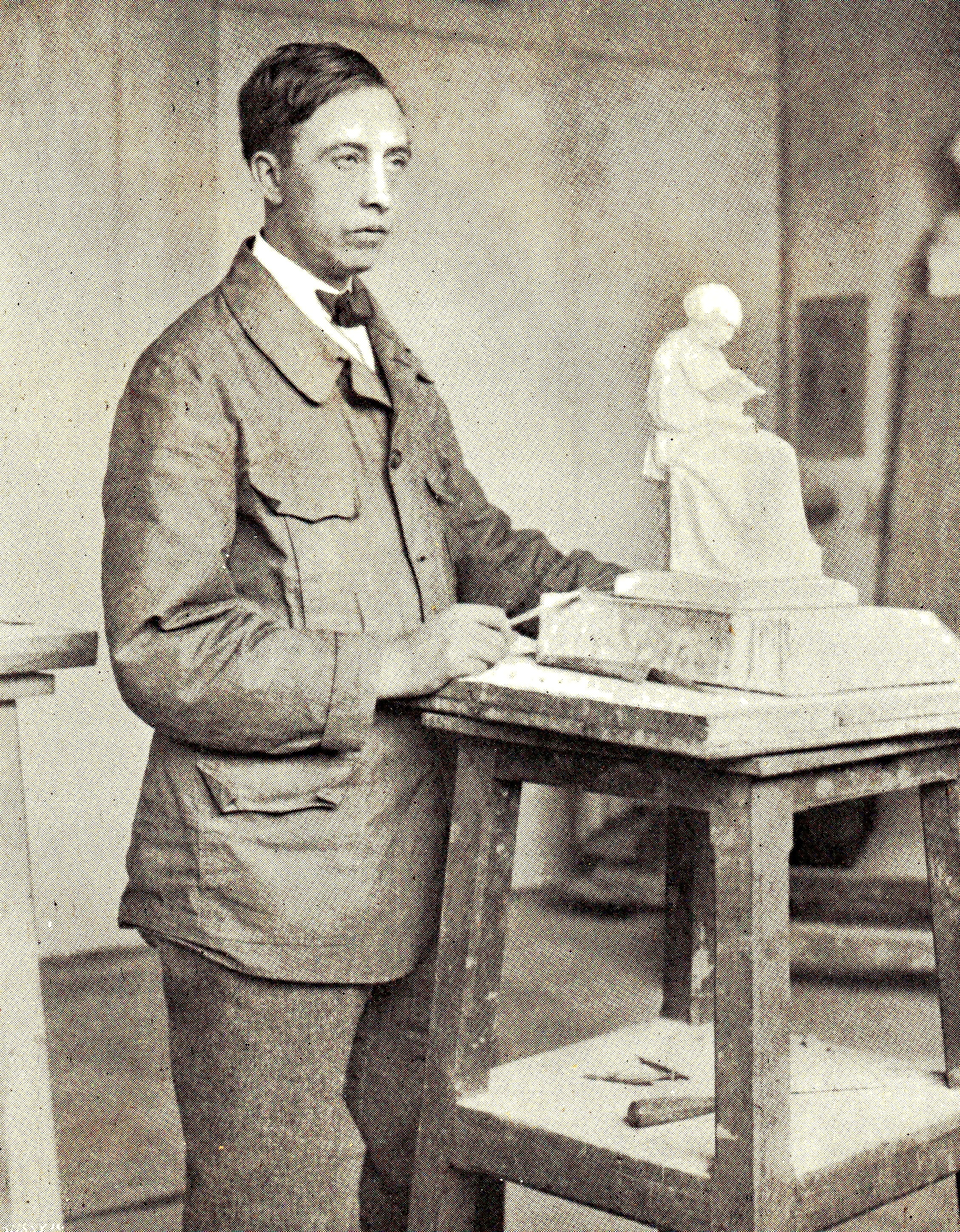
Jan Bronner

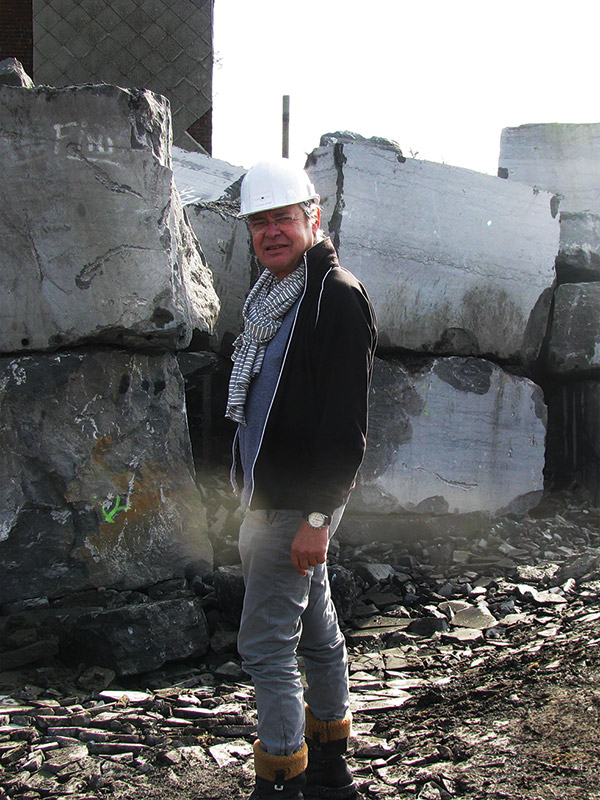
Joseph Cals

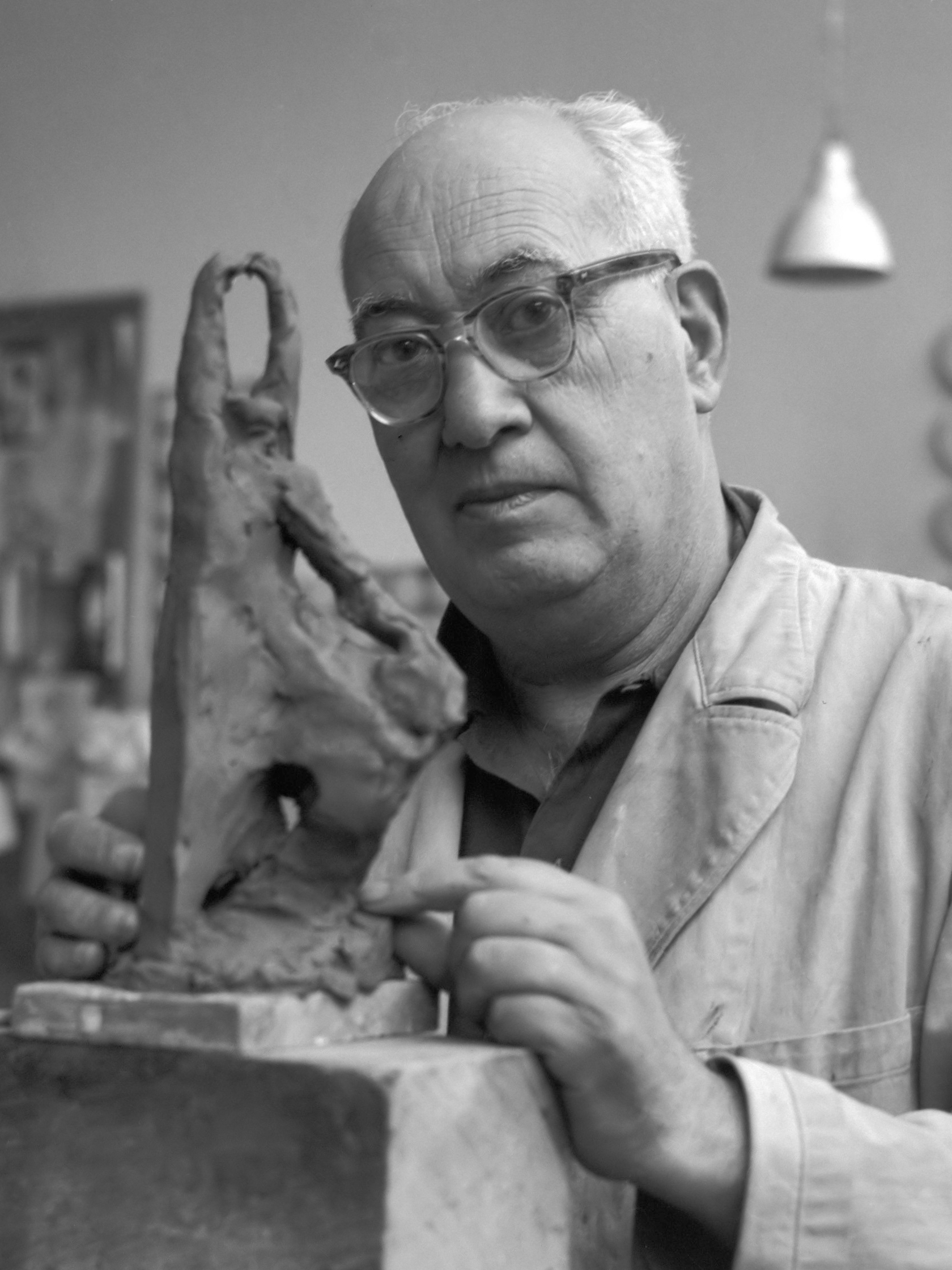
Fred Carasso

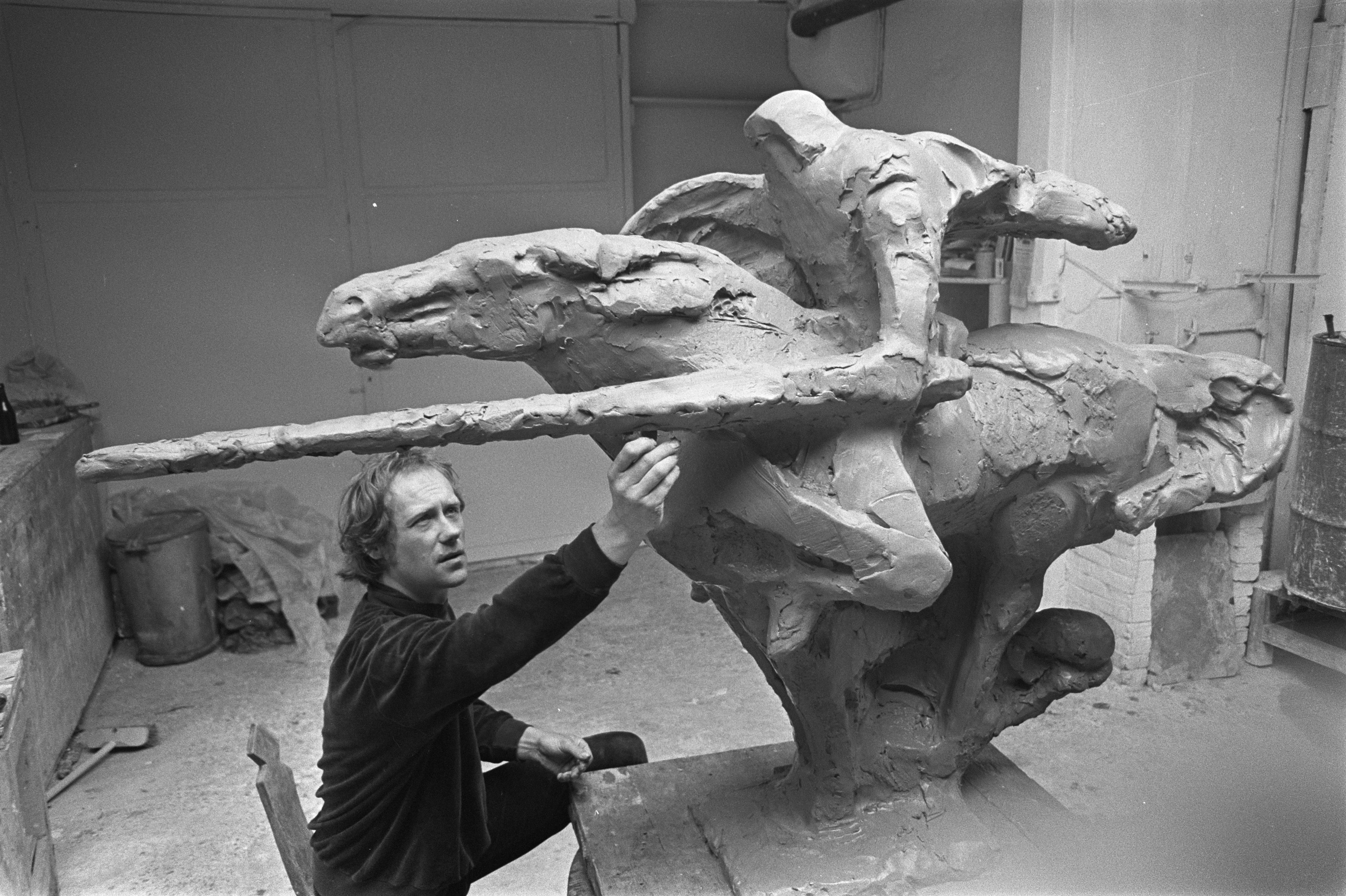
Eric Claus

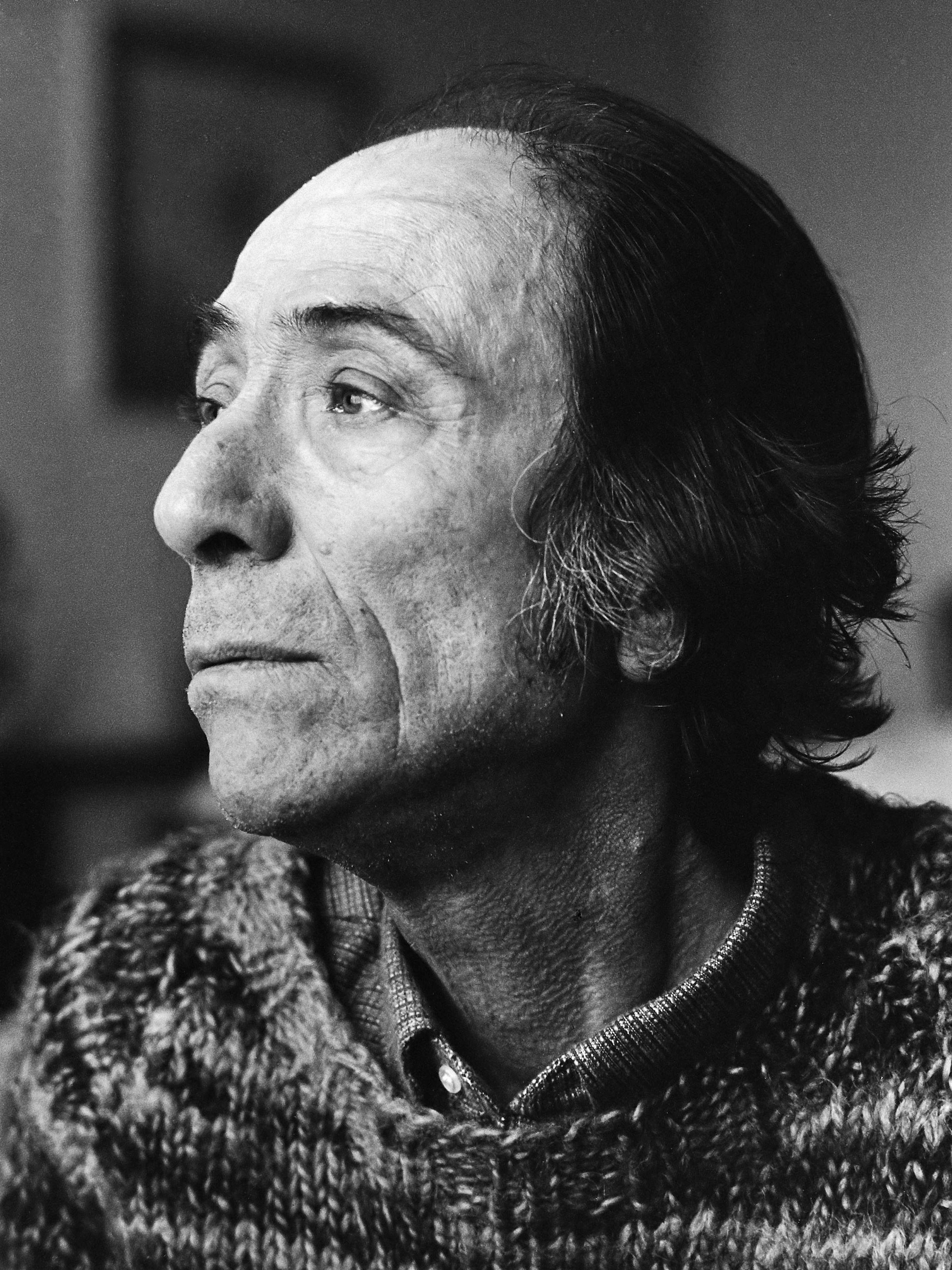
Wessel Couzijn

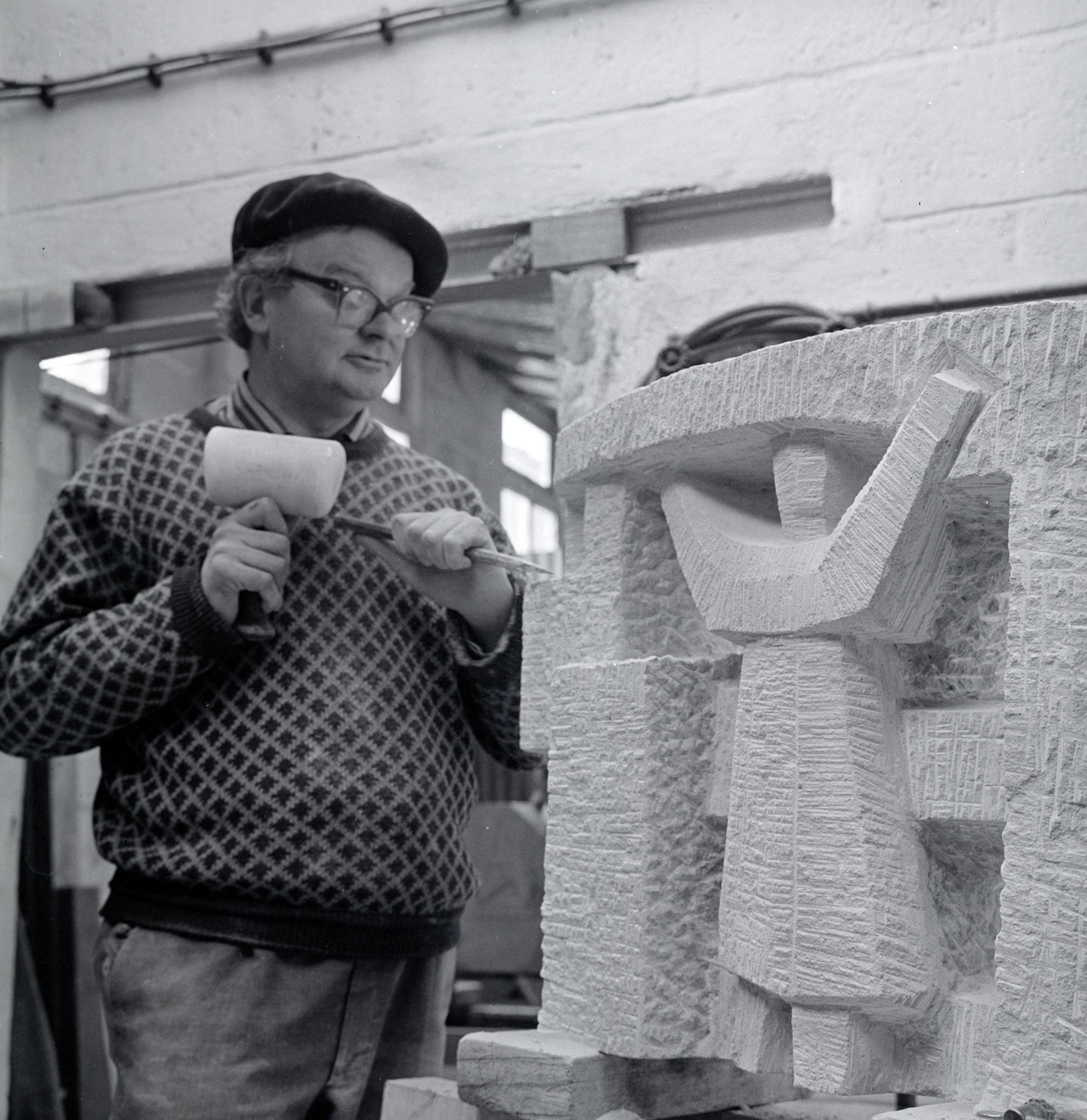
Albert Diekerhof

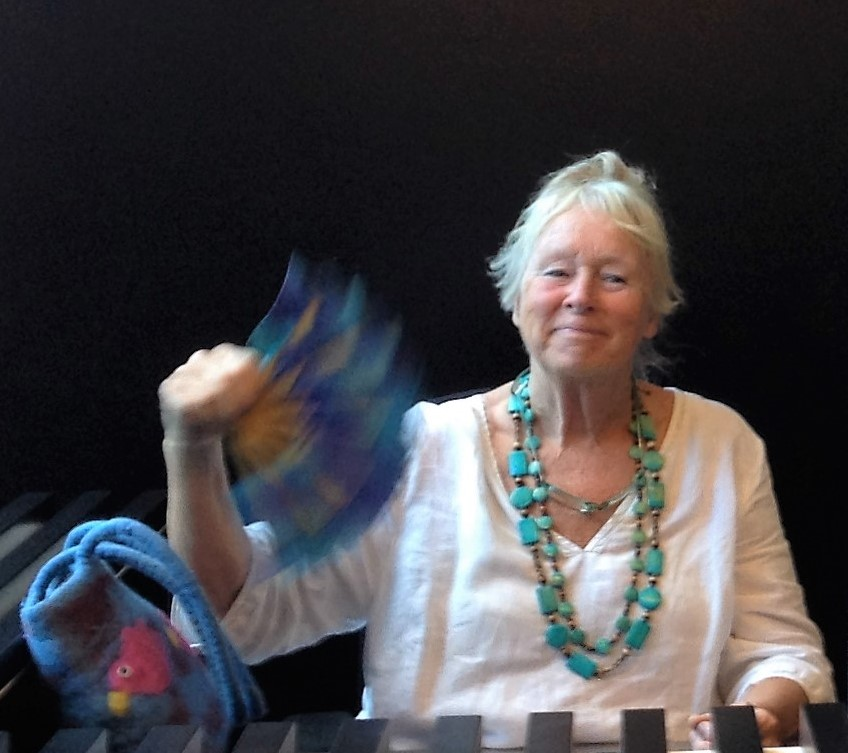
Ineke van Dijk

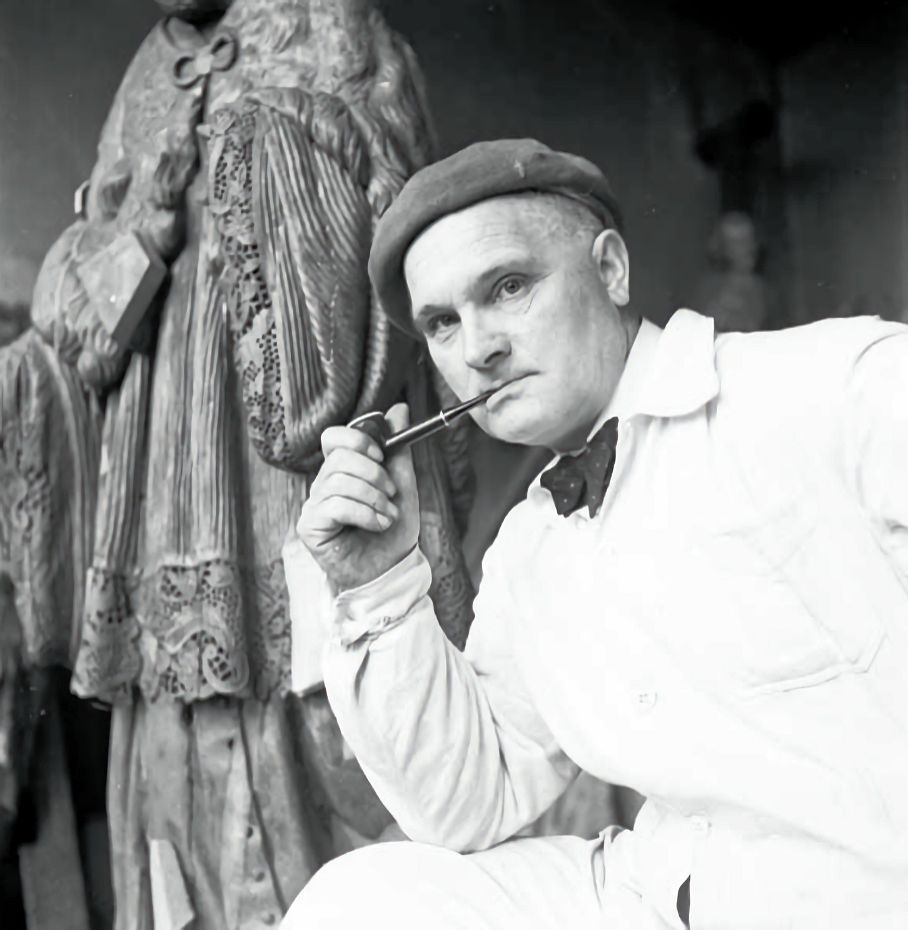
Piet van Dongen

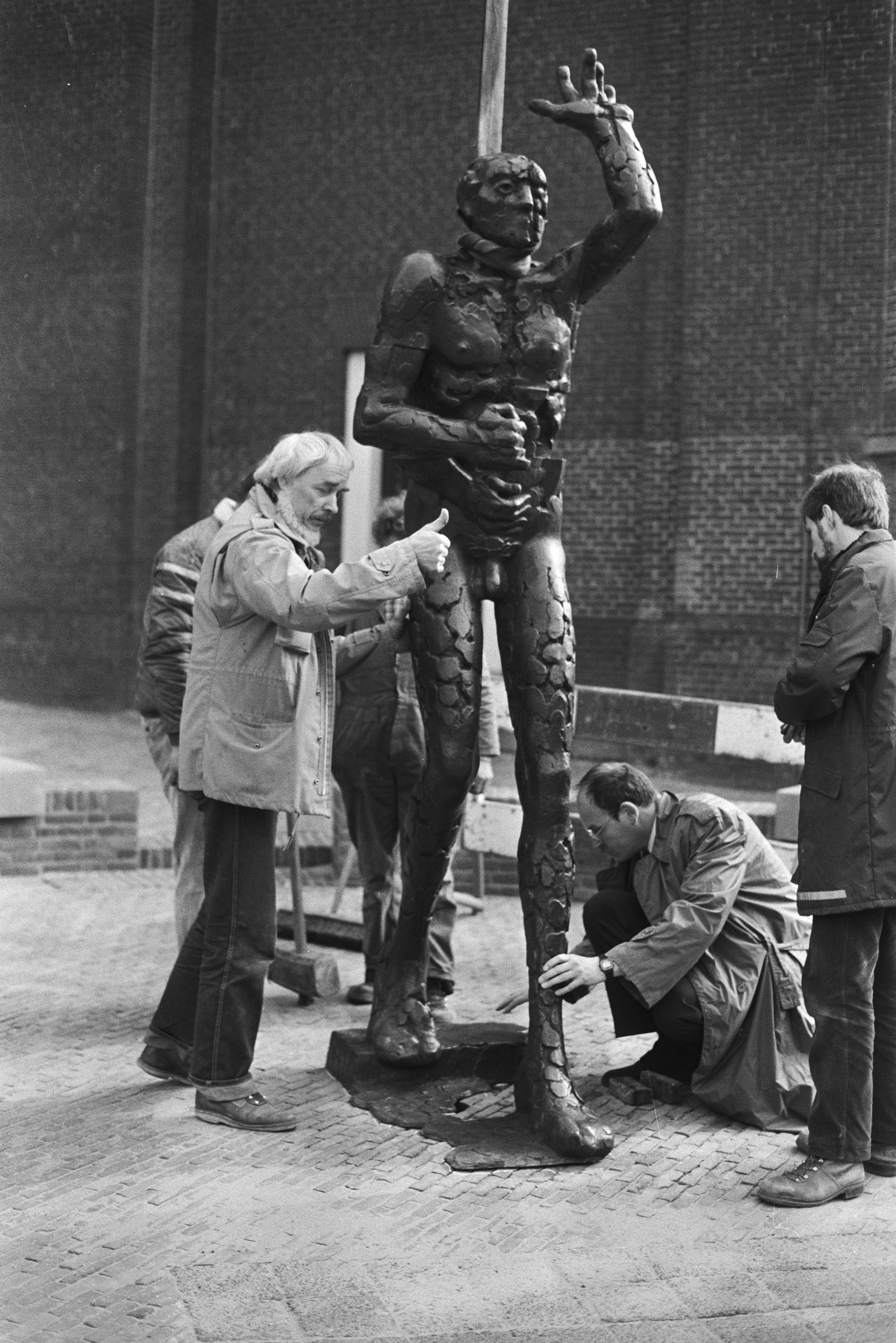
Leen Droppert

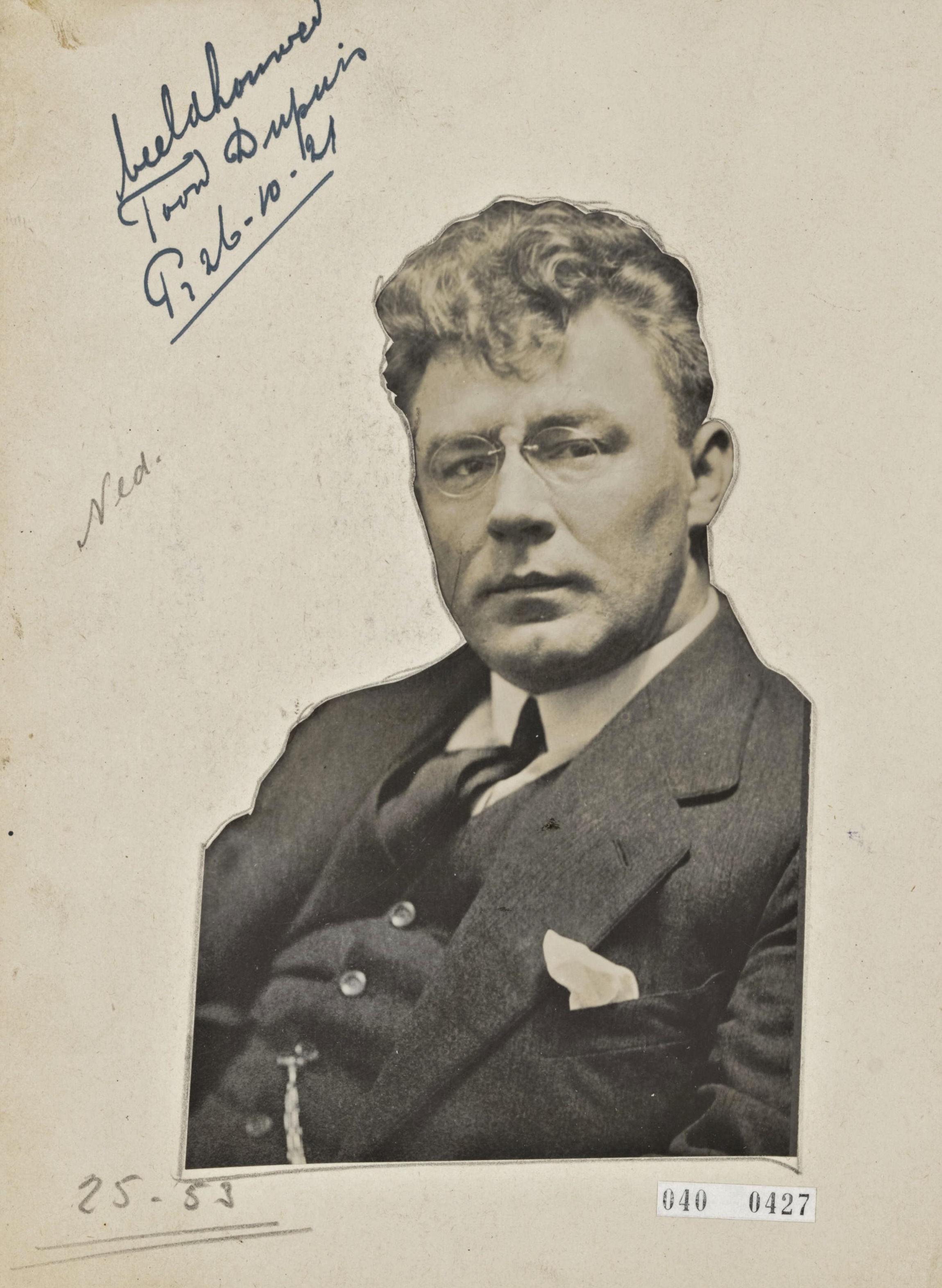
Toon Dupuis

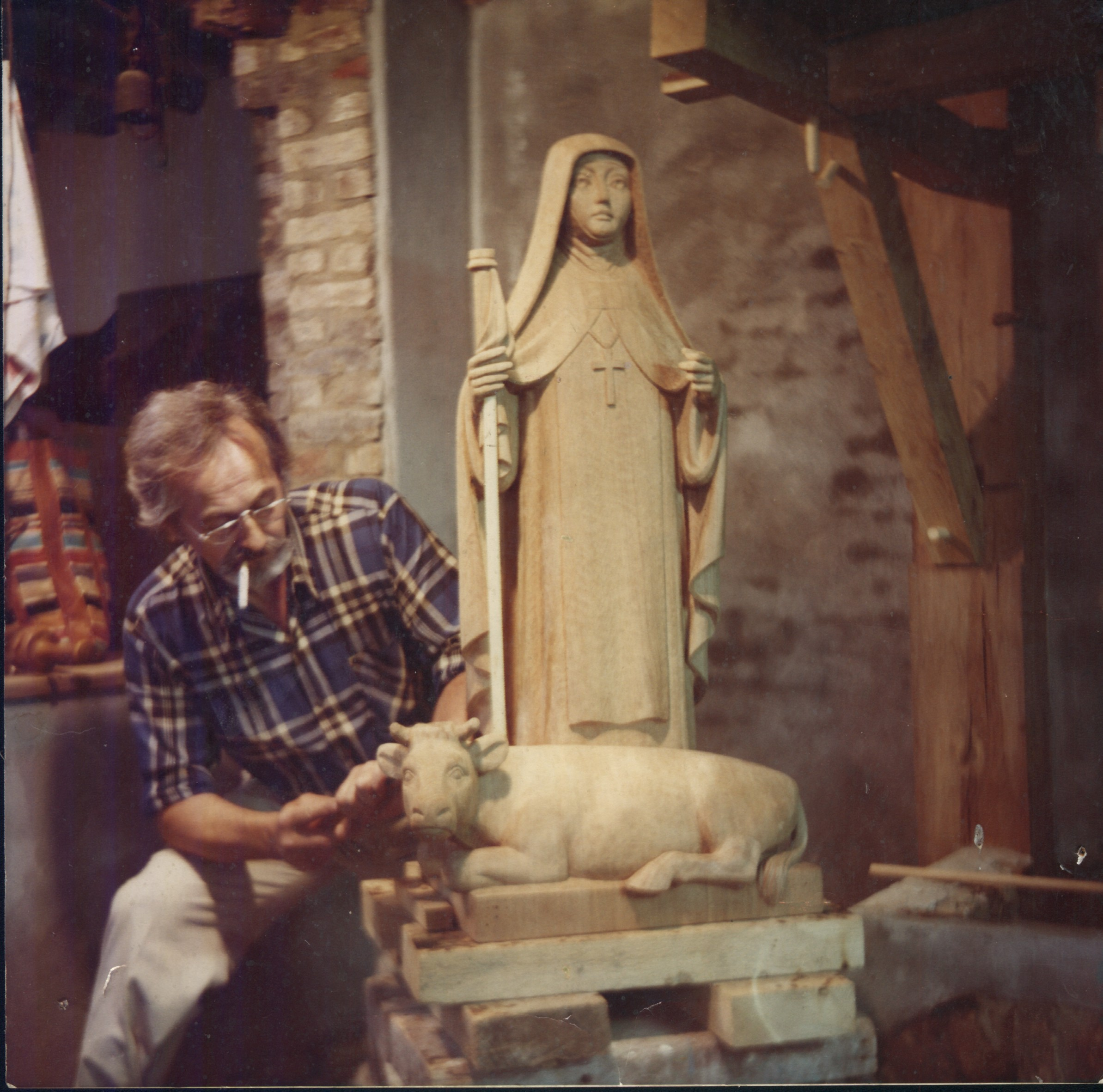
Sjef Eijmael

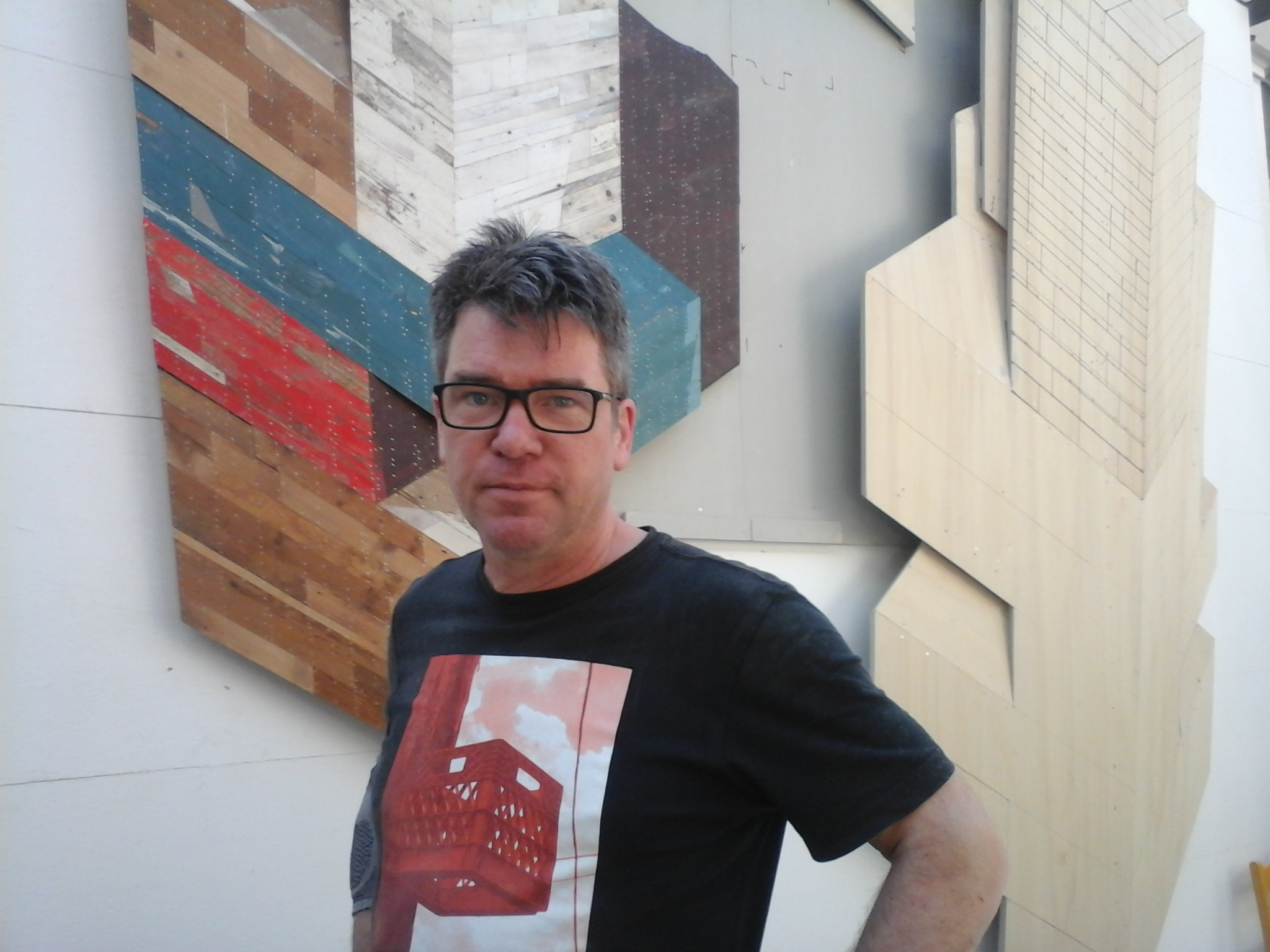
Ron van der Ende

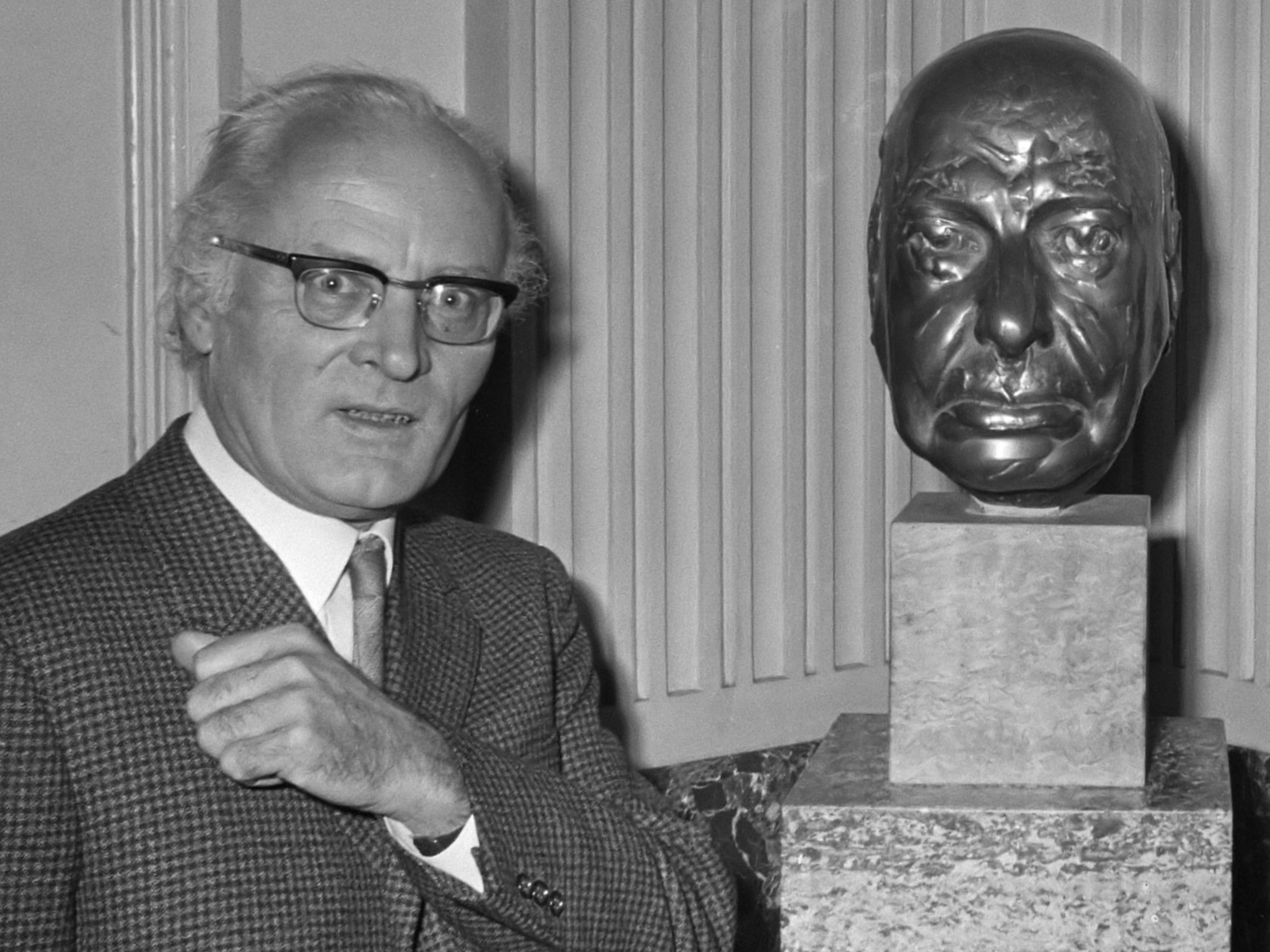
Piet Esser

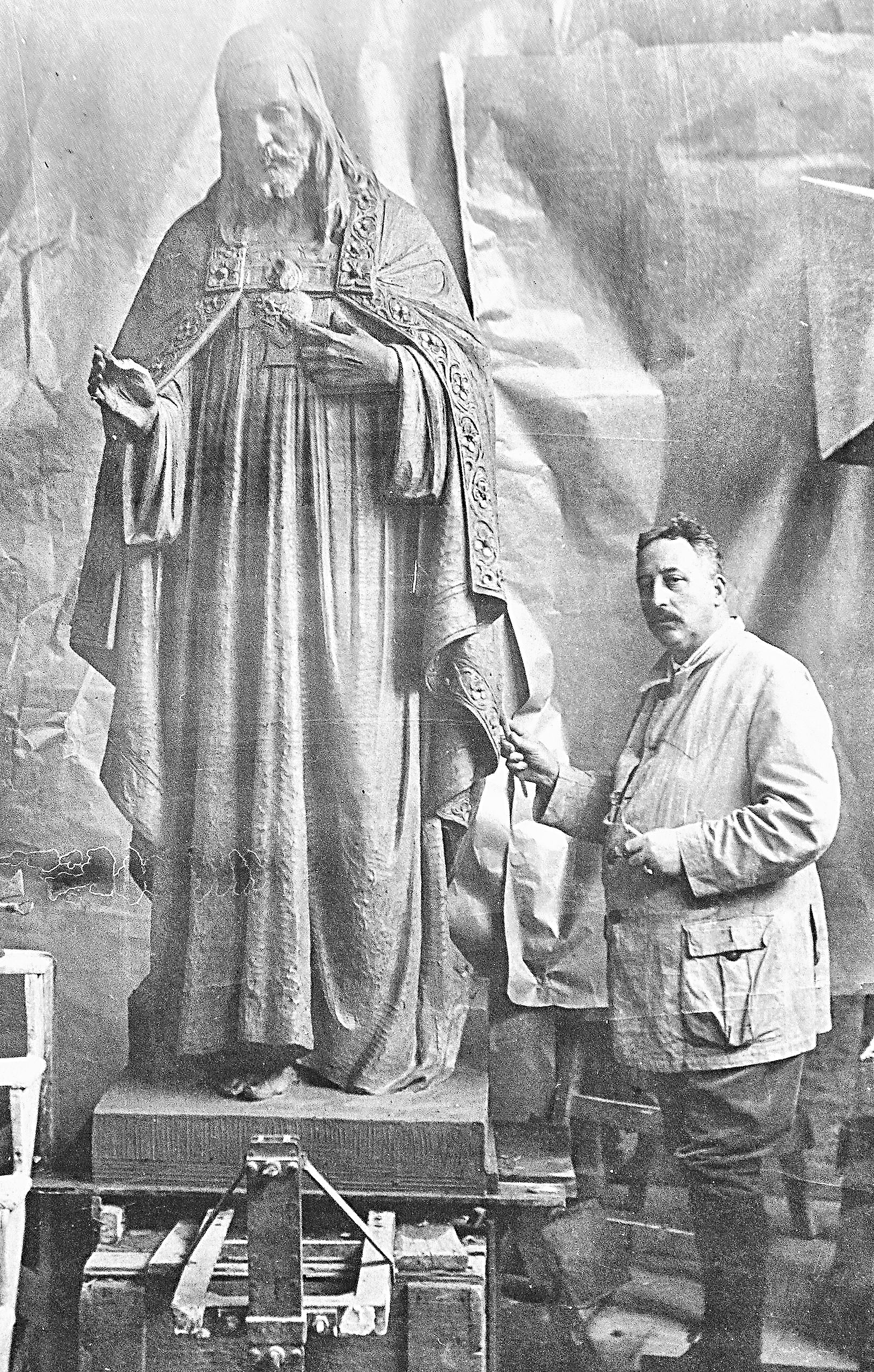
August Falise

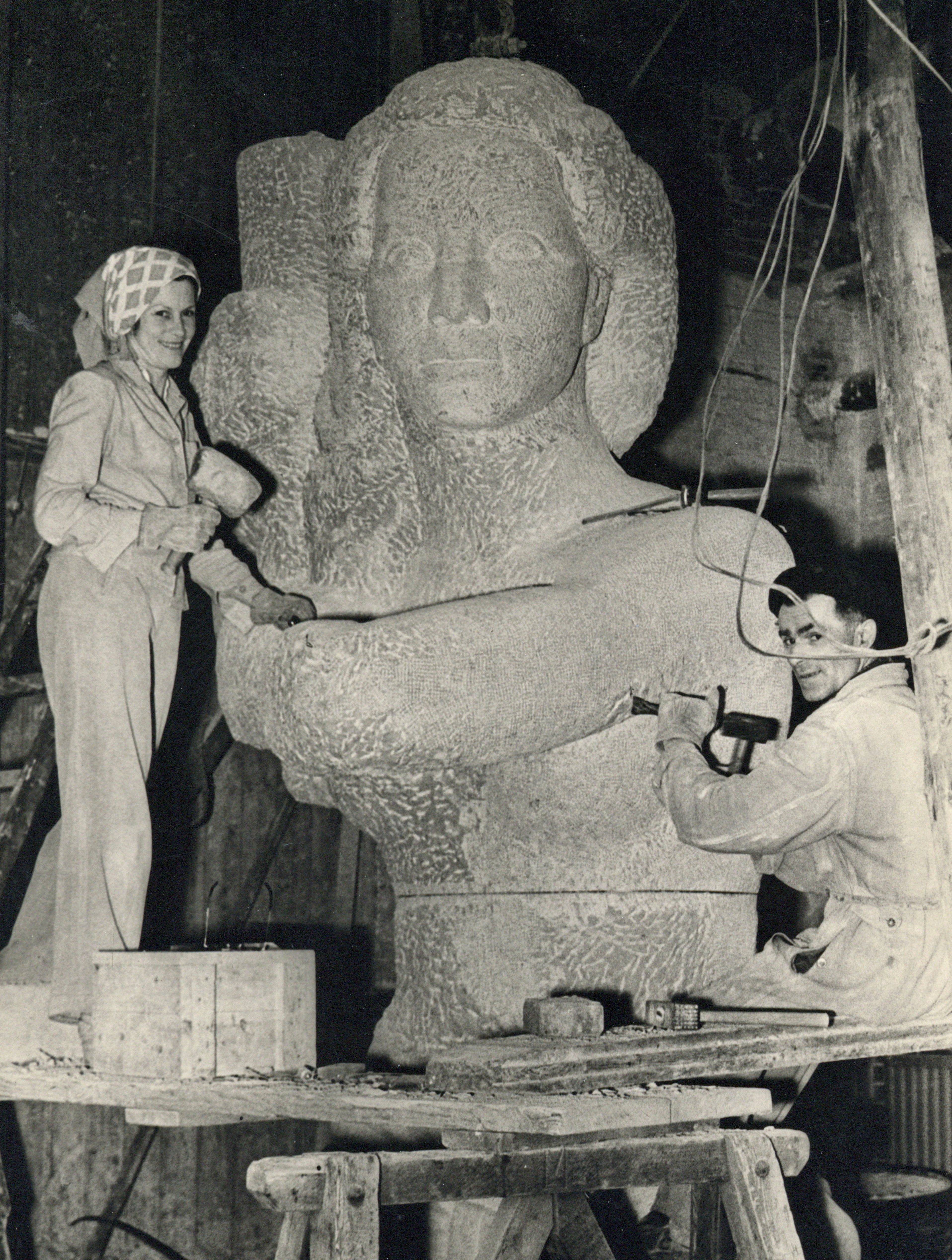
Corinne Franzén-Heslenfeld (links)

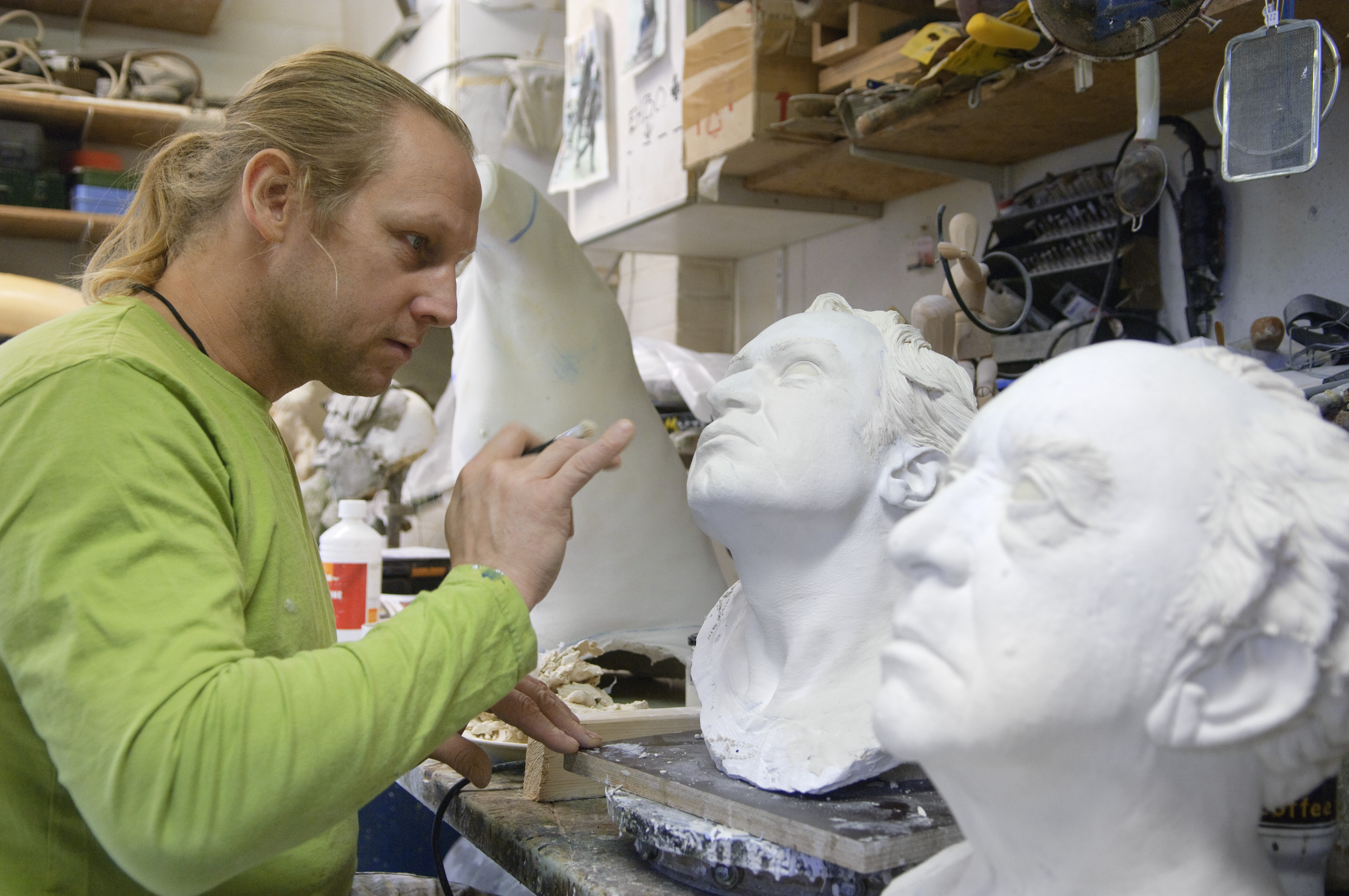
Guido Geelen

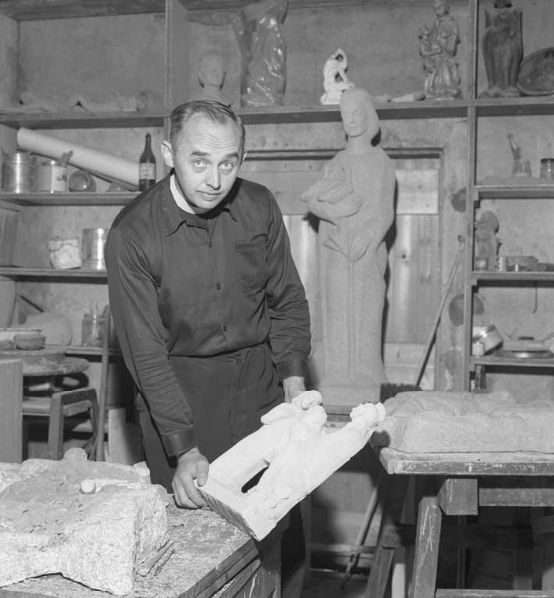
Cor Goorts

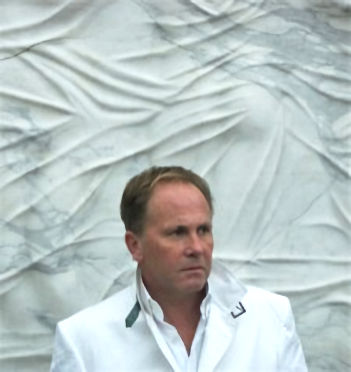
Eppe de Haan

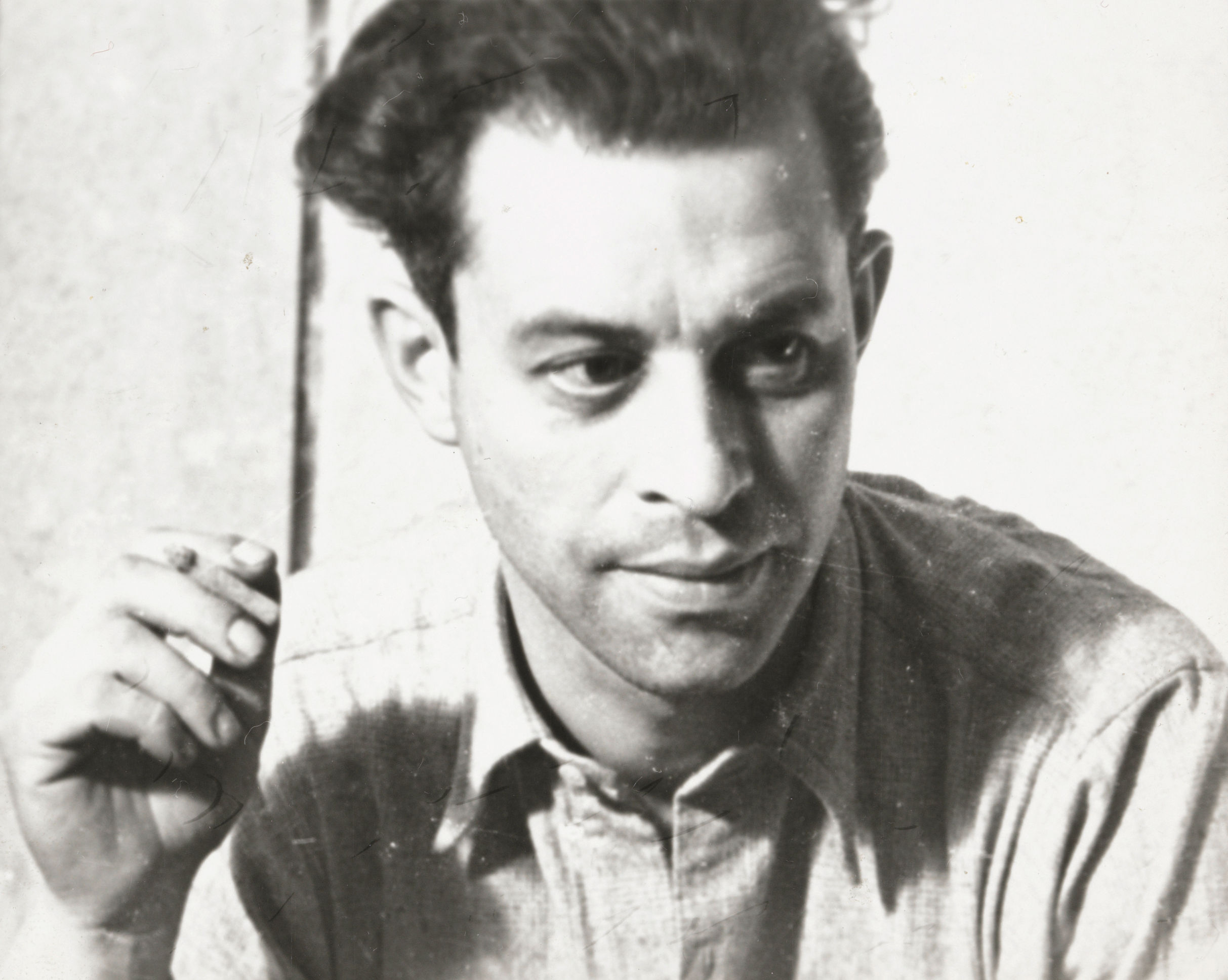
Frits van Hall

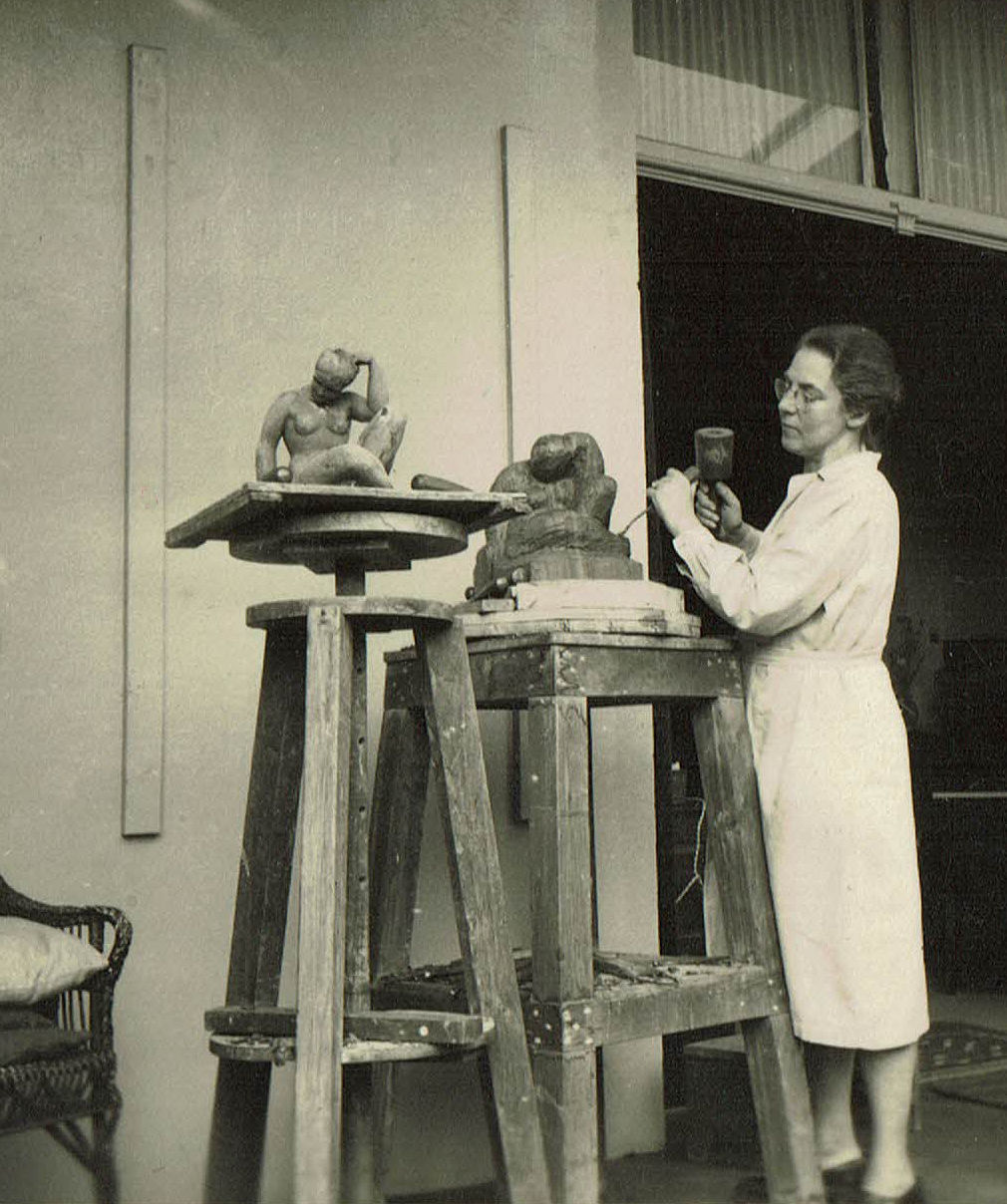
Annie van der Heide-Hemsing

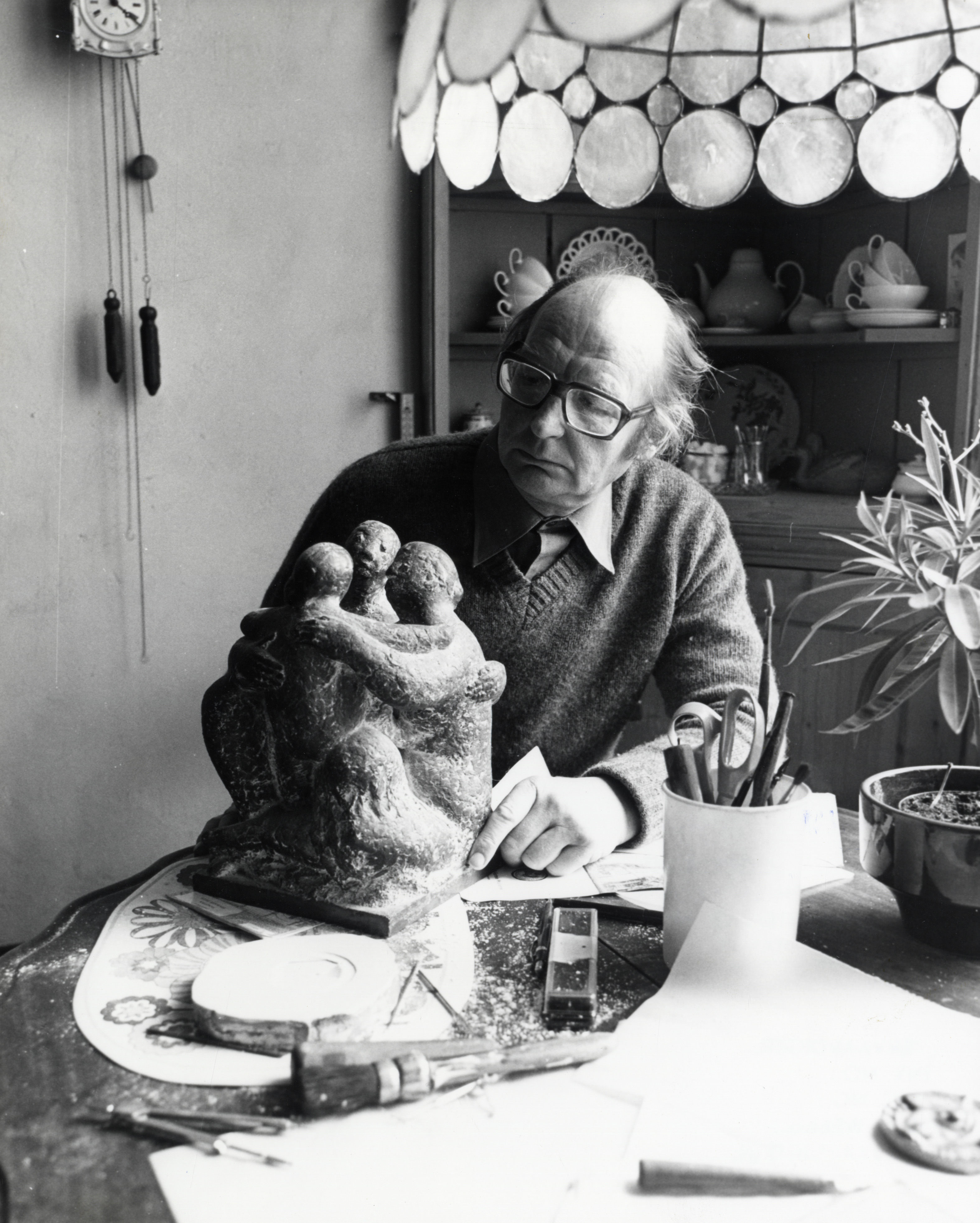
Joop Hekman

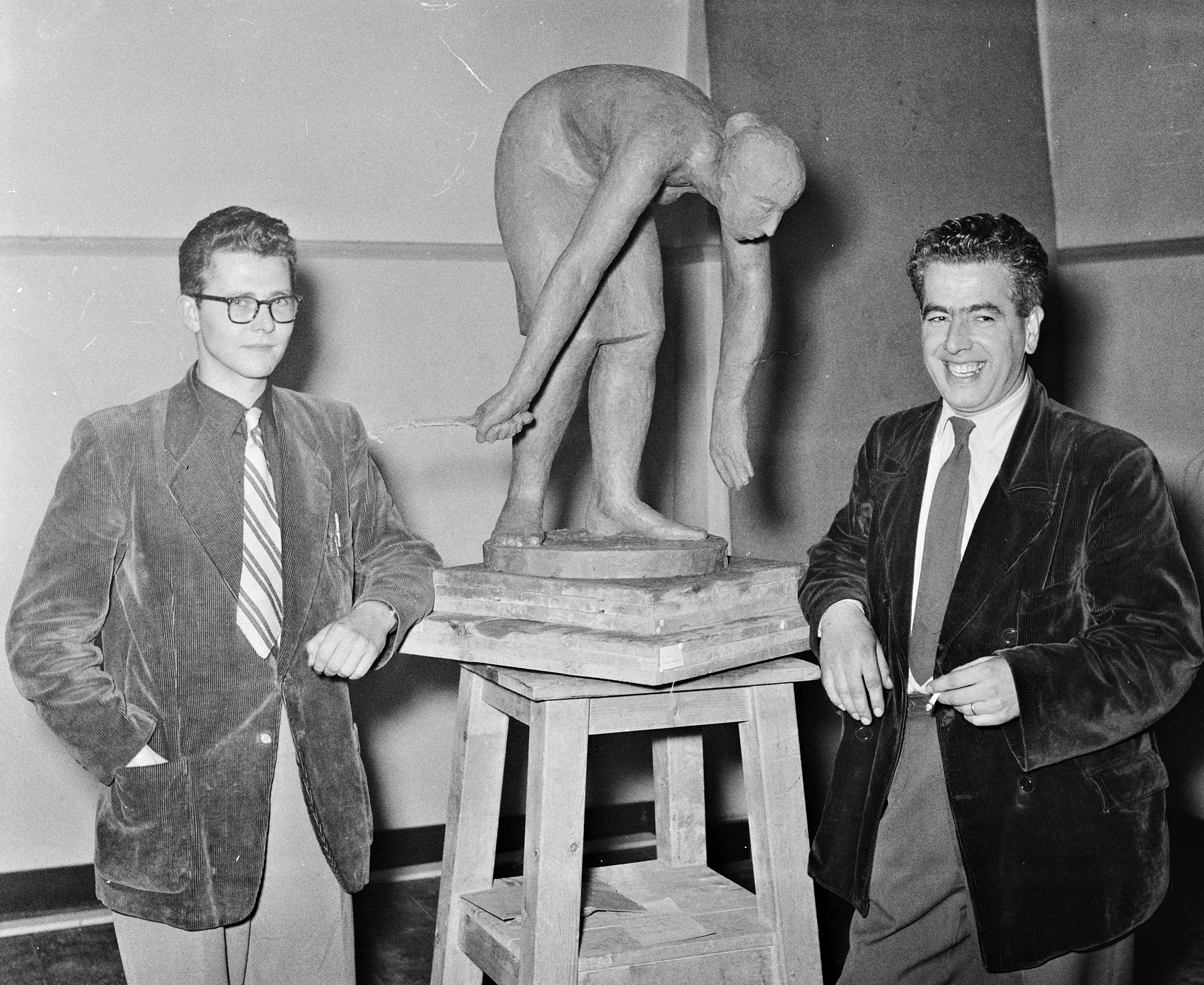
Hans IJdo en Ad Dekkers

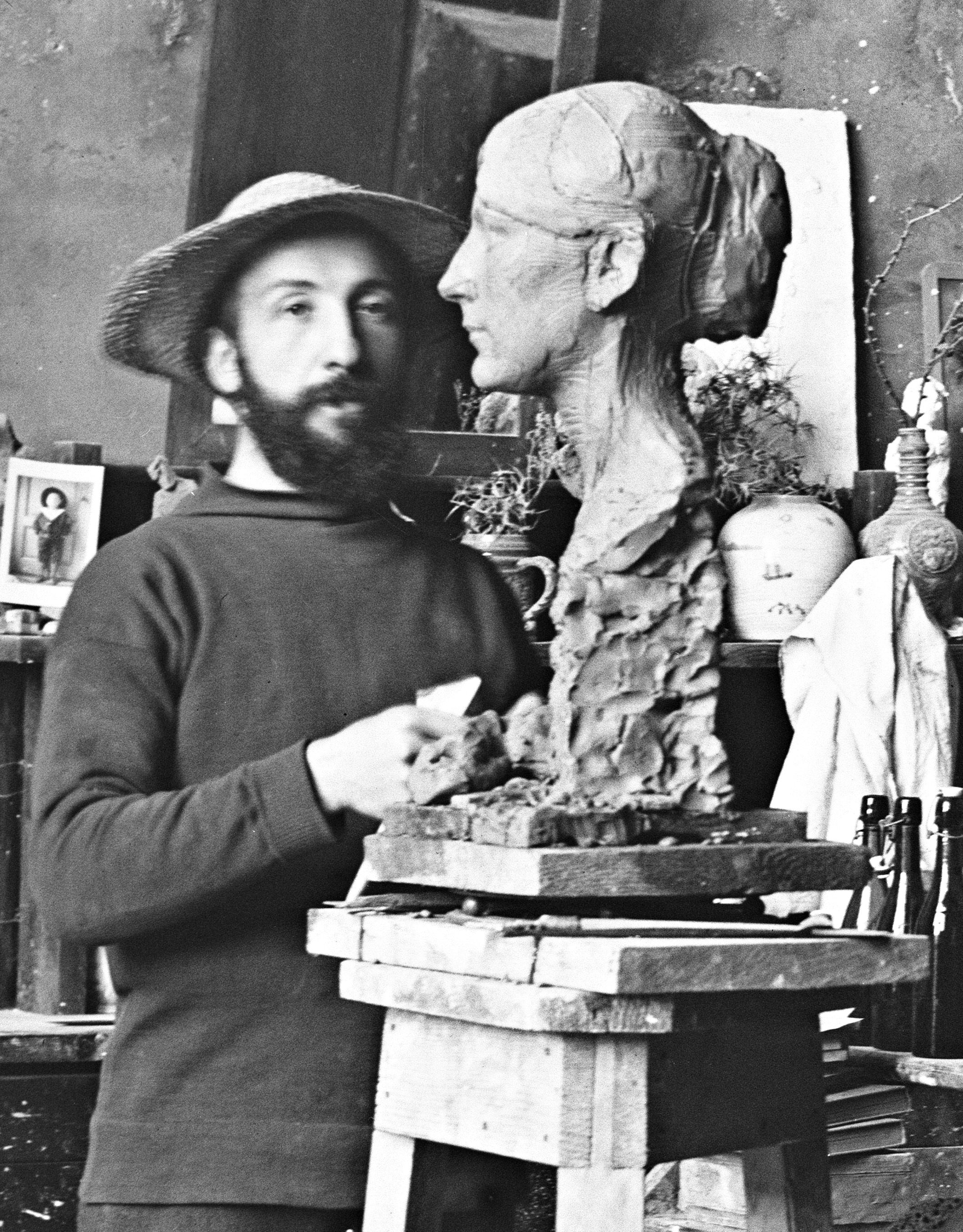
Eduard Jacobs

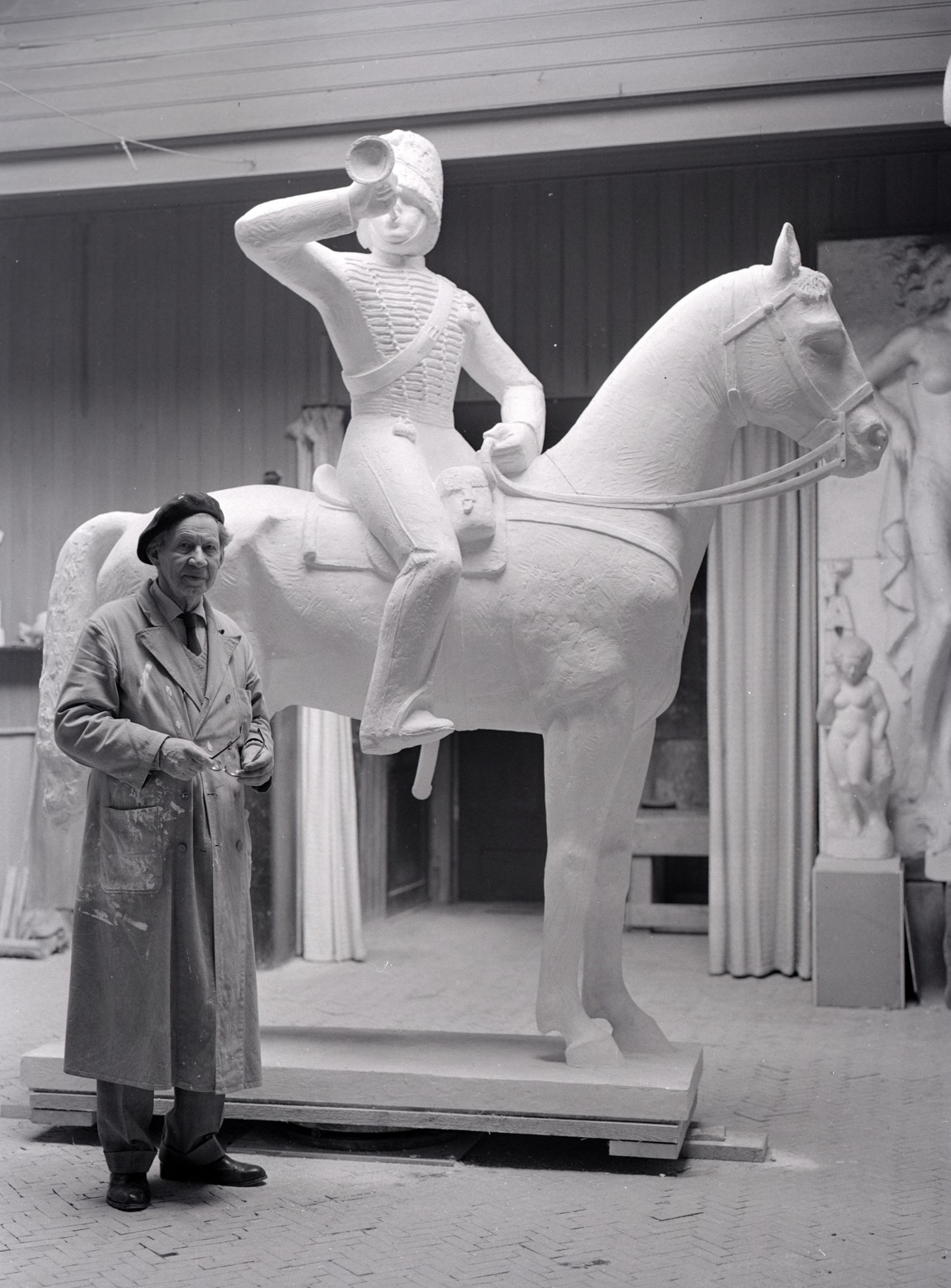
Gijs Jacobs van den Hof

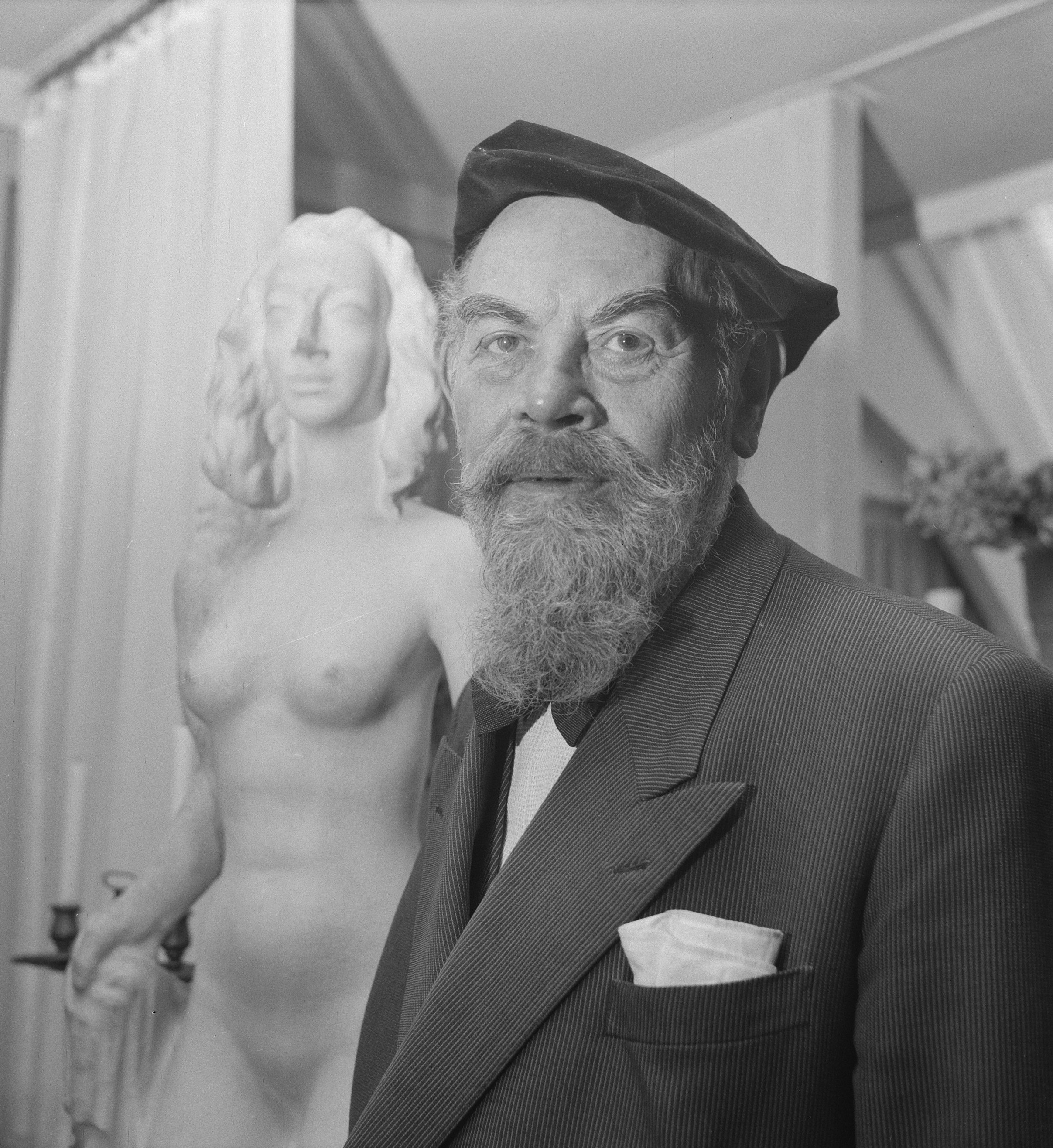
Barend Jordens

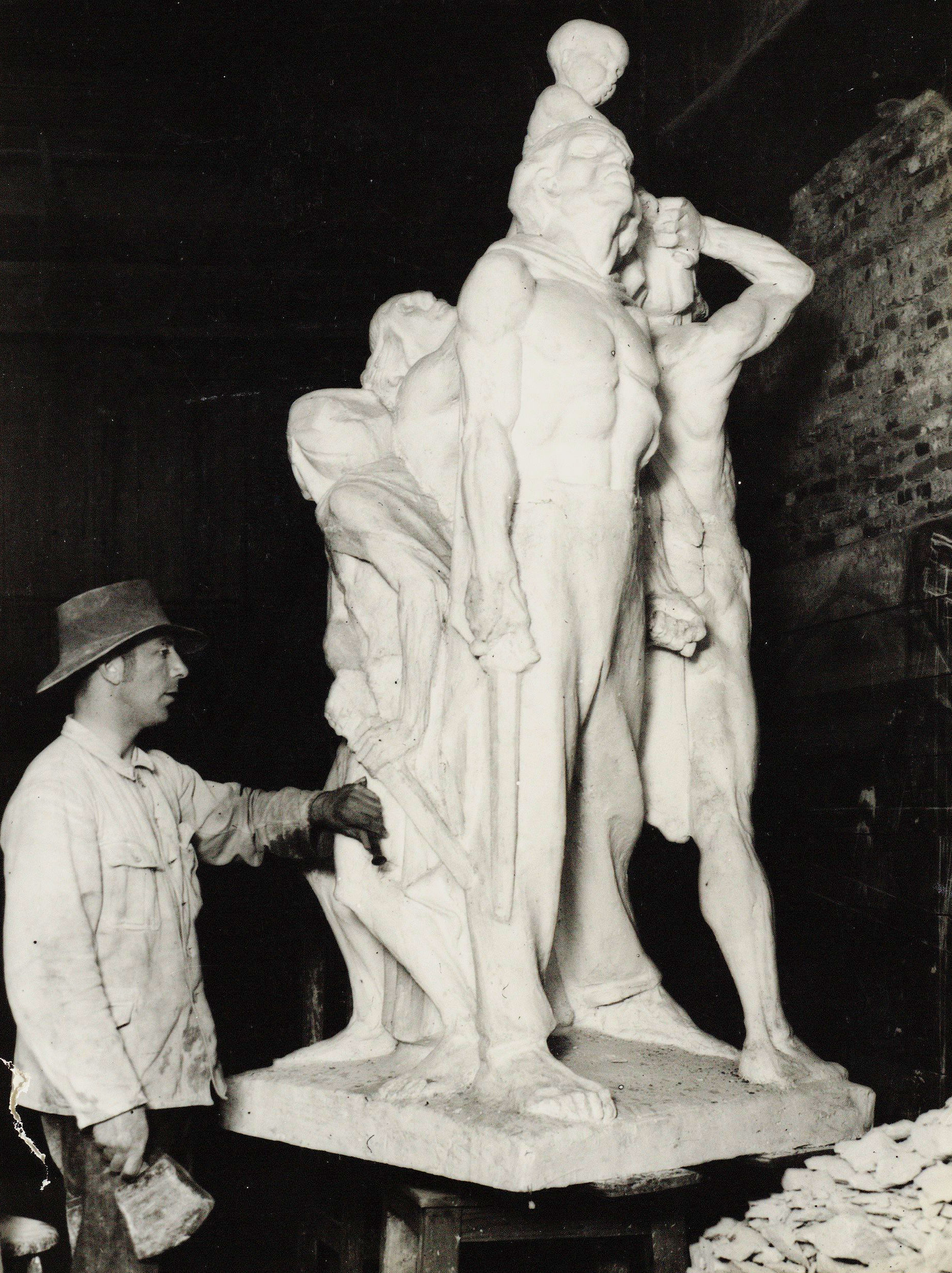
Jaap Kaas

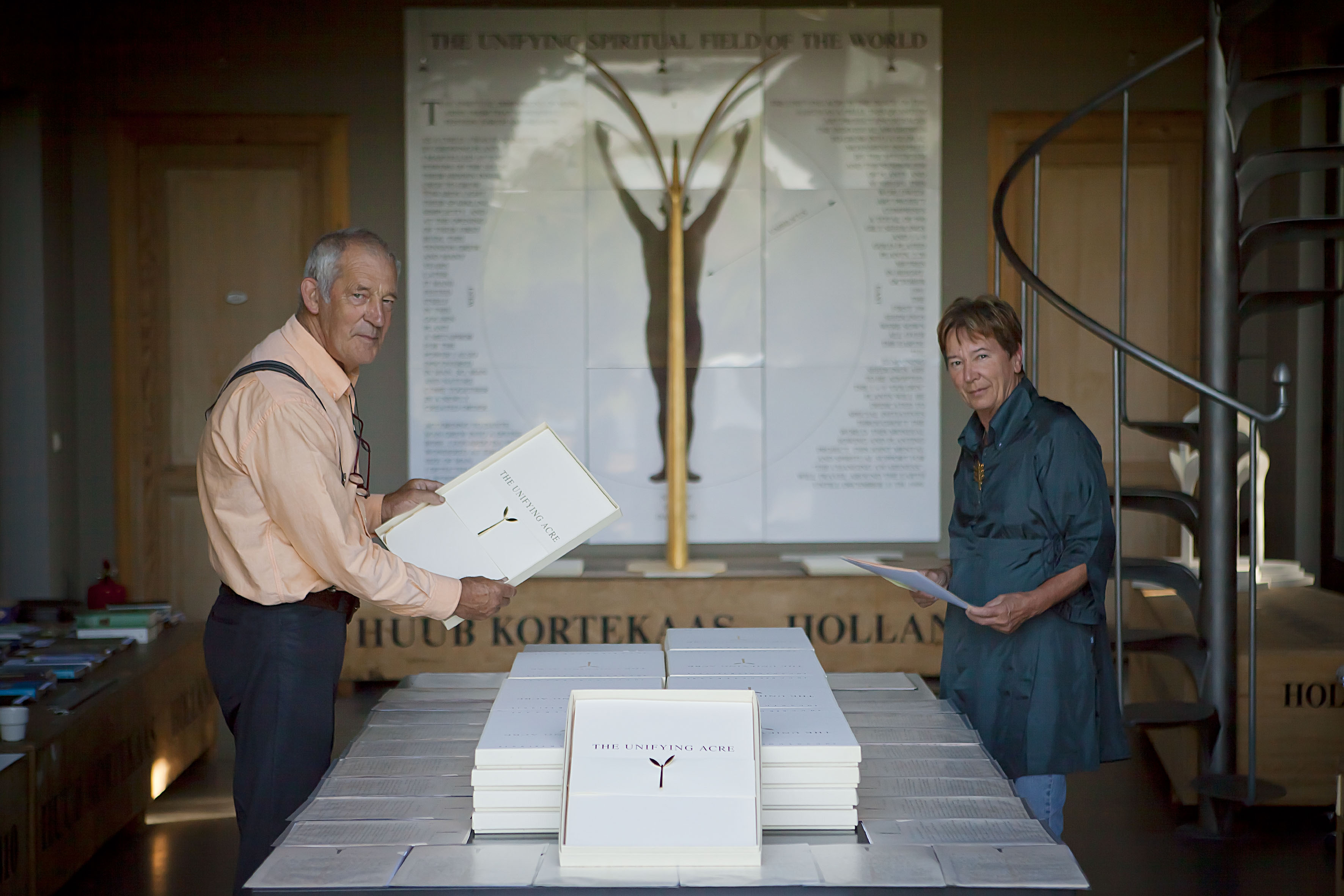
Huub en Adelheid Kortekaas

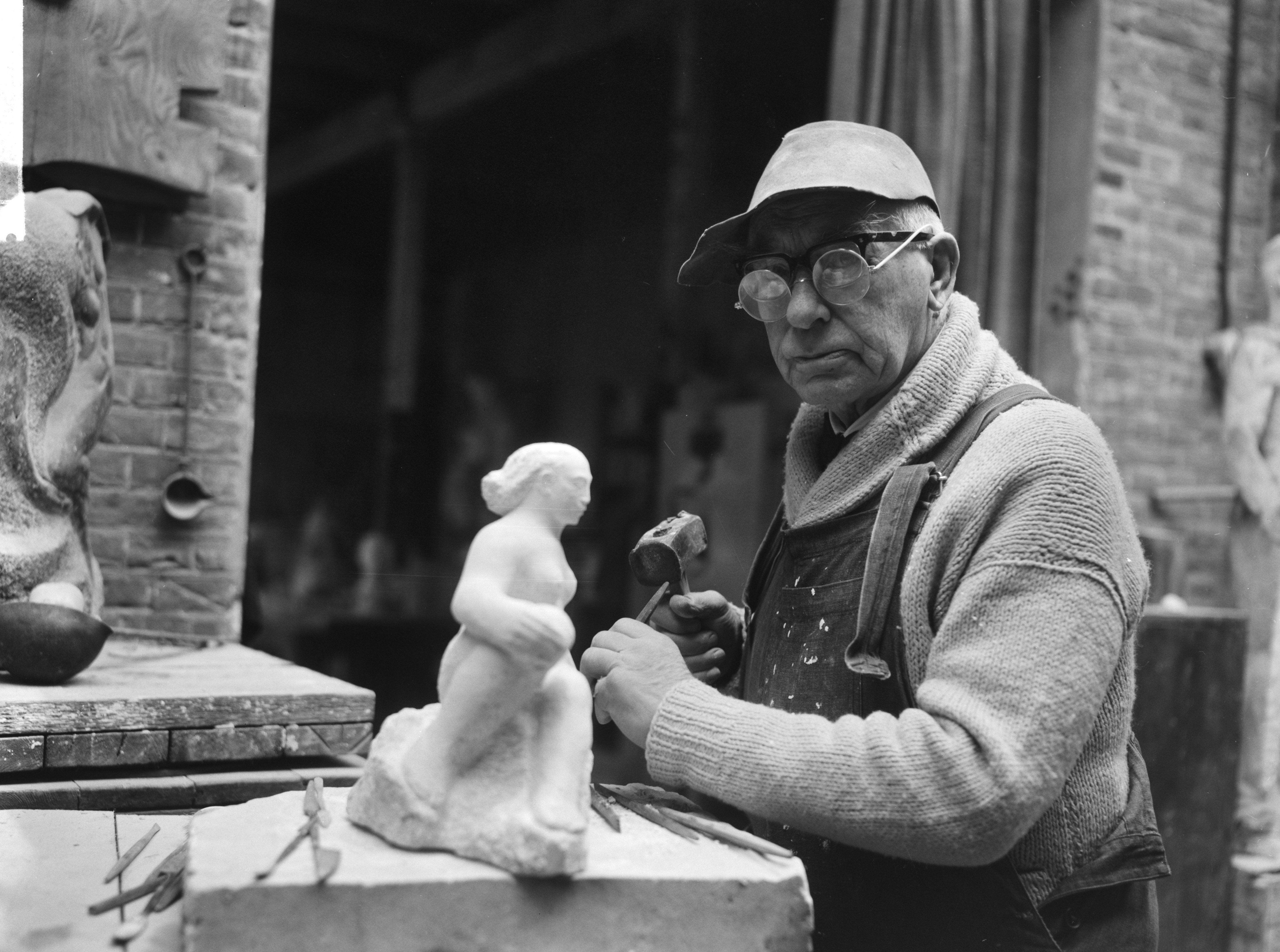
Hildo Krop

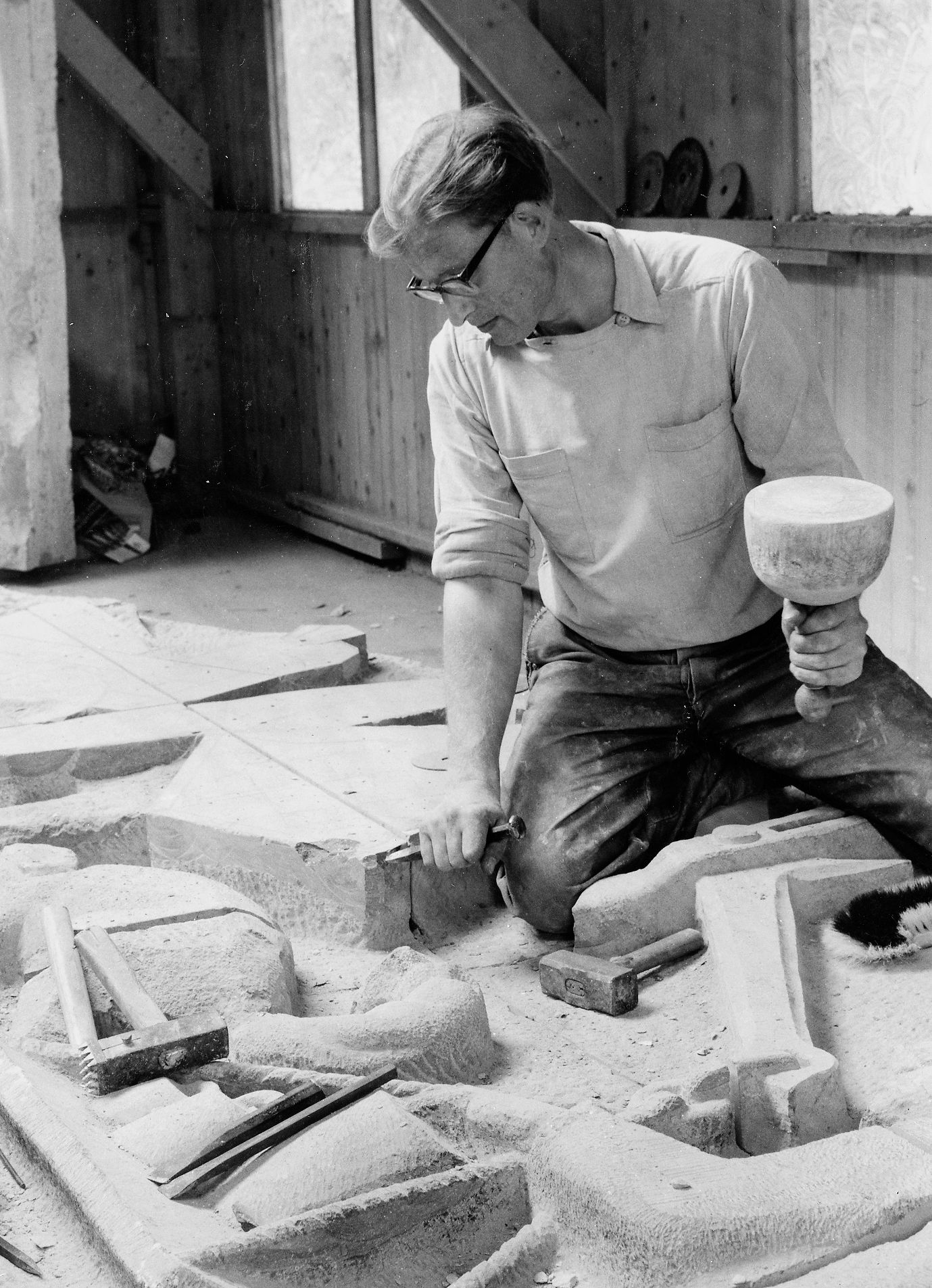
Eduard van Kuilenburg

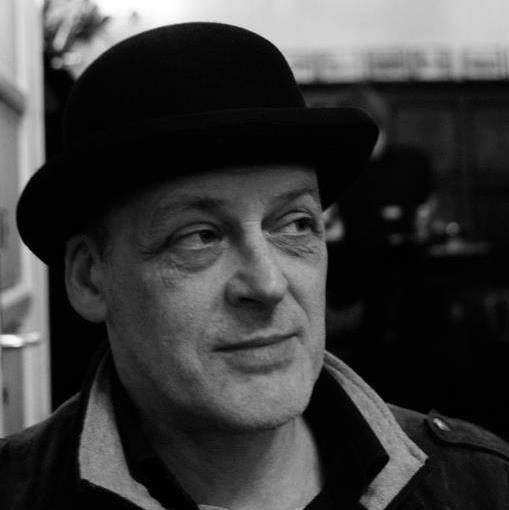
Carel Lanters

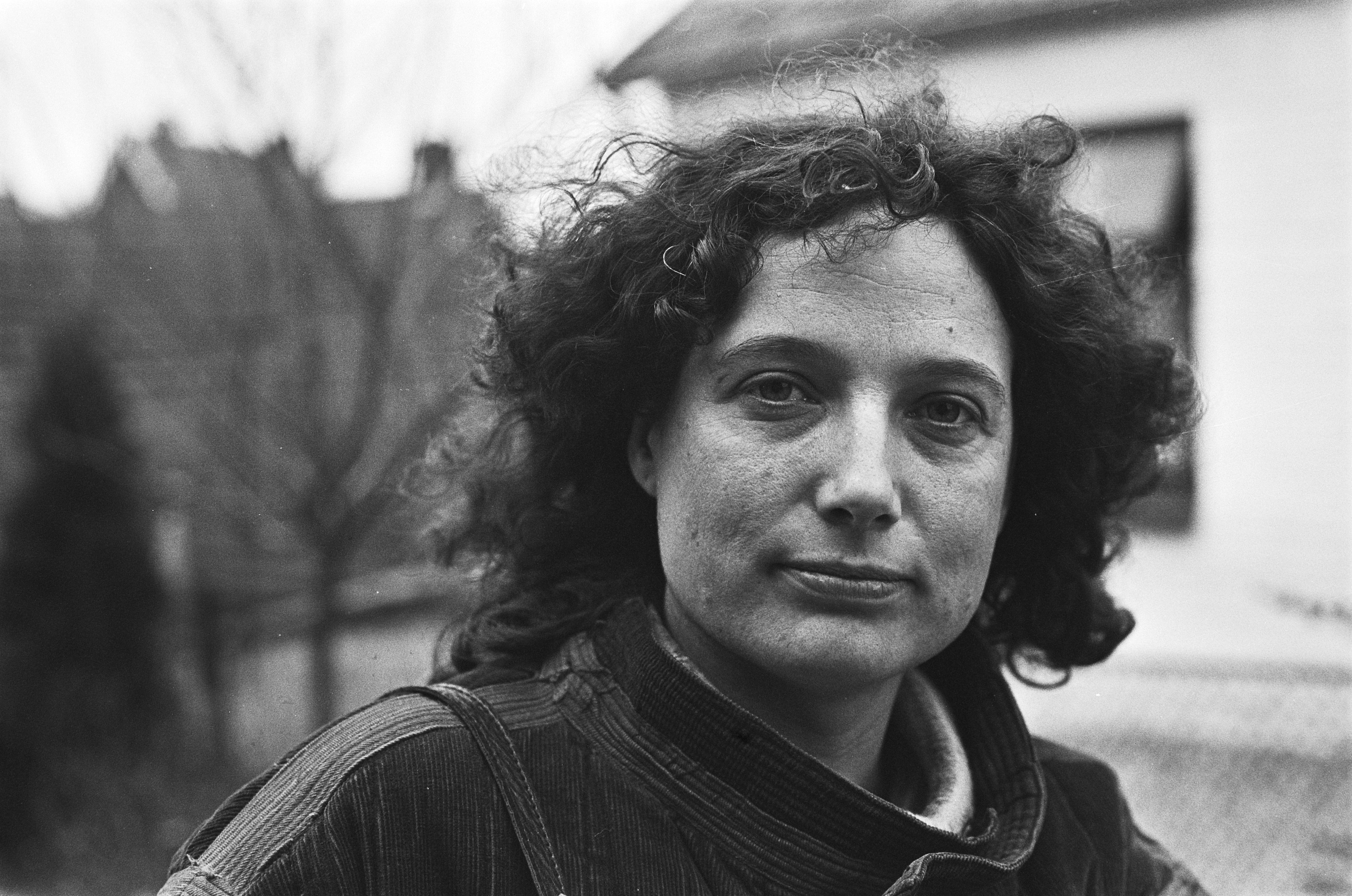
Heleen Levano

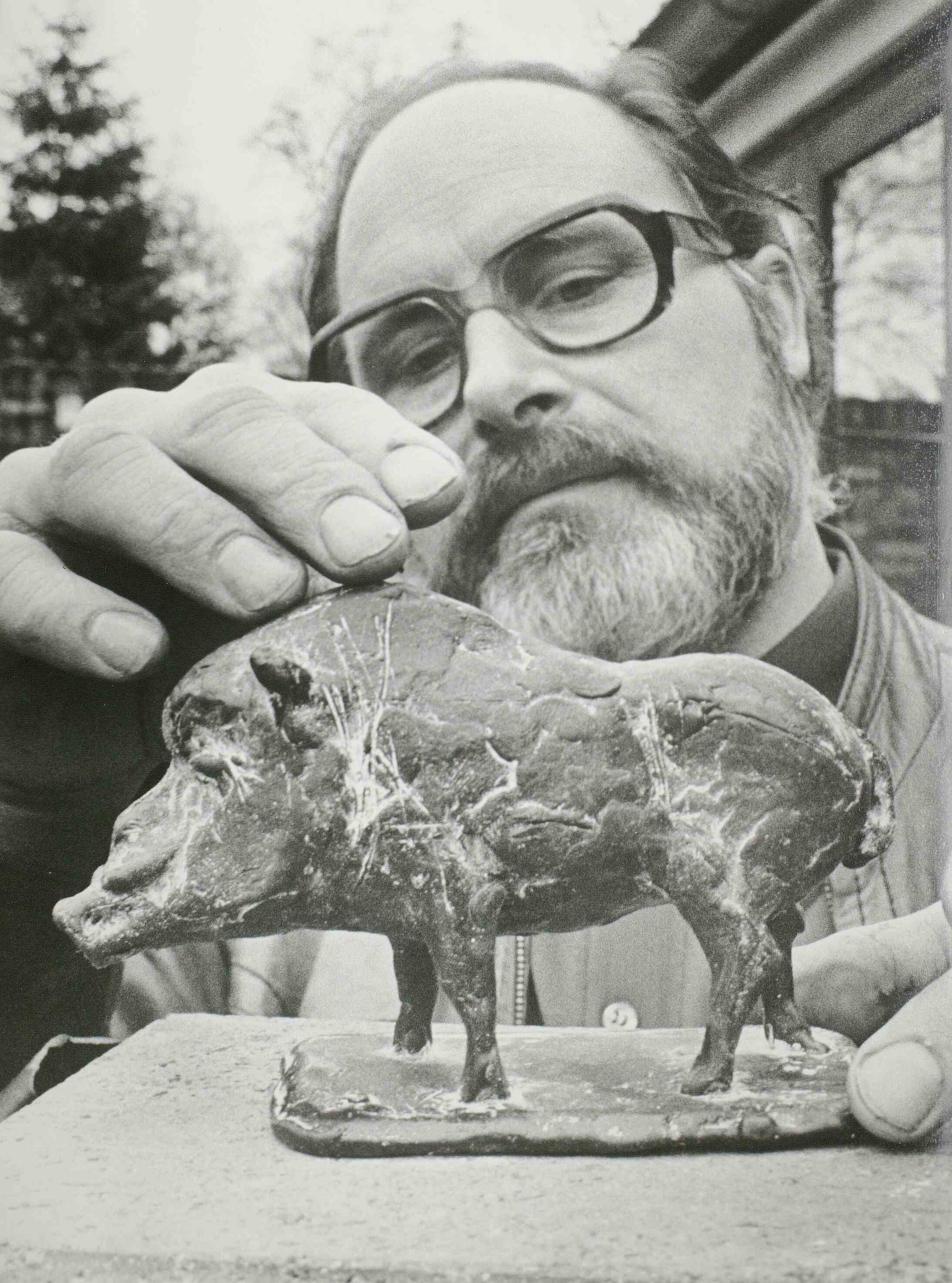
Felix van der Linden

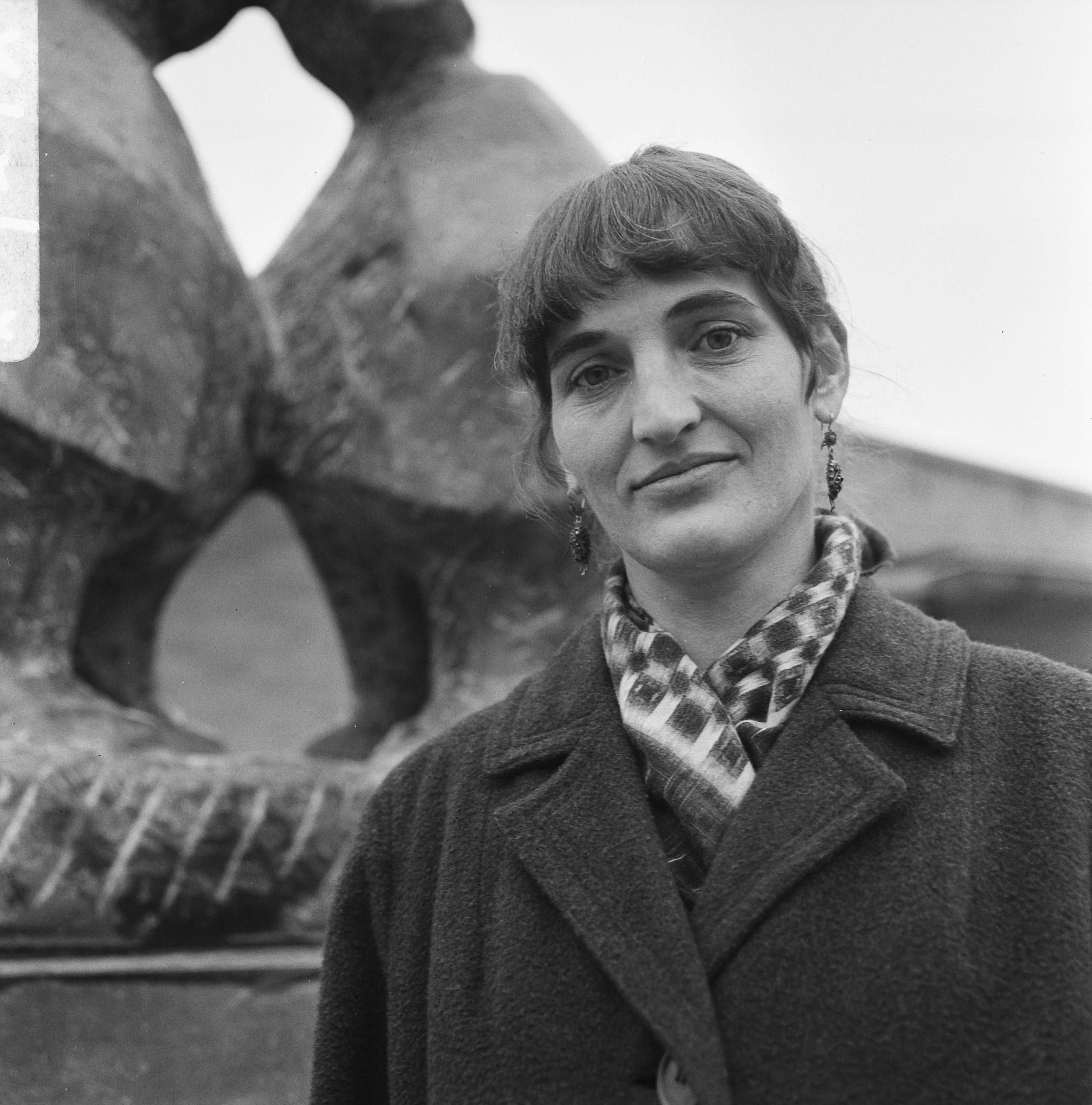
Nel van Lith

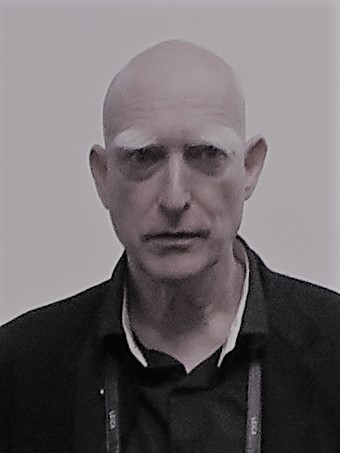
Frank Mandersloot

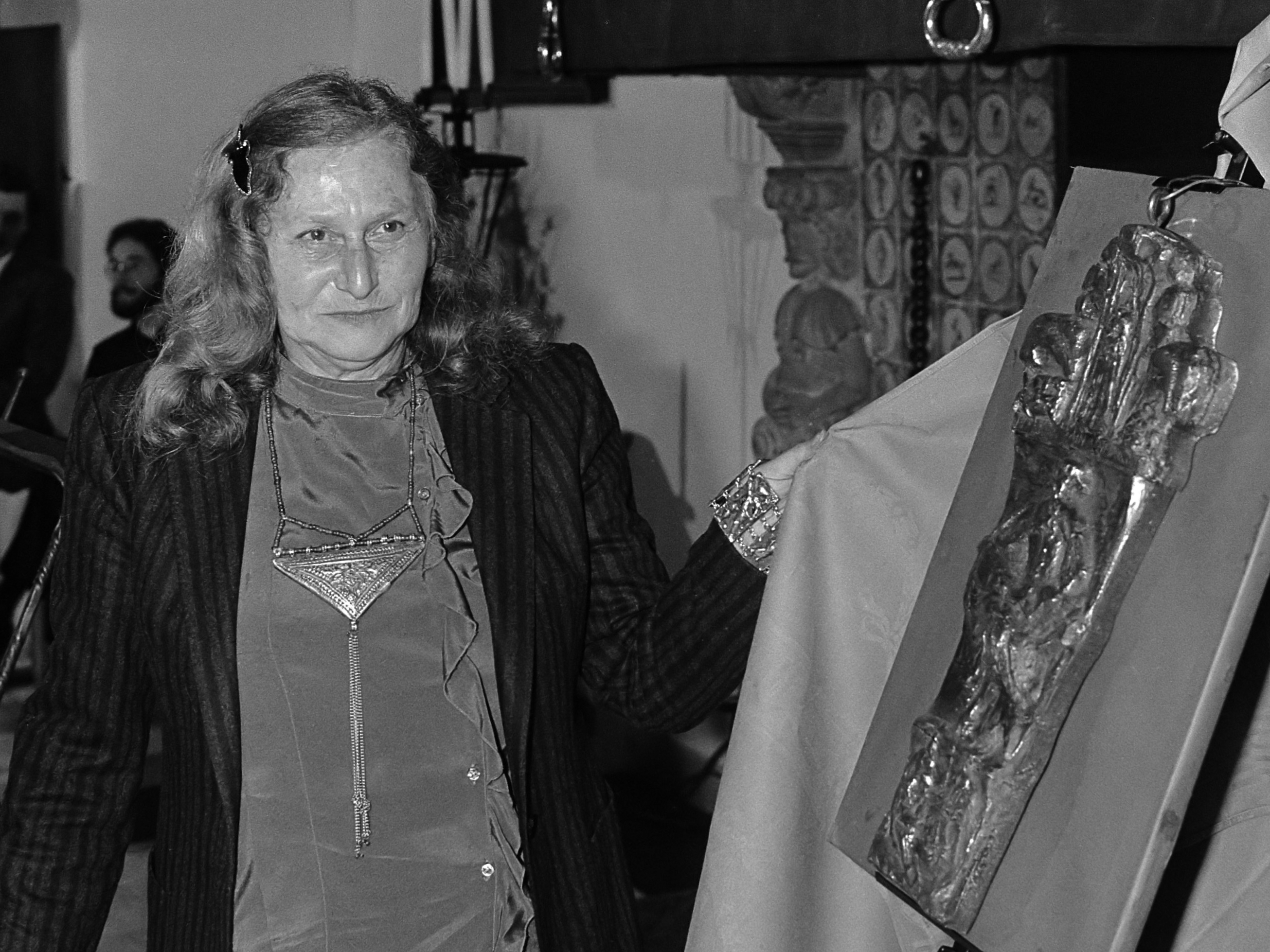
Loekie Metz

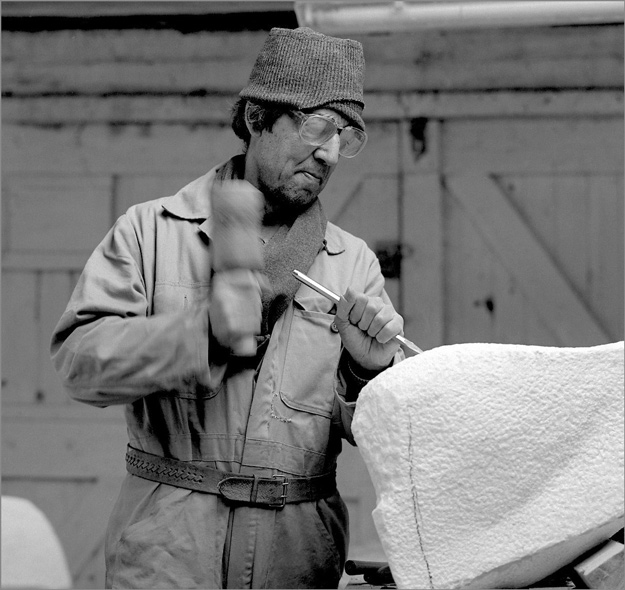
Ad Molendijk

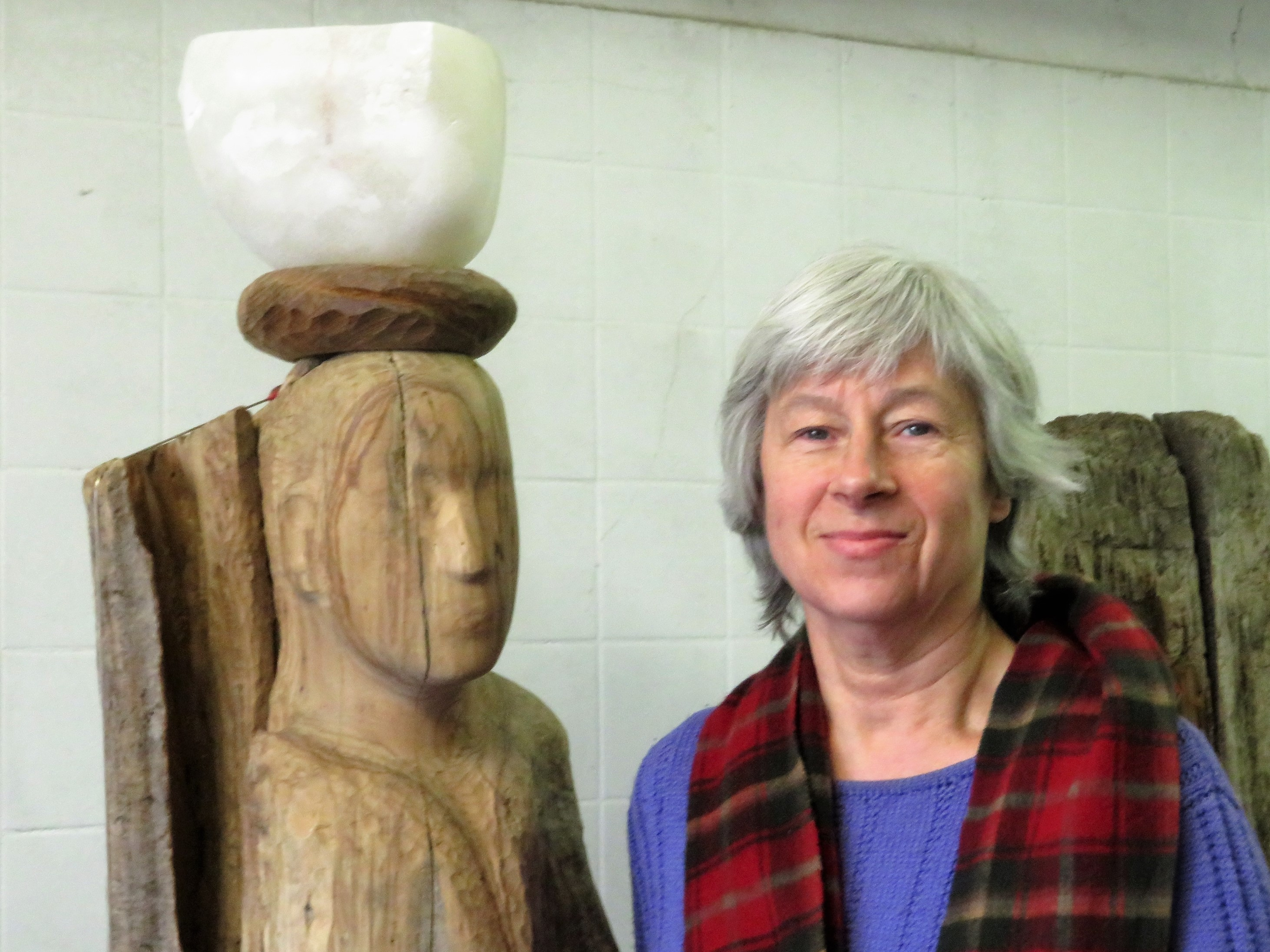
Hanneke de Munck

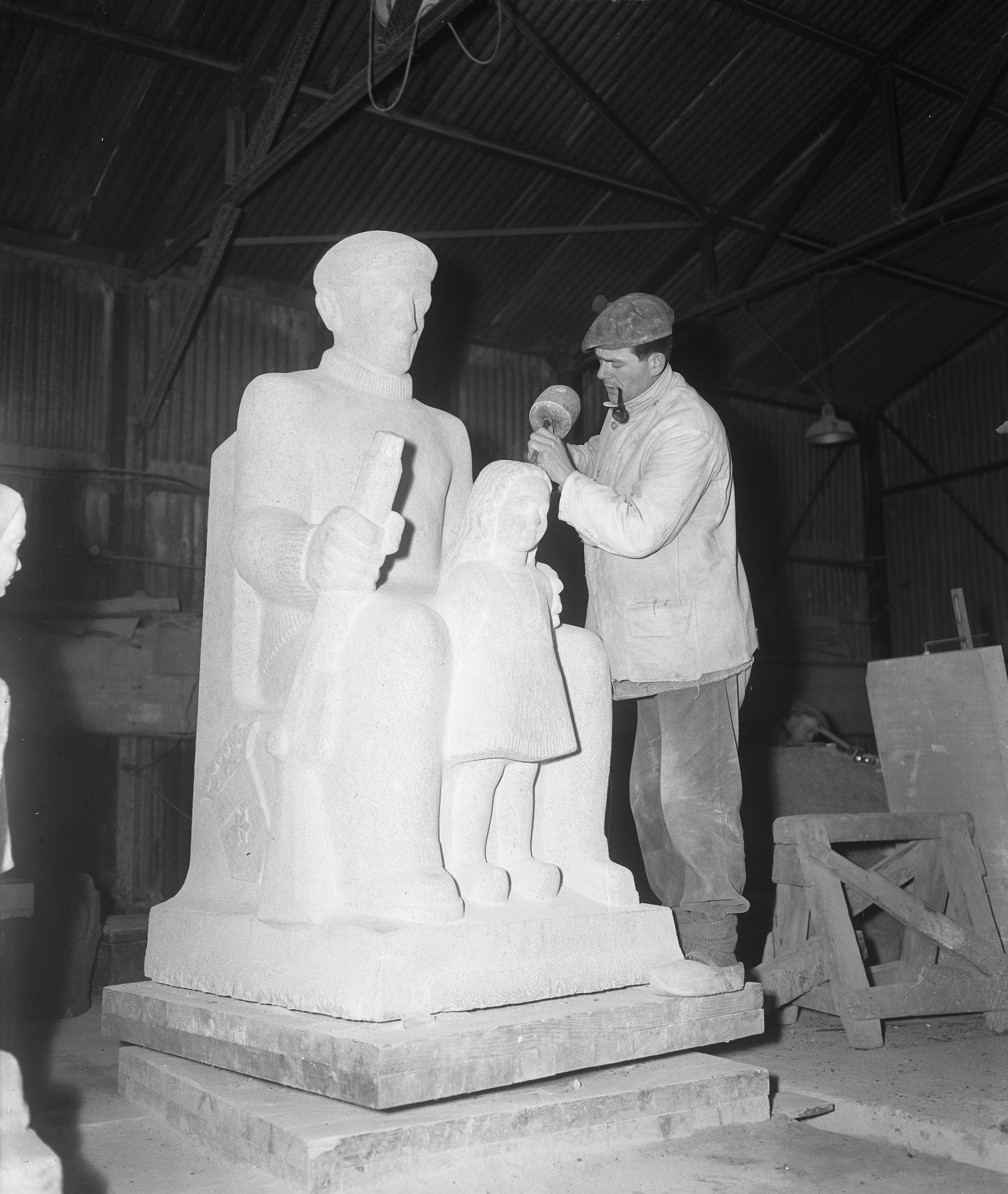
Nico Onkenhout

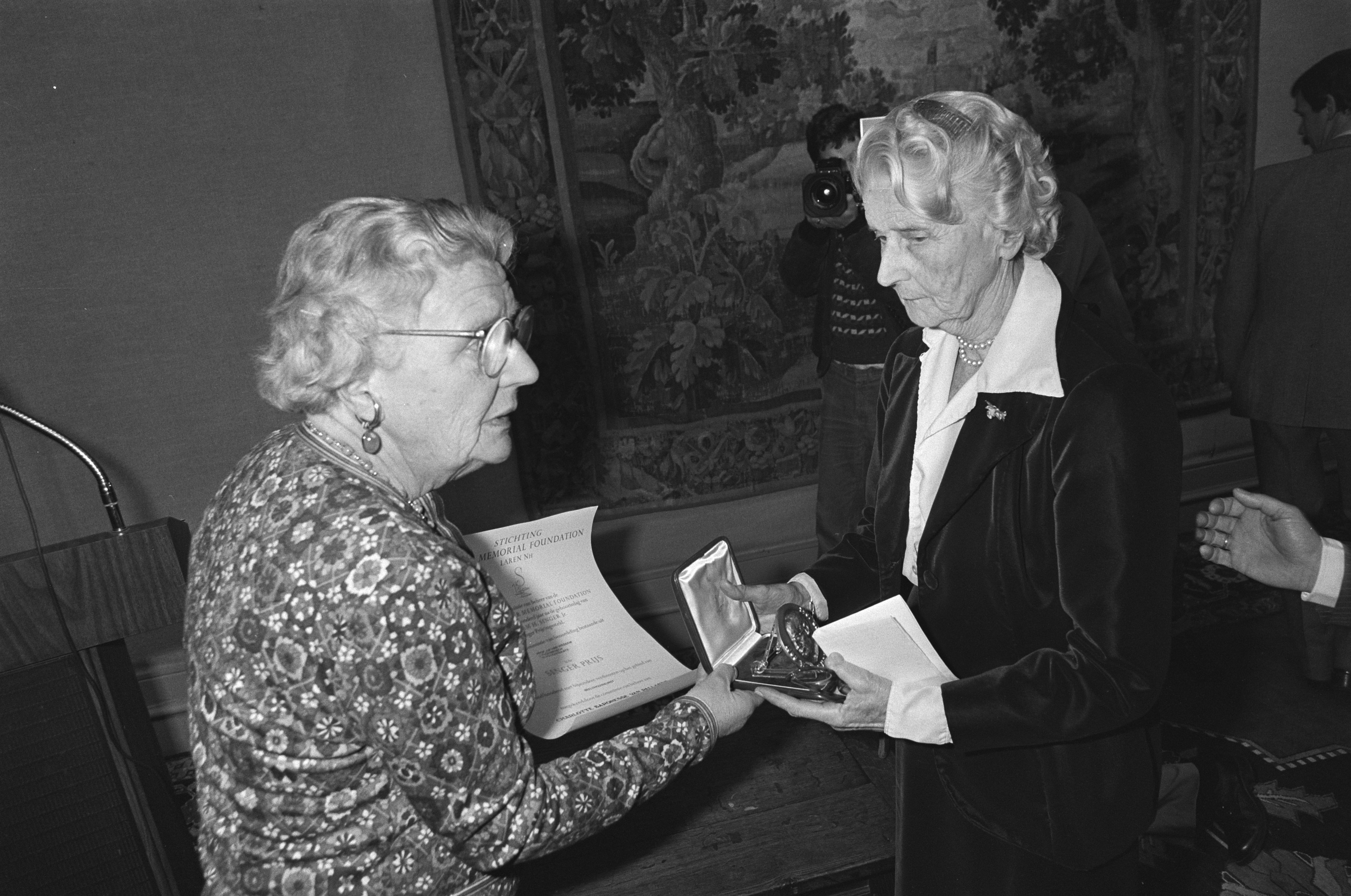
Charlotte van Pallandt (rechts)

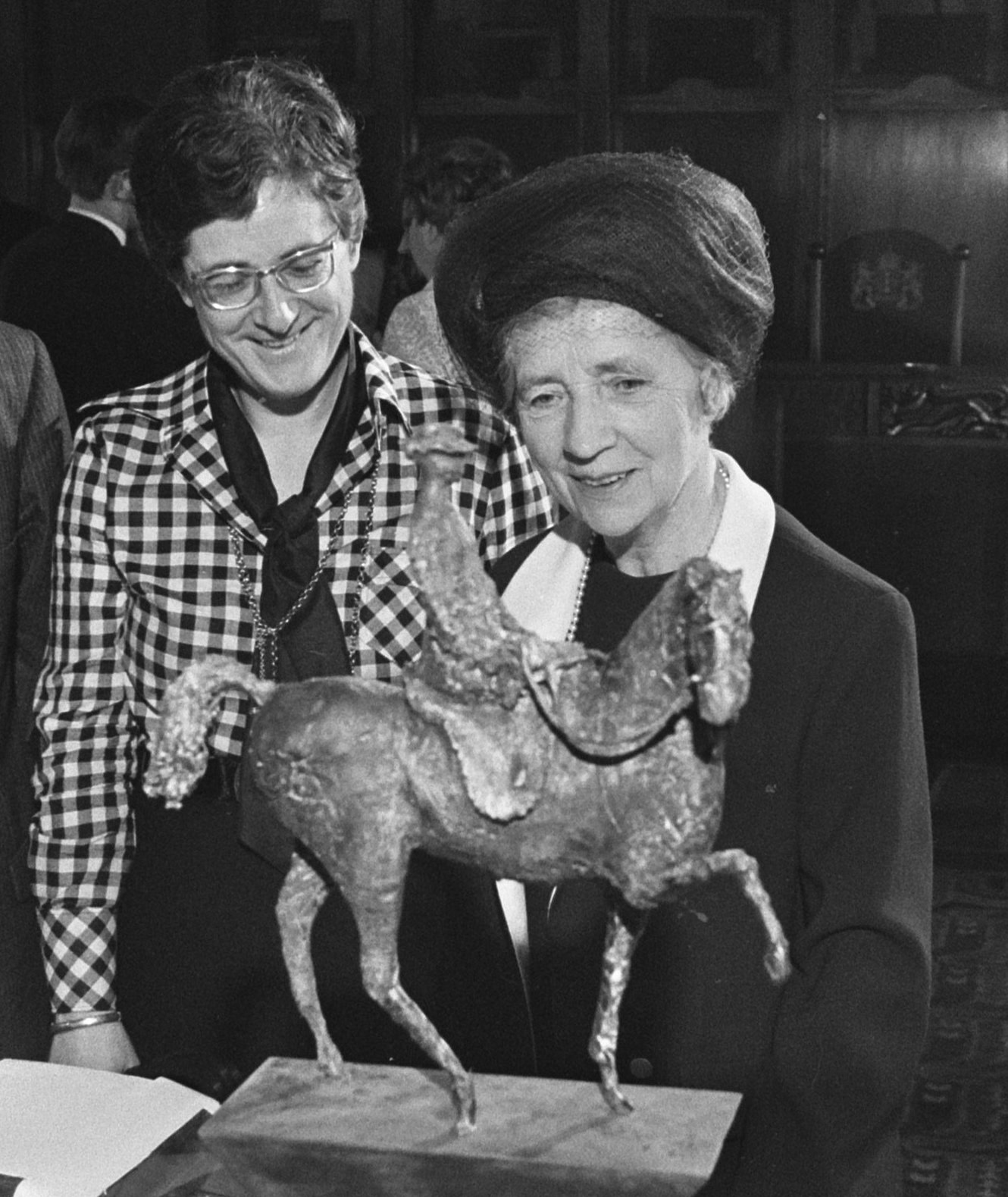
Theresia van der Pant (links)

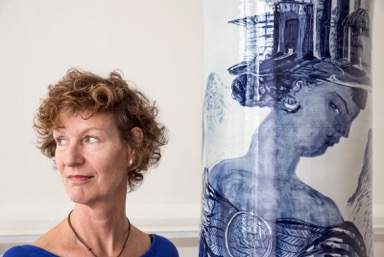
Saskia Pfaeltzer

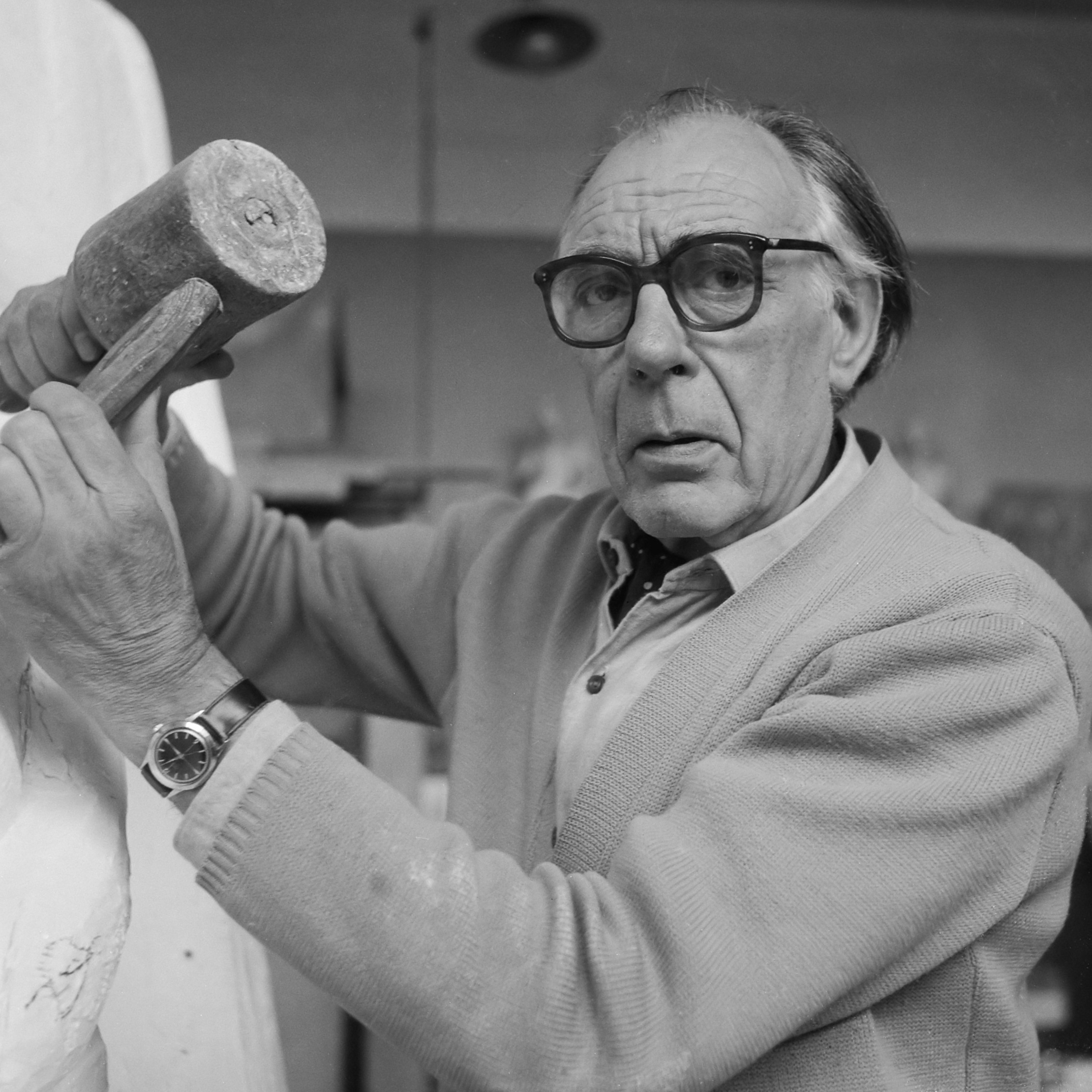
Johan Polet

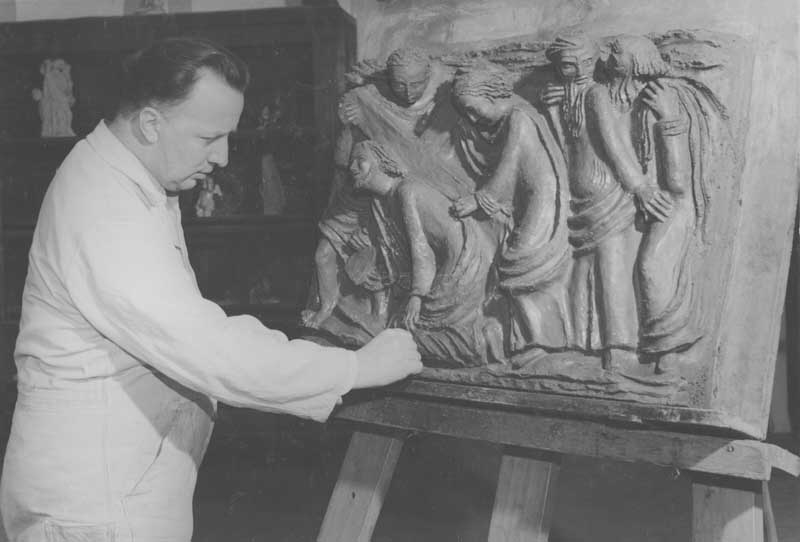
Renald Rats

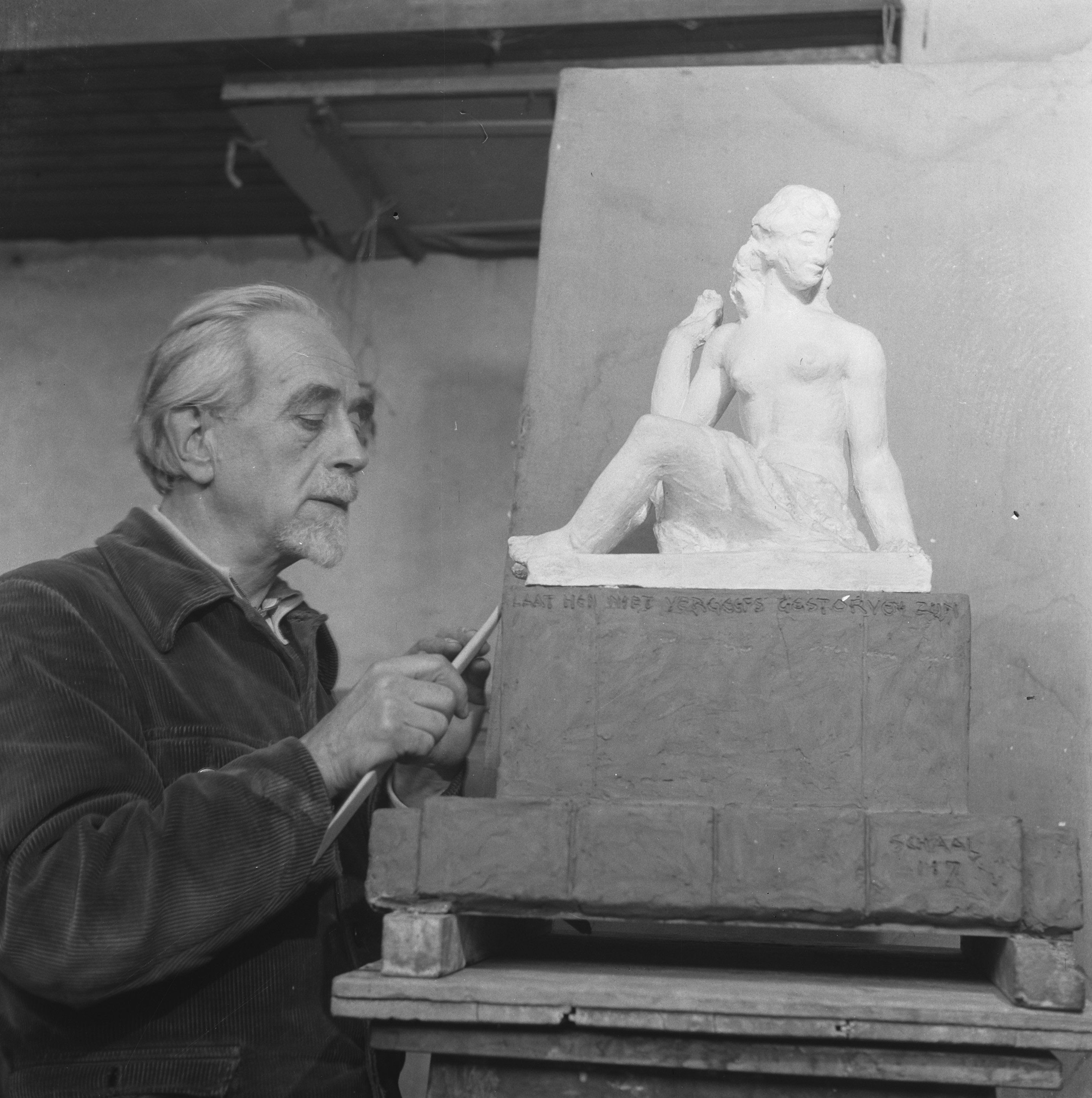
Theo van Reijn

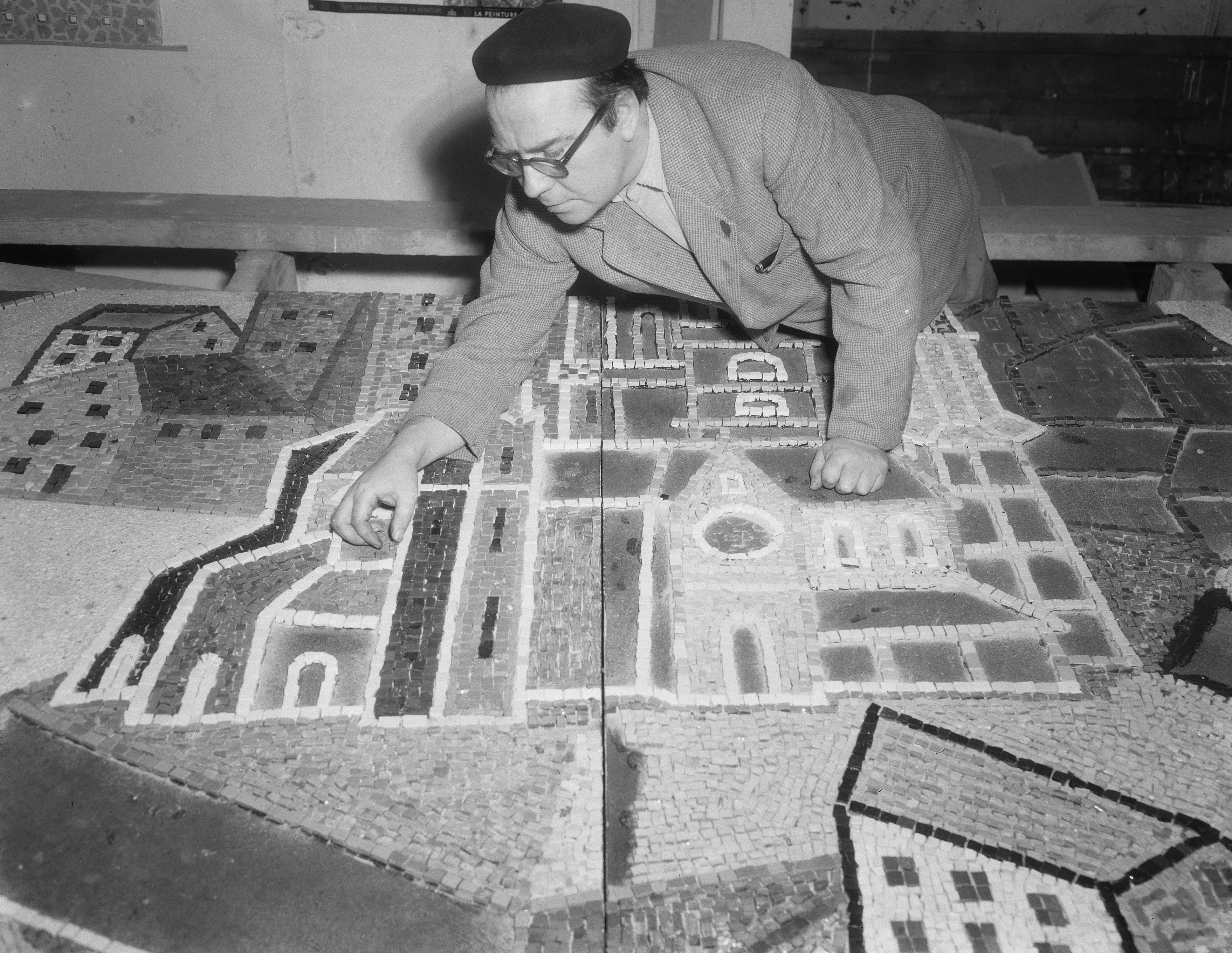
Louis van Roode

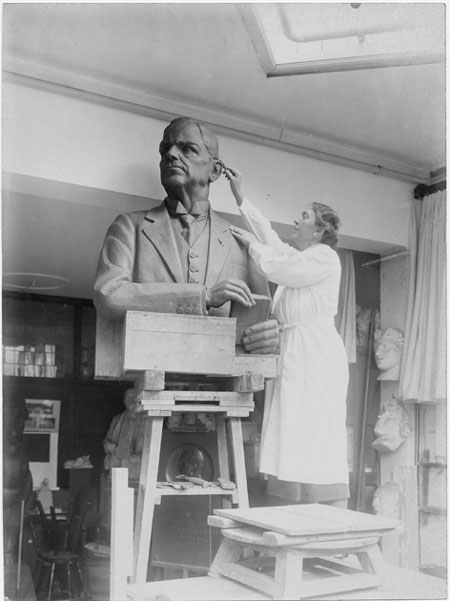
Gra Rueb

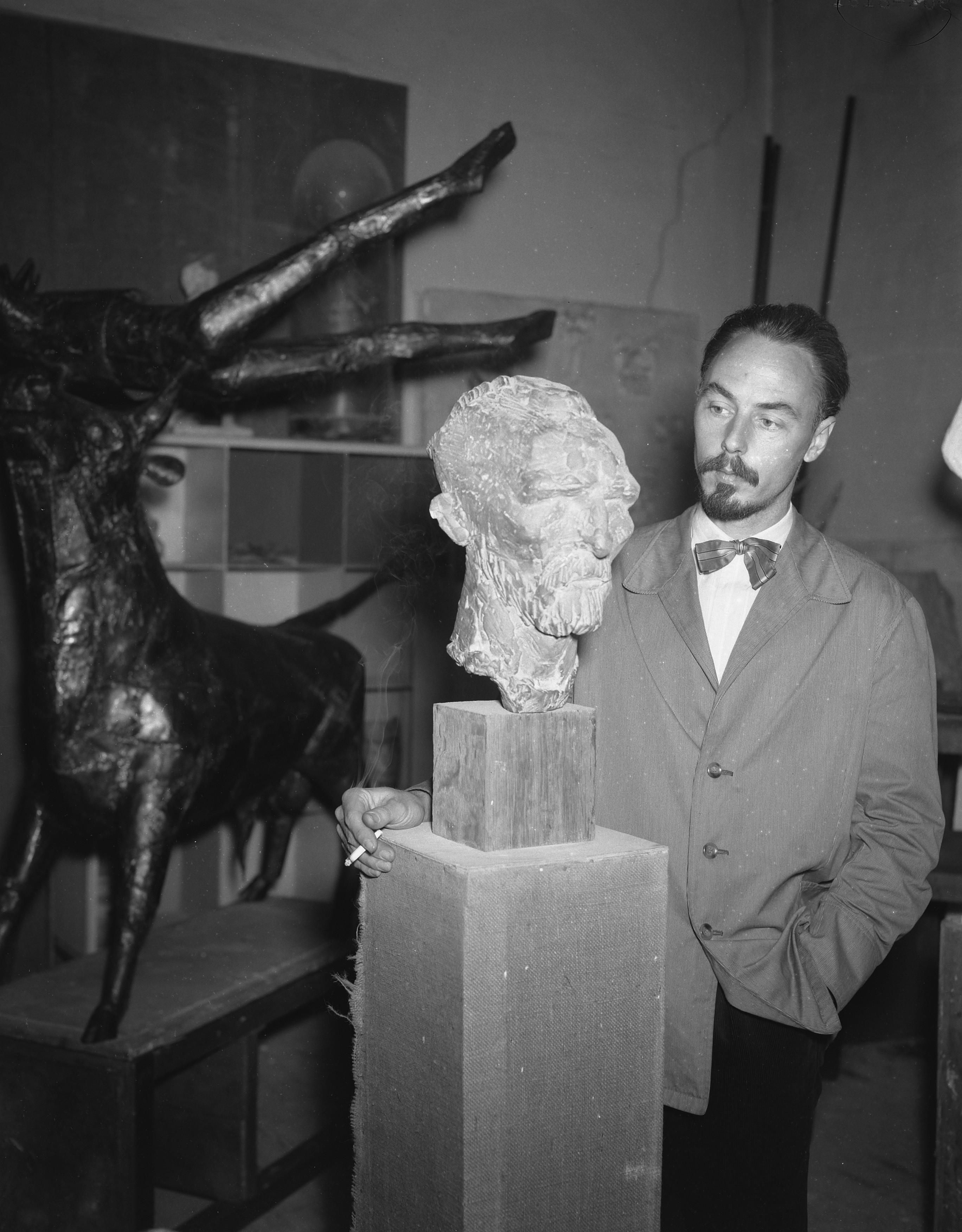
André Schaller

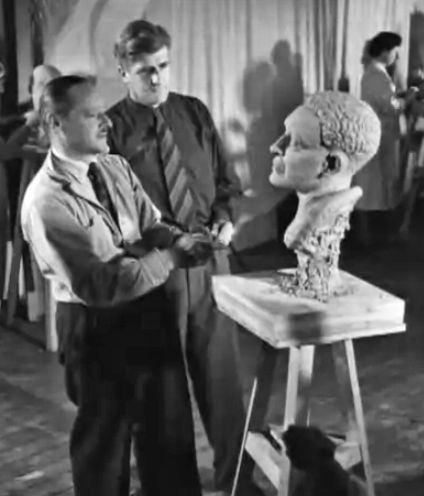
Kees Schrikker (links)

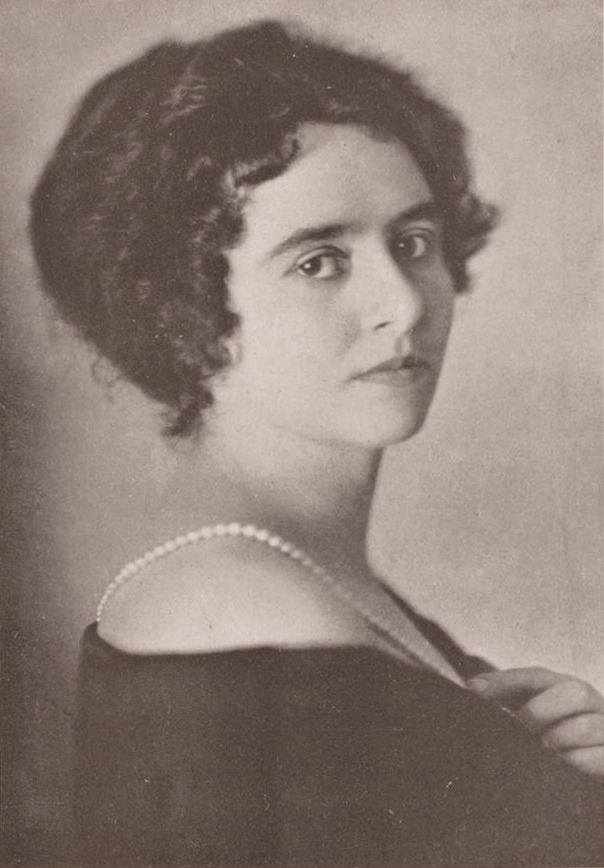
Maja Serger van Panhuys

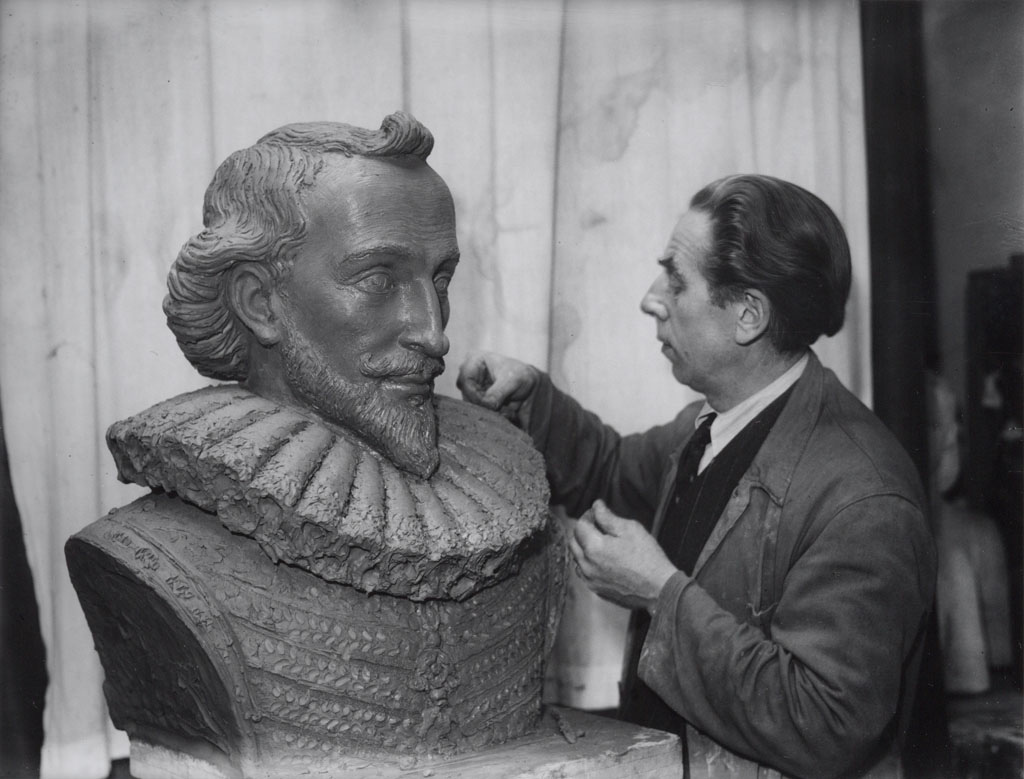
Frits Sieger

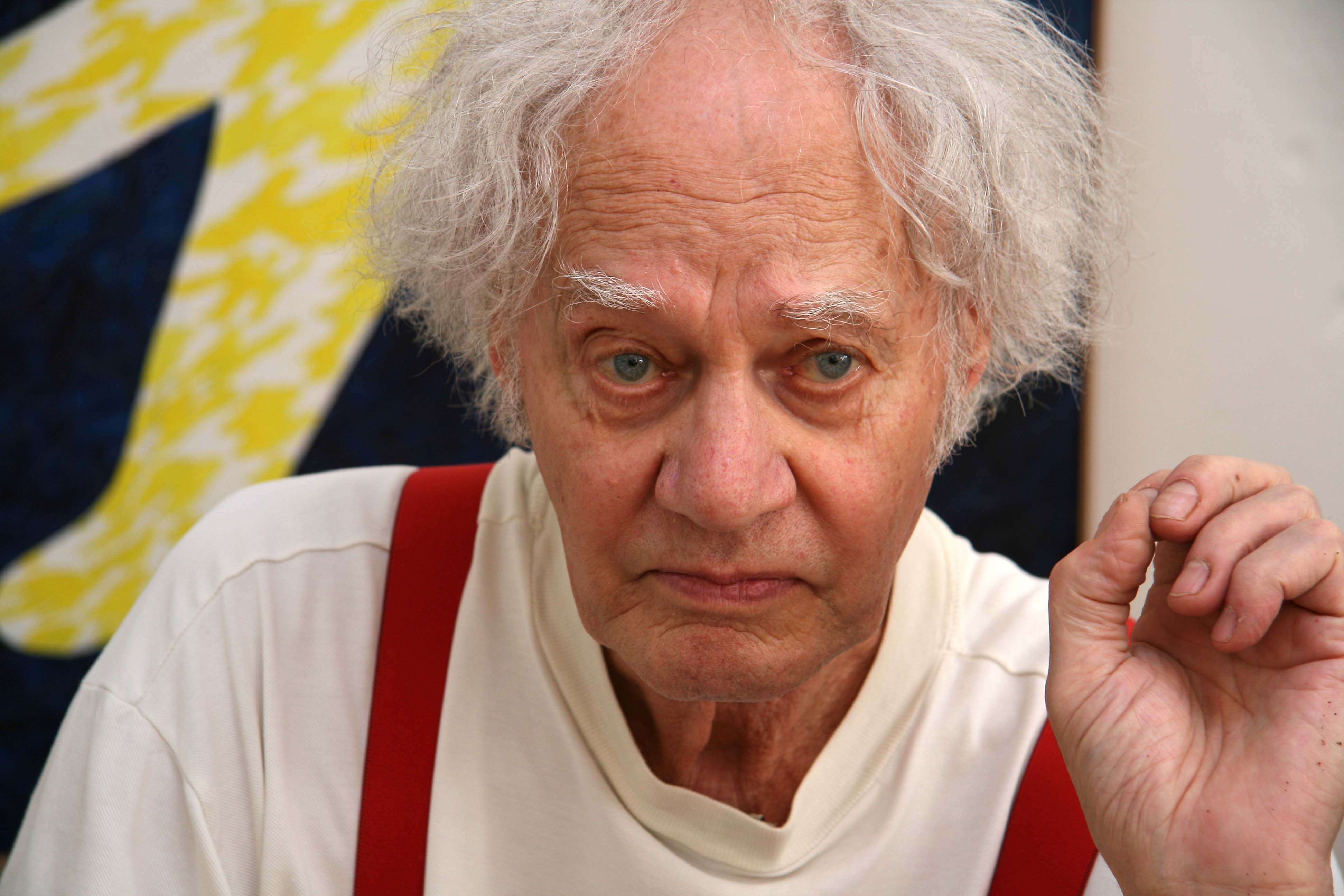
Jan Snoeck

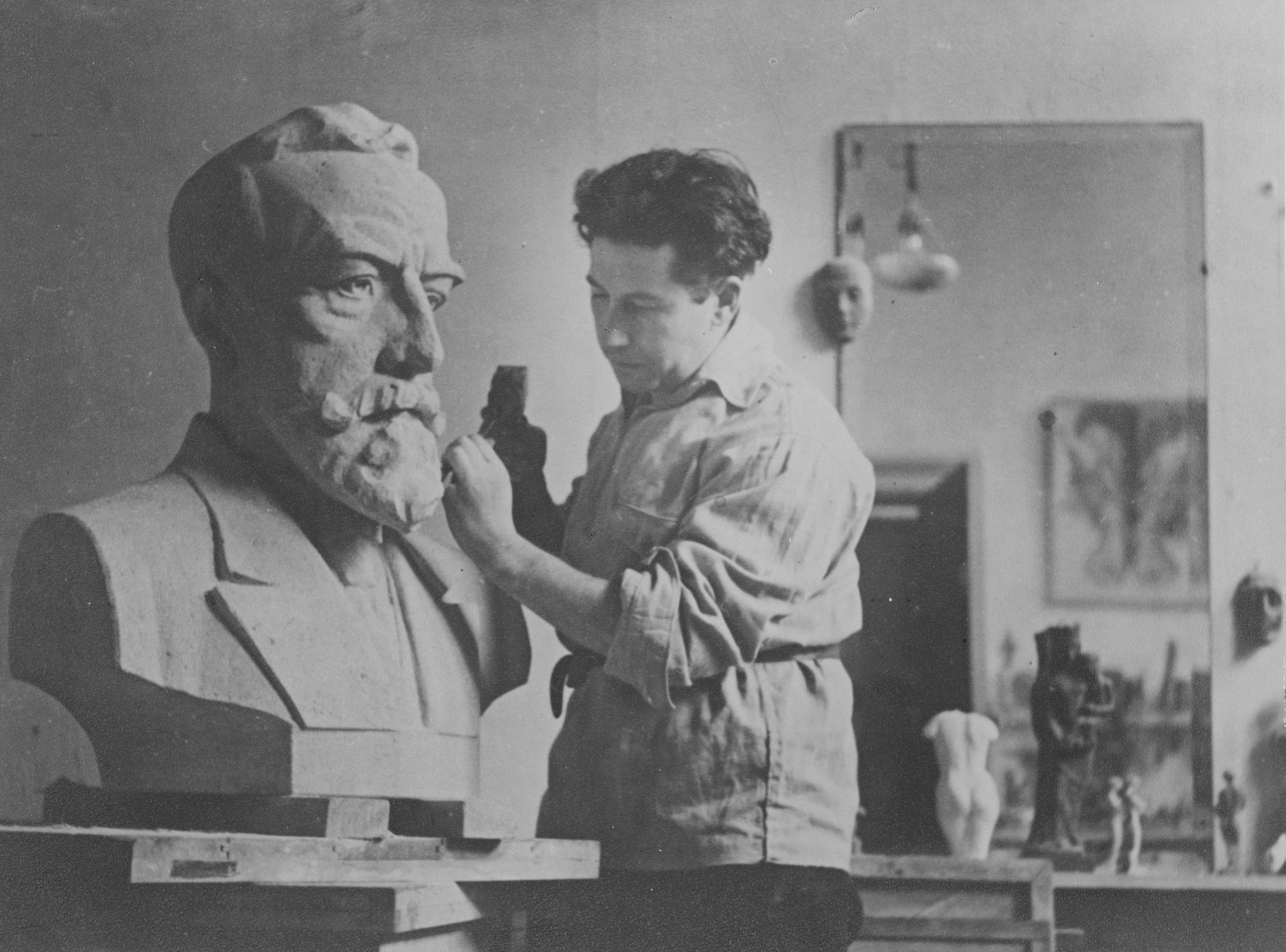
Cephas Stauthamer

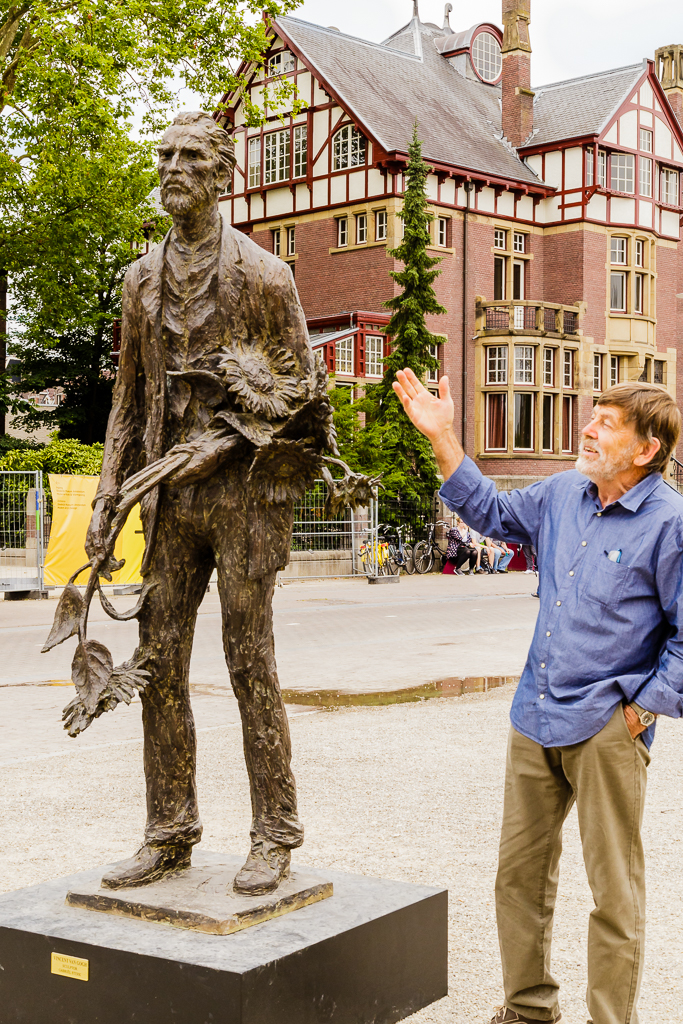
Gabriël Sterk

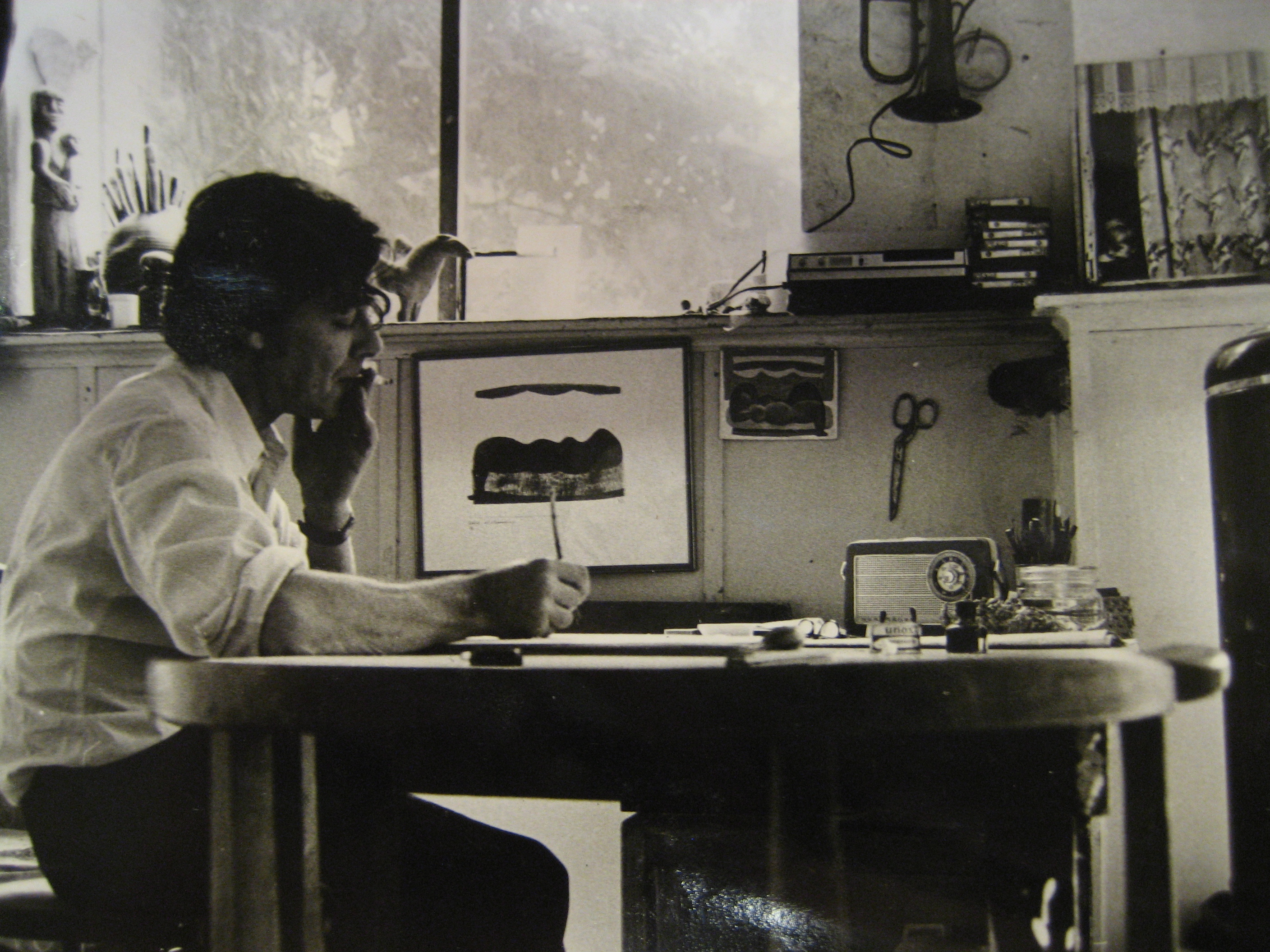
Ed van Teeseling

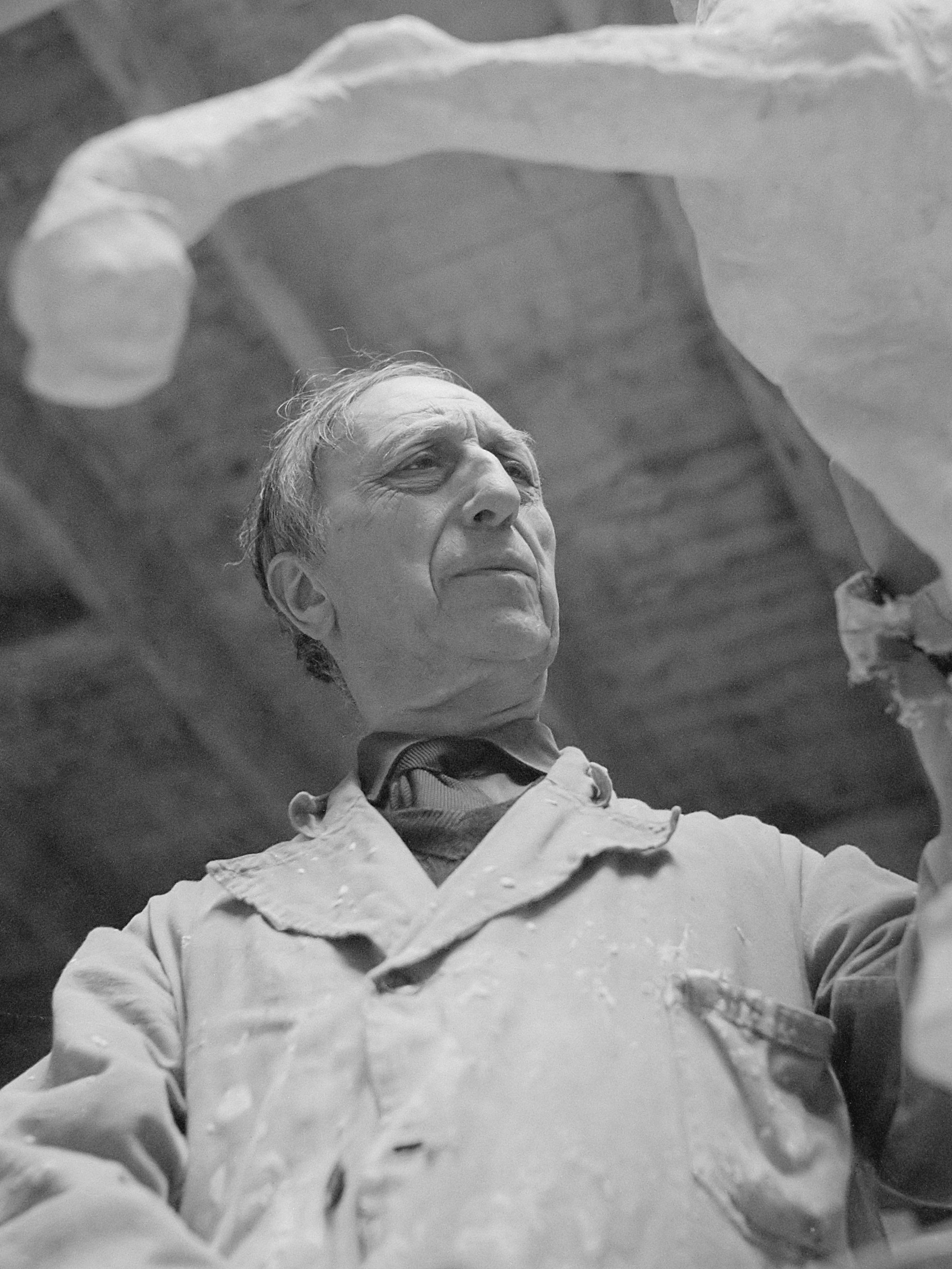
Albert Termote

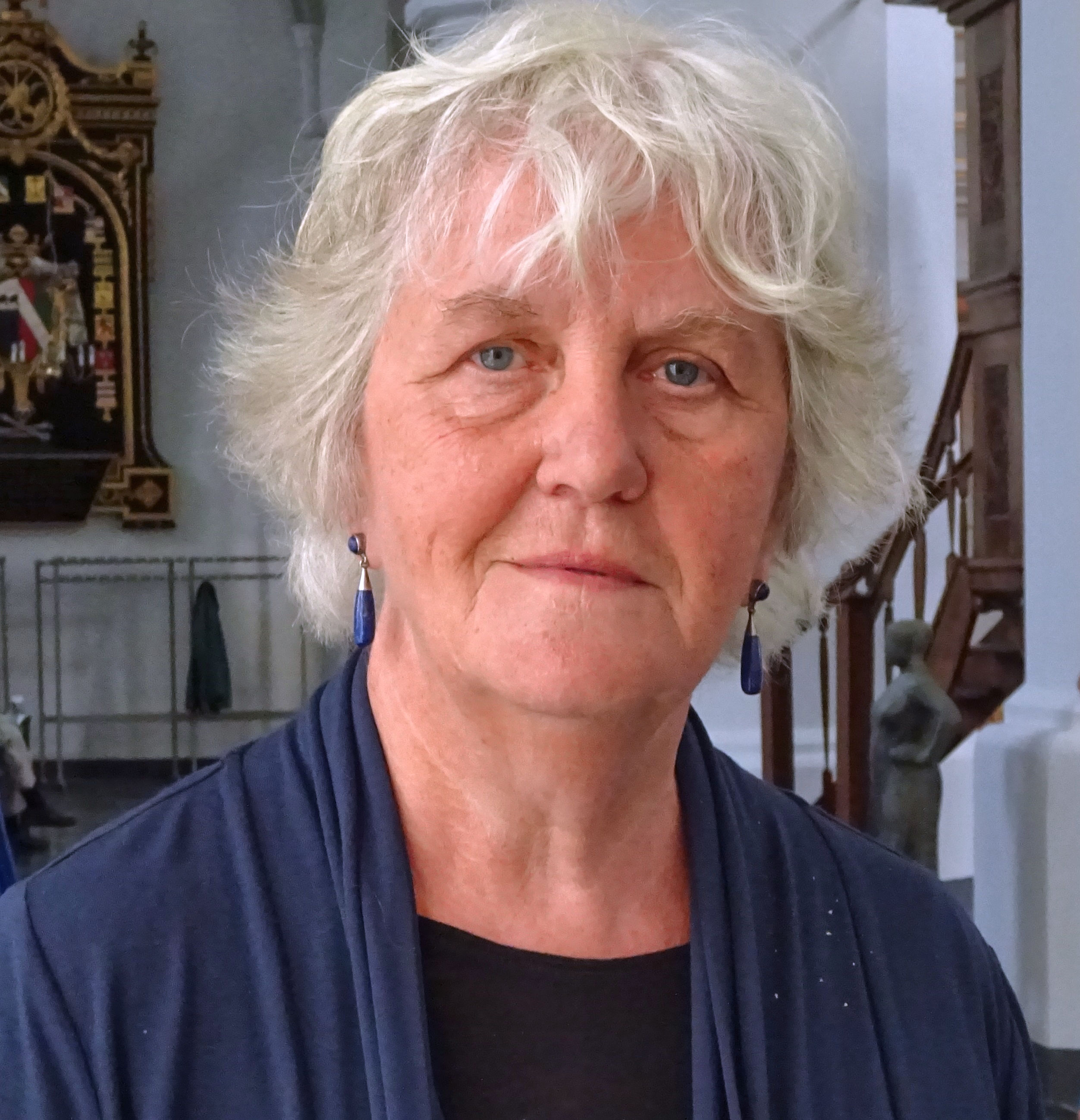
Gerry van der Velden

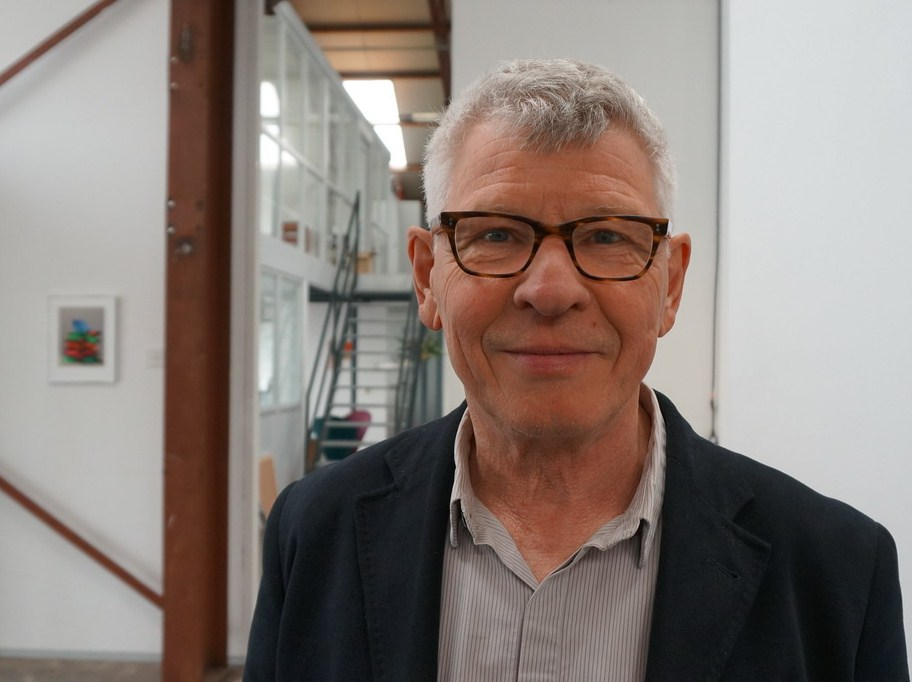
Peer Veneman

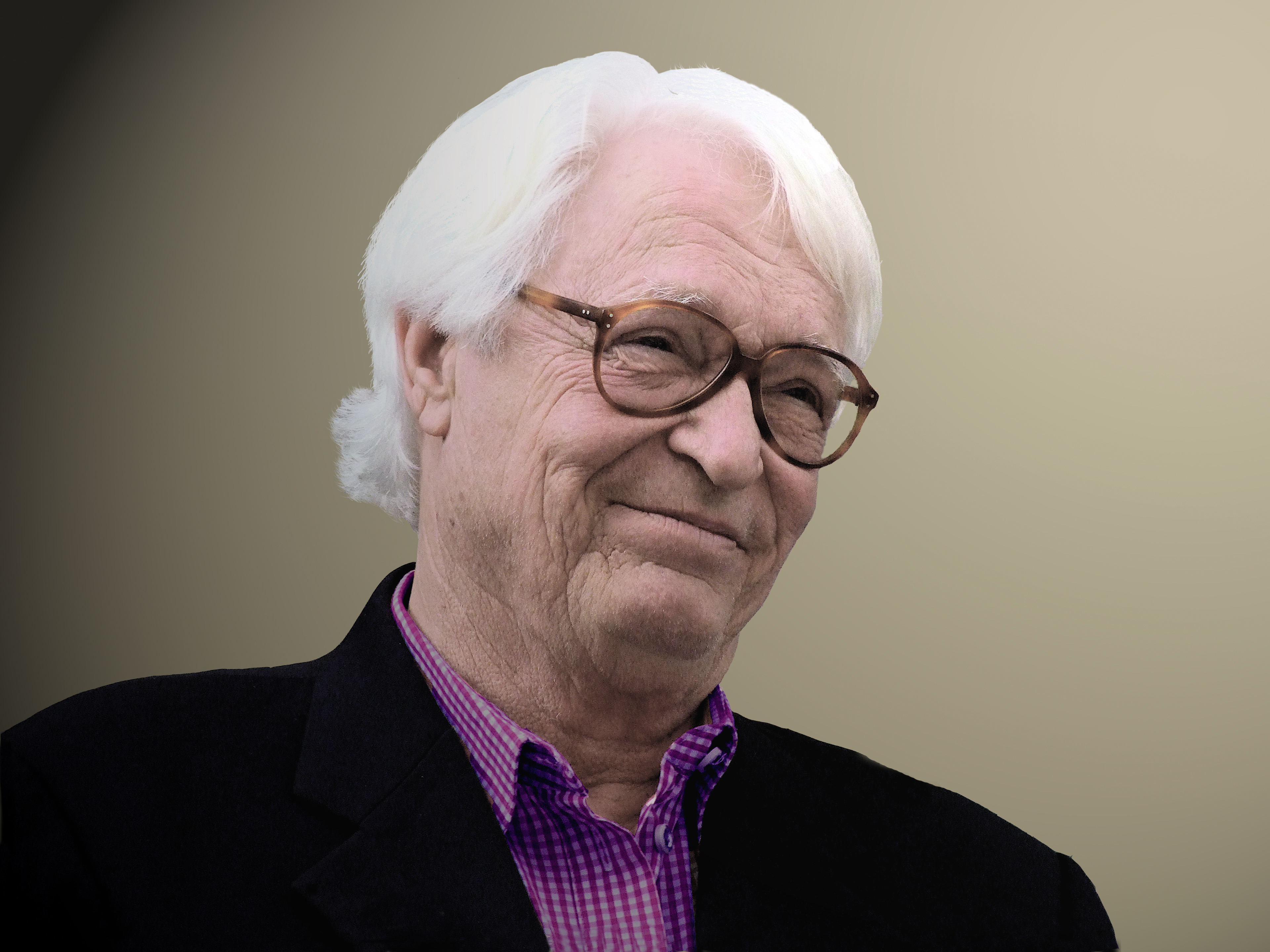
Kees Verkade

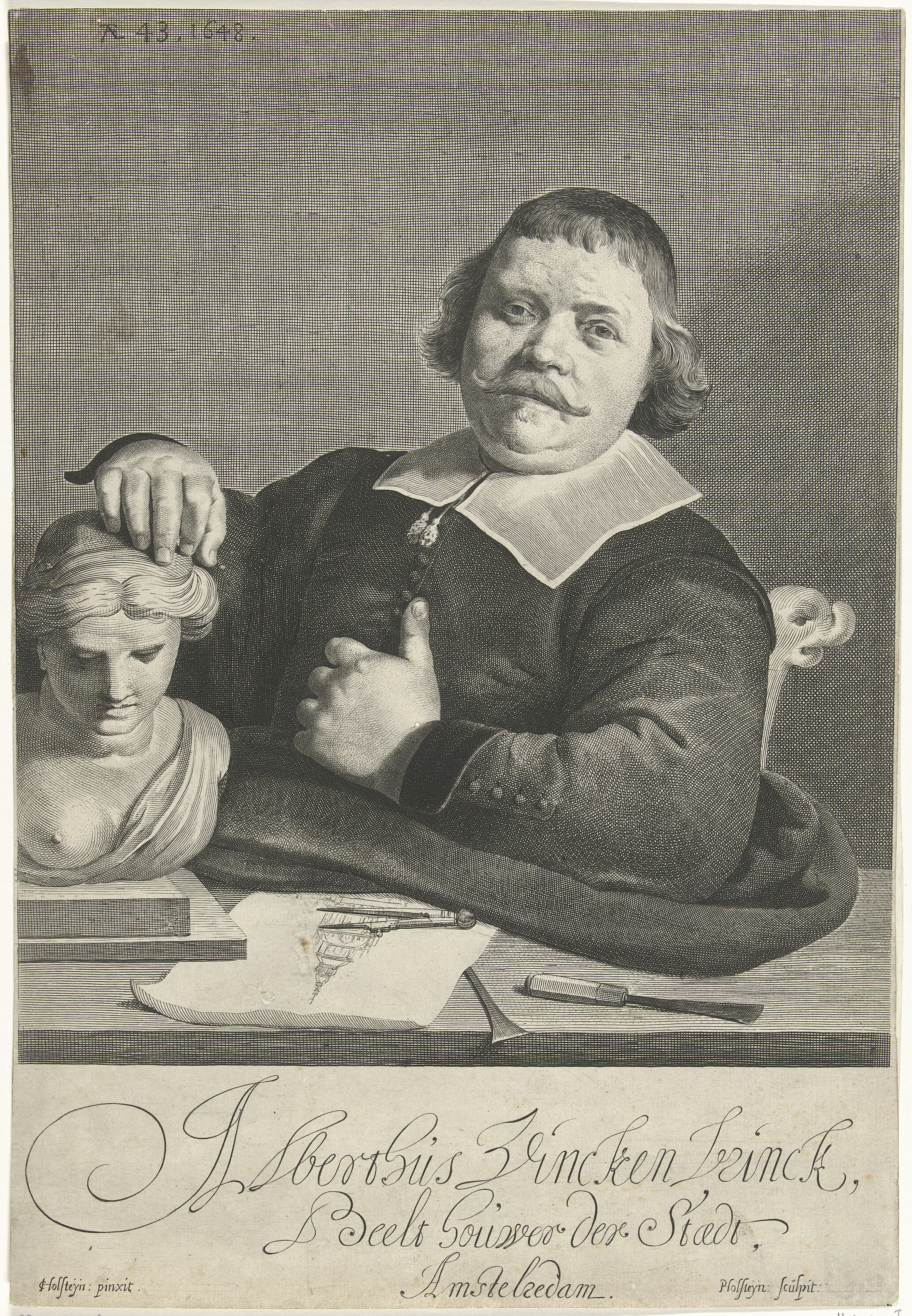
Albert Vinckenbrinck

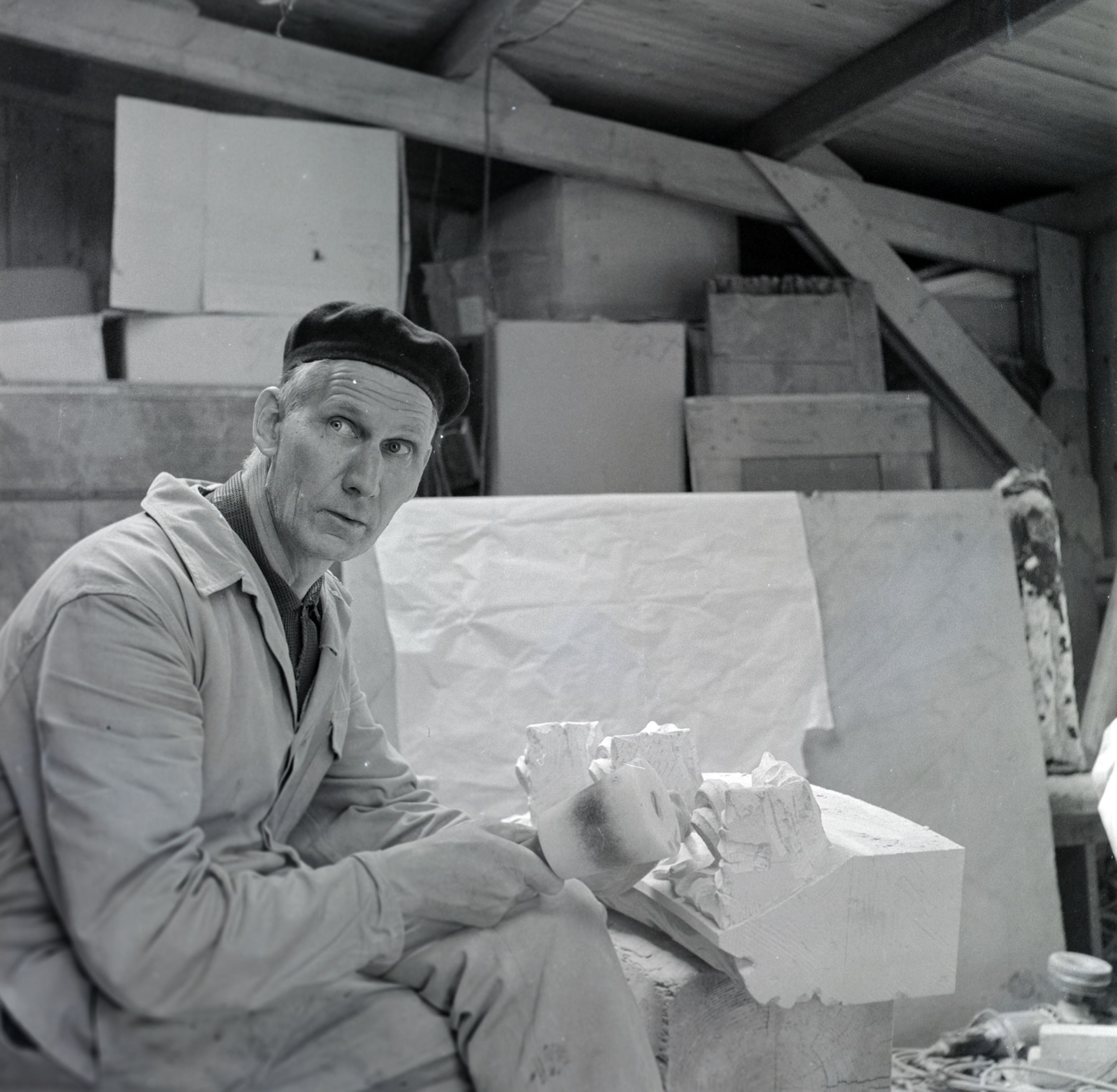
Henk Vreeling

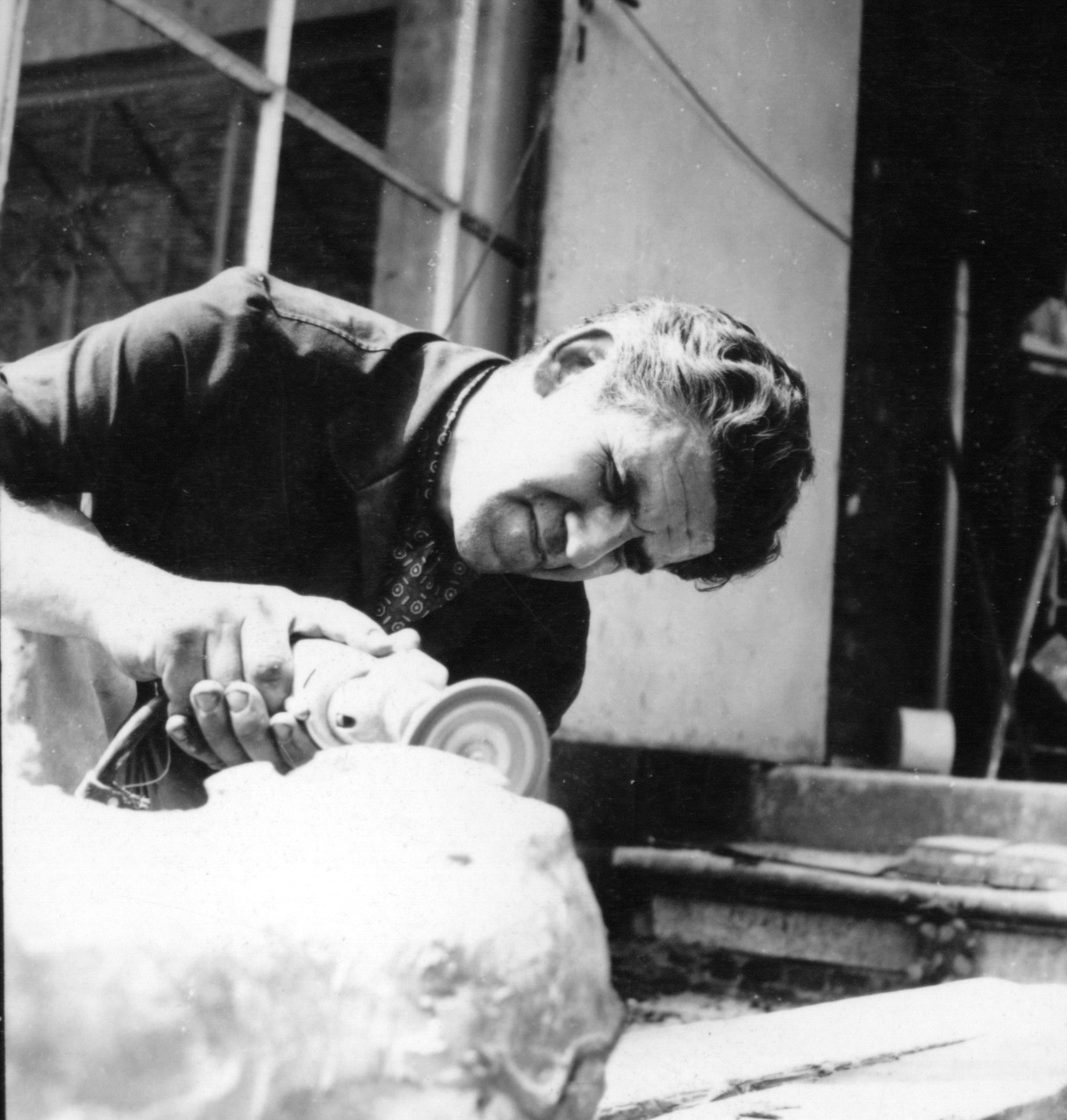
Bart Welten

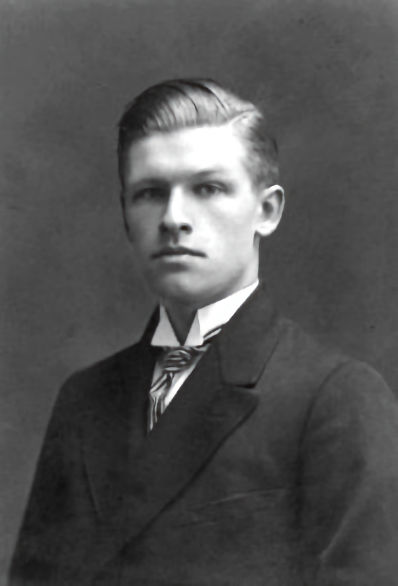
Oswald Wenckebach

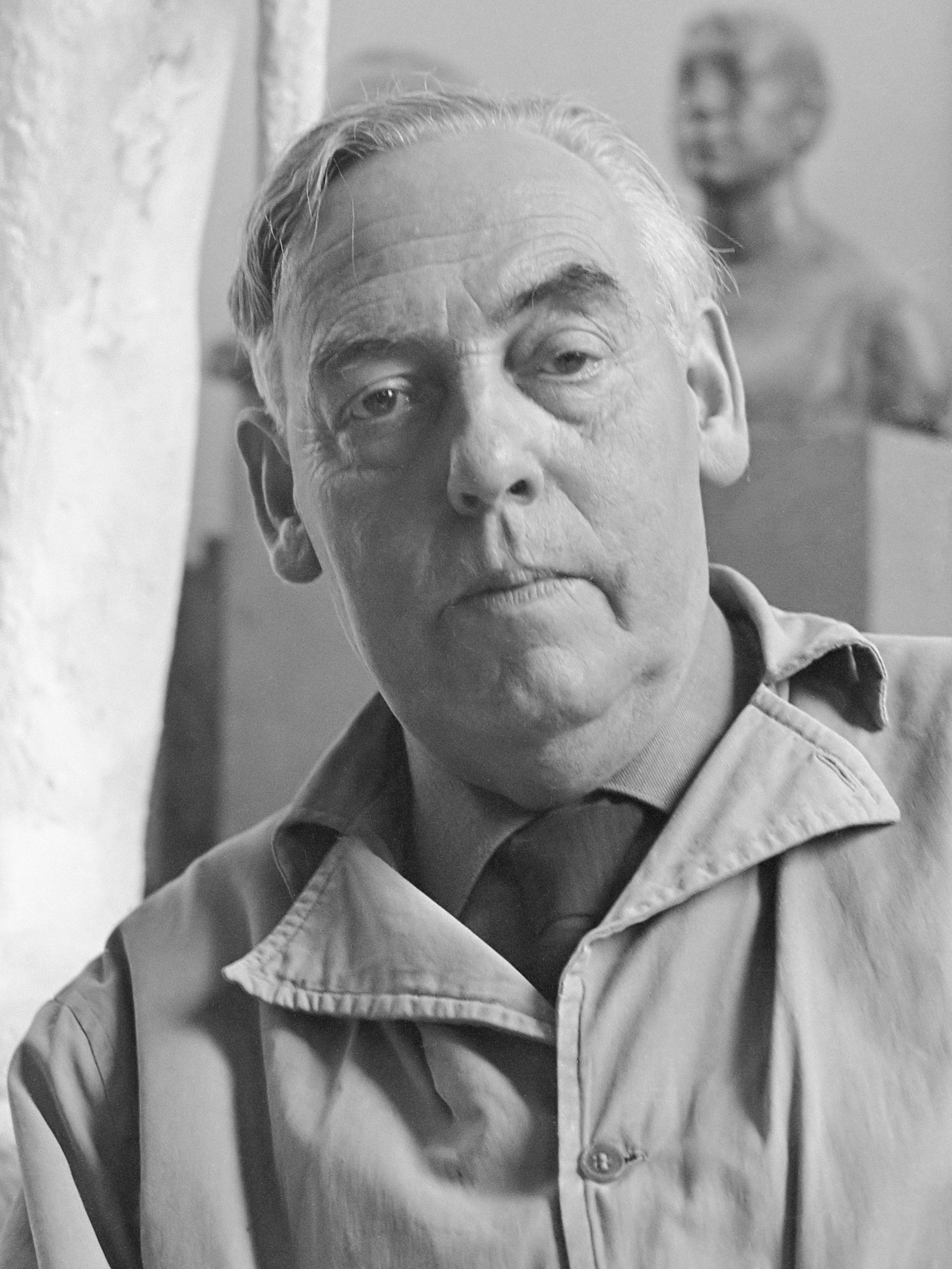
Han Wezelaar

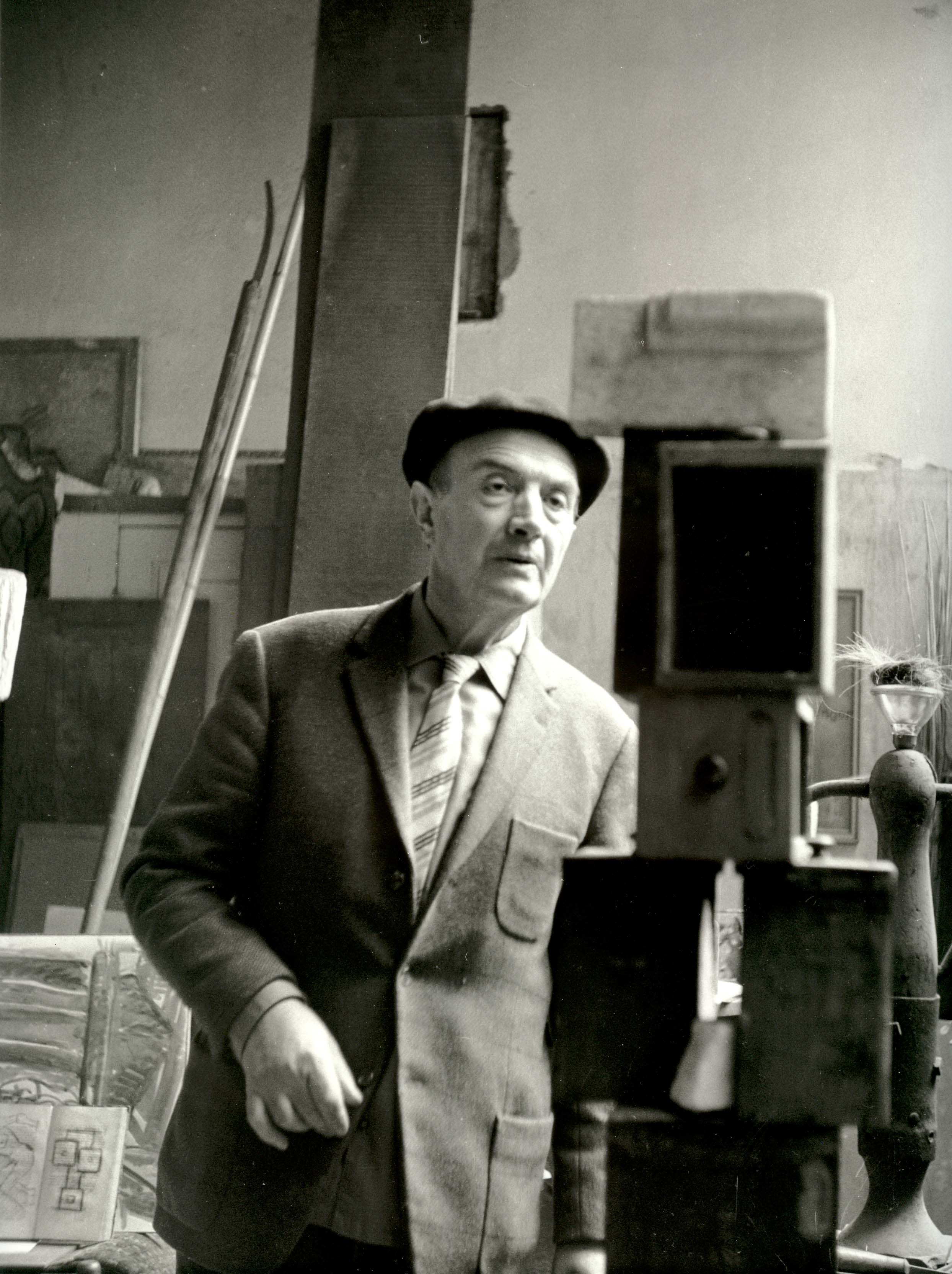
Ybe van der Wielen

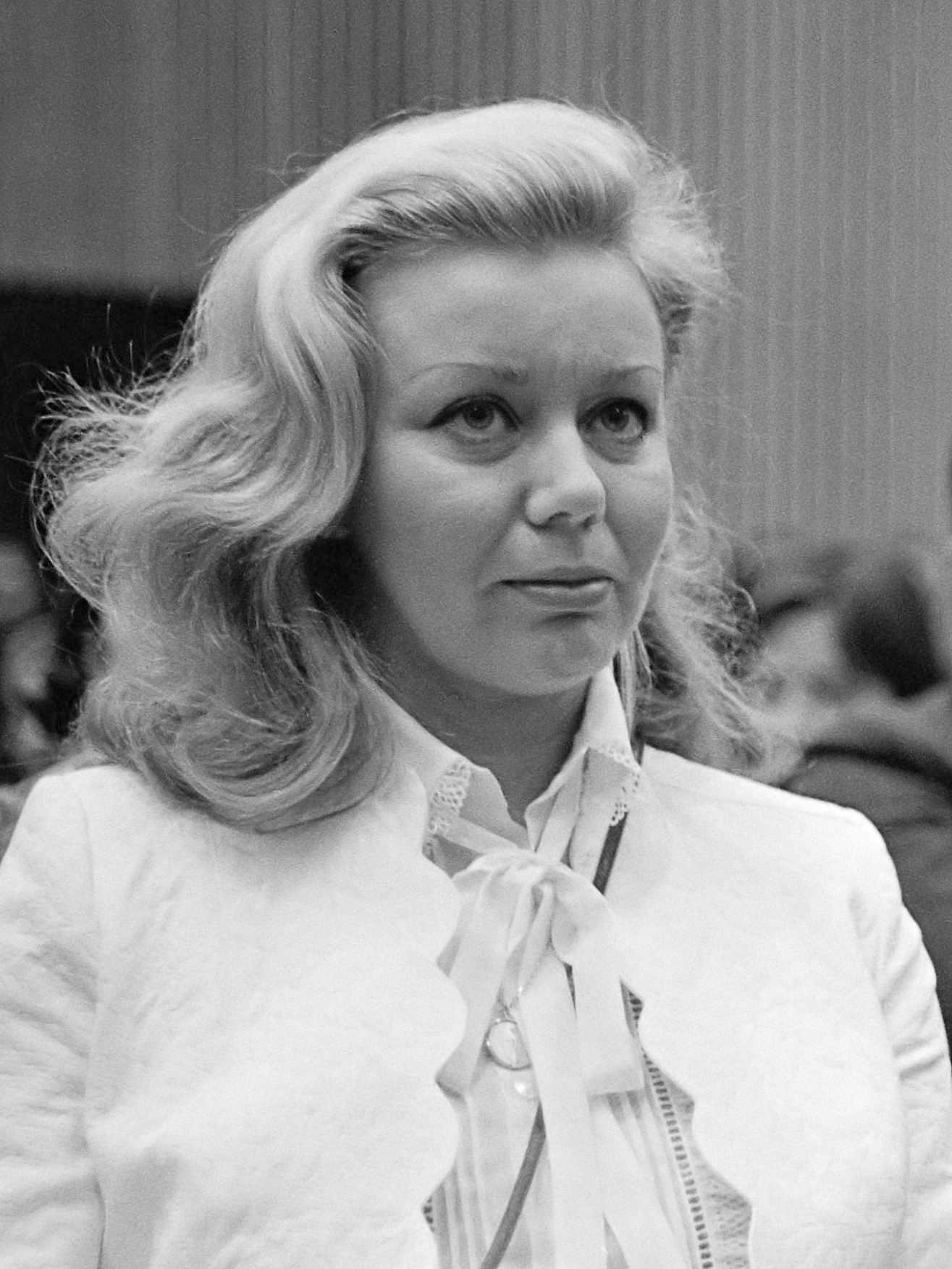
Sylvia Willink

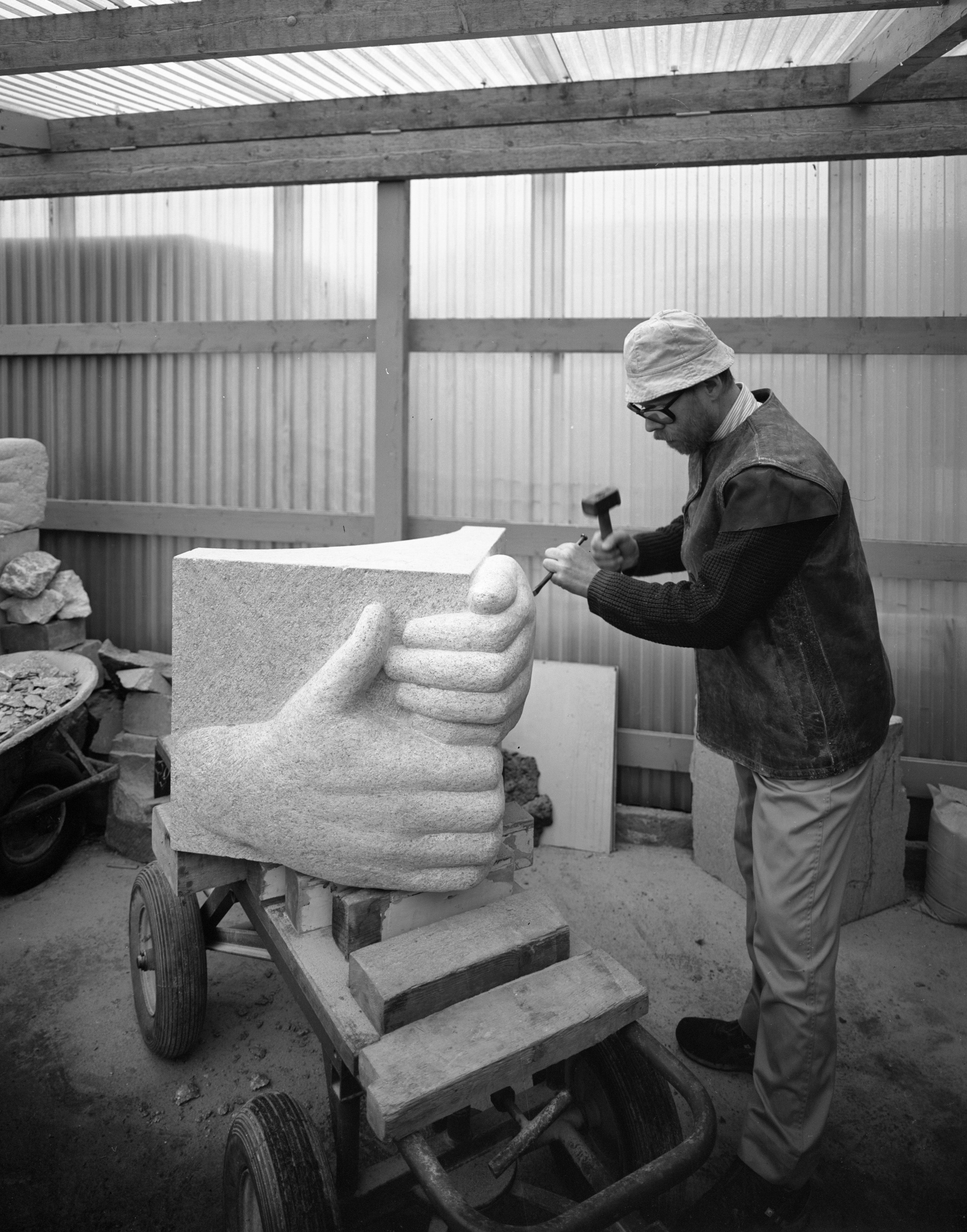
Joop Wouters

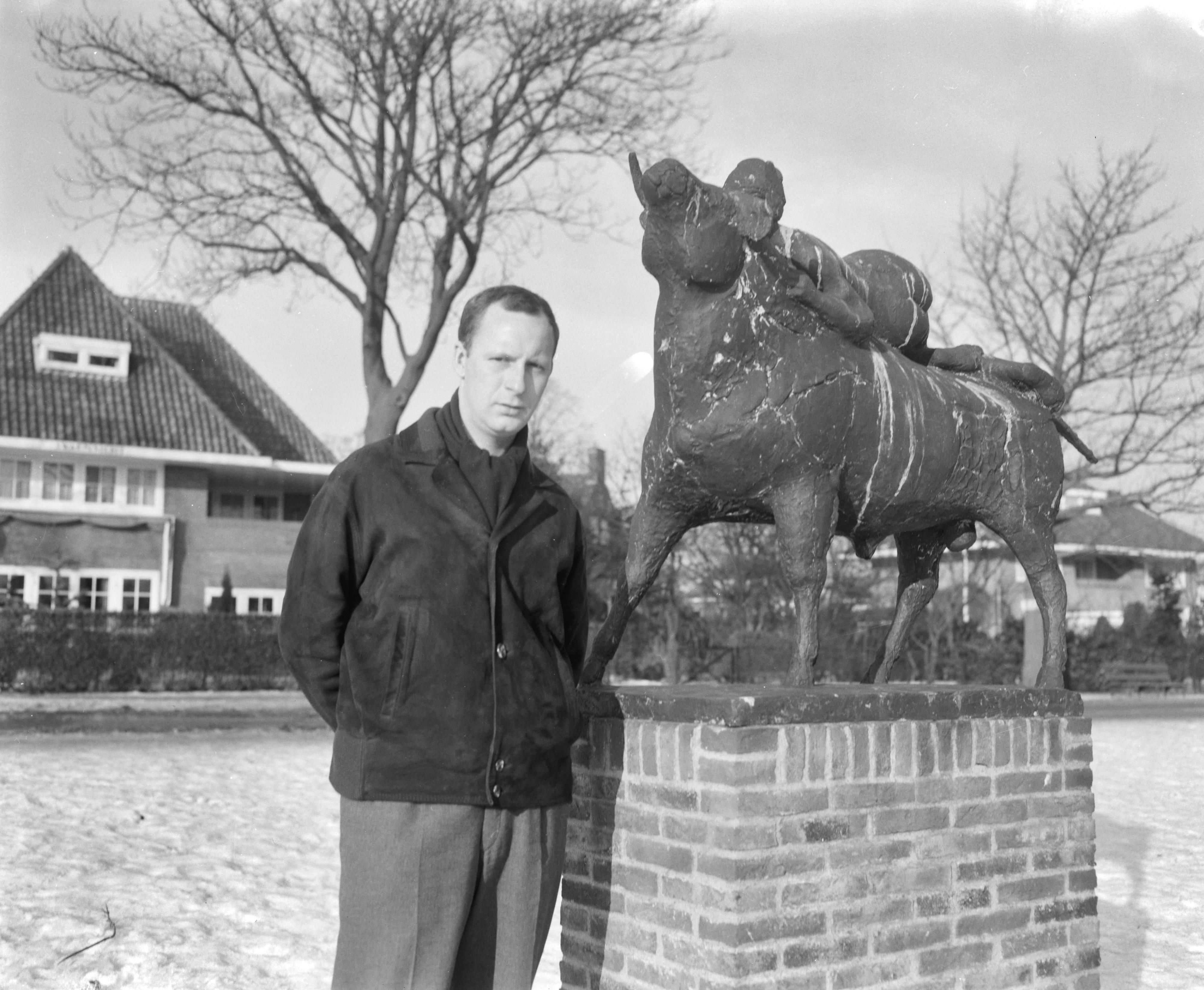
Ek van Zanten

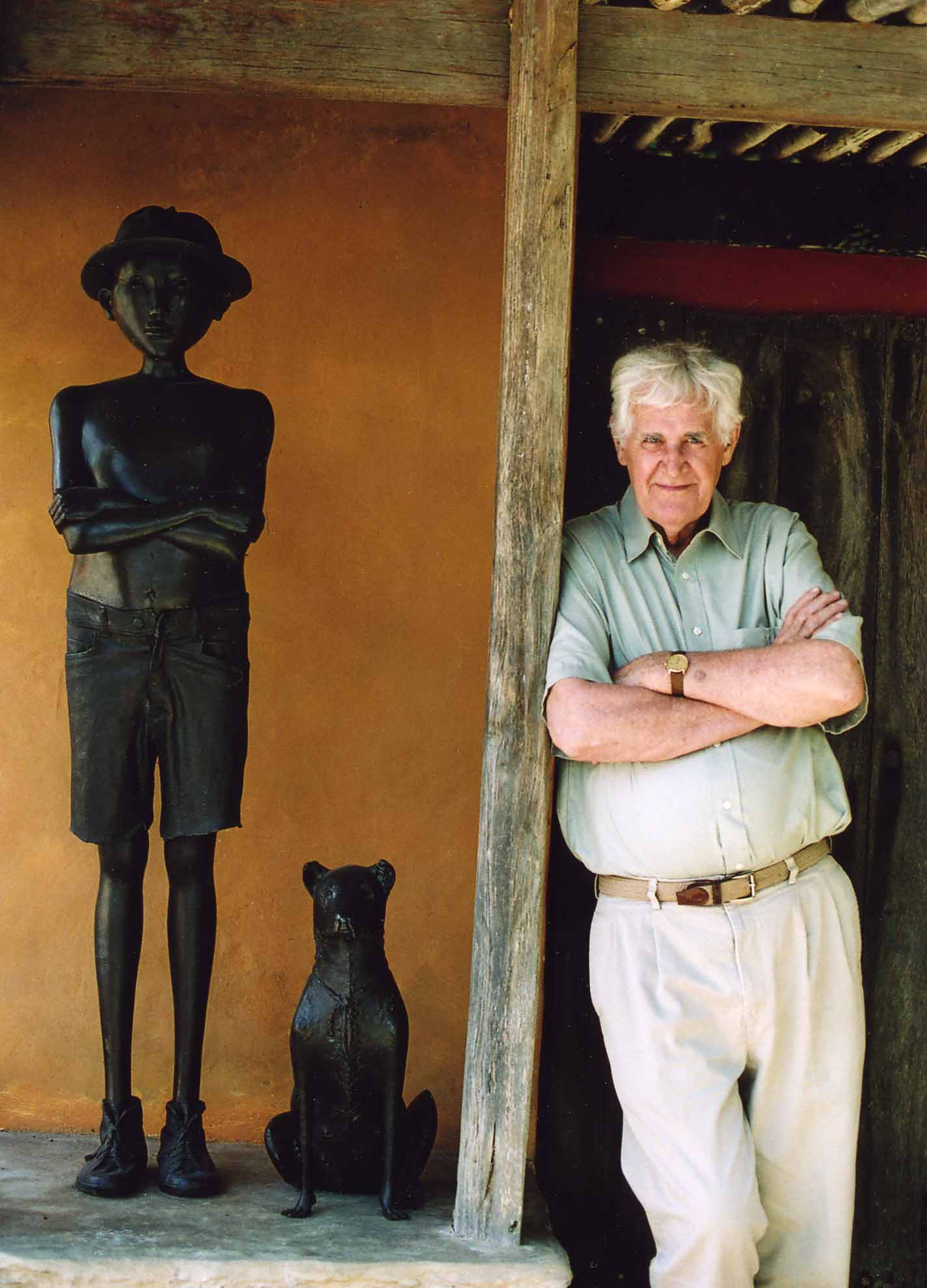
Cornelis Zitman

Dit is een lijst van Nederlandse beeldhouwers waarover een artikel in de Nederlandstalige Wikipedia staat.

## A
- Cora Aa (1914-2007)
- Gerard van Aalst (1896-1965)
- Olly van Abbe (1935-2017)
- Ellen Abbing-Roos 1935-2014
- Marijke Abels (1948)
- Dieuwke Abma-ter Horst (1926-2013)
- Per Abramsen (1941-2018)
- Petrus Ackermans (1867-1938)
- Gerhardus Jan Adema (1898-1981)
- Willem Adolfs (1903-1945)
- Klaas van Aken (1882-1947)
- Willy Albers Pistorius-Fokkelman (1919-2010)
- August Alexander (1863-1942)
- Nelleke Allersma (1940)
- Allie van Altena (1952)
- Johan Coenraad Altorf (1876-1955)
- Woody van Amen (1936)
- Corry Ammerlaan (1947)
- Riek Ammermann (1944)
- Greet van Amstel (1903-1981)
- Mari Andriessen (1897-1979)
- Hil Andringa (1896-1985)
- Jan Apol (1874-1945)
- Karel Appel (1921-2006)
- Lucien den Arend (1943)
- Ad Arma (1954), pseudoniem van Ad Meerman
- Armando (1929-2018), pseudoniem van Herman Dirk van Dodeweerd
- Lies Arntzenius (1902–1982)
- Cox van Asch van Wijck (1900-1932)
- Gijs Assmann (1966)
- Rudi Augustinus (1939)
- Albert Aukema (1957)
- Alphons ter Avest (1960)

## B
- Silvia B. (1963)
- Johan Hendrik Baars (1875-1899)
- Nina Baanders-Kessler (1915-2002)
- Jan de Baat (1921-2010)
- David Bade (1970)
- Erzsébet Baerveldt (1968)
- Jan Baetsen (1944)
- Kiek Bak (1930-1998)
- Gerrit van Bakel (1943-1984)
- Michiel van Bakel (1966)
- Nel Bakema (1902-1992)
- Gerard Bakker (1935)
- Joan Bakker (1919-1999)
- Frans Balendong (1911-1998)
- Jan Balendong (1889-1965)
- Thom Balfoort (1876-1964)
- Joost Baljeu (1925-1991)
- Elly Baltus (1956)
- Sita Bandringa (1944)
- Joost Barbiers (1949-2015)
- Jan van Baren (1942-1995)
- Margriet Barends (1958)
- Herman Bartelds (1956)
- Hans Bayens (1924-2003)
- Beatrix der Nederlanden (1938)
- Hanneke Beaumont (1947)
- Isabella van Beeck Calkoen (1883-1945)
- Karin Beek (1948)
- Marius van Beek (1921-2003)
- Jacob van der Beek (?-1737)
- Hank Beelenkamp (1952)
- Ellen Beerthuis-Roos (1926)
- Cornelis Beets (1854-1928)
- Louise Beijerman (1883-1970)
- Hubert Bekman (1896-1974)
- Joop Beljon (1922-2002)
- Fons Bemelmans (1938)
- Roel Bendijk (1937-2016)
- Aart van Bennekum (1909-1972)
- Henk van Bennekum (1946)
- Theo Bennes (1903-1982)
- Natasja Bennink (1974)
- Agnes Berck (1933-2009)
- Arie van den Berg (1916-1991)
- Siep van den Berg (1913-1998)
- Trudi van den Berg (1959)
- Teus van den Berg-Been (1926)
- Joop van Bergen (1943)
- Caspar Berger (1965)
- Johan van Berkel (1913-1956)
- Madeleine Berkhemer (1973–2019)
- Willem Berkhemer (1917-1998)
- Arie Berkulin (1939-2025)
- Ad Berntsen (1932-1958)
- Jan Willem Best (1860-1900)
- Pieter den Besten (1894-1972)
- Aizo Betten (1938-2014)
- Patrick Beverloo (1967)
- John Bier (1936)
- Jeanne Bieruma Oosting (1898–1994)
- Pieter Biesiot (1890-1980)
- Lolke van der Bij (1949)
- Gjalt Blaauw (1945)
- Joop de Blaauw (1941)
- Fioen Blaisse (1932-2012)
- Hans Blank (1952-2019)
- Willy Blees (1931-1988)
- Wies de Bles (1941)
- Ard de Block (1966)
- Joyce Bloem (1951-2017)
- Adri Blok (1919-1990)
- Lotta Blokker (1980)
- Leen Blom (1901-1983)
- Johannes Blommendael (±1650-1704 of 1707)
- Monica Boekholt (1951)
- René de Boer (1945)
- Frans en Marja de Boer Lichtveld
- Marinus Boezem (1934)
- Hedi Bogaers (1956-2006)
- Romualda Bogaerts (1921-2012)
- Harry Boley
- Frode Bolhuis (1979)
- Gerrit Bolhuis (1907-1975)
- Siemen Bolhuis (1956)
- Merijn Bolink (1967)
- Eric Boot (1922-2014)
- Martin Borchert (1965)
- Leo van den Bos (1951)
- Minca Bosch Reitz (1870-1950)
- Gerda van den Bosch (1929-2021)
- Rinus van den Bosch (1938-1996)
- Suze Boschma-Berkhout (1922-1997)
- Petra Boshart (1960)
- Casper C. Bosveld (1941-2012)
- Tineke Bot (1945)
- Emil Bourgonjon (1841-1927)
- Gerard Bourgonjon (1871-1963)
- Louis Bourgonjon (1835-1925)
- Willem Bouter (1936-2000)
- Dik Box (1947)
- John Boxtel (1930)
- Anton ter Braak (1960)
- Ad Braat (1919-2000)
- Leo Braat (1908-1982)
- Toon Brams (1834-1872)
- Dicky Brand (1955)
- Judith Braun (1955)
- JeanMarianne Bremers (1935 en 1943)
- Jacques de Bresser (1908-1986)
- Margriet van Breevoort (1990)
- Antoinette Briët (1954)
- Ad van den Brink (1944)
- Geurt Brinkgreve (1917-2005)
- Jan Bronner (1881-1972)
- Anton Broos (1953)
- Marc Broos (1945)
- Gerard Brouwer (1951-2017)
- Jan Brouwer (1950)
- Ruth Brouwer (1930-2020)
- Willem Brouwer 1877–1933
- Koos van Bruggen (1914-1979)
- Berry Brugman (1915-1996)
- Janny Brugman-de Vries (1918-2006)
- Gerard Bruning (1930-1987)
- Theo van Brunschot (1937-1997)
- Kees Buckens (1957)
- Erik Buijs (1943)
- Hedda Buijs (1970)
- Sjoerd Buisman (1948)
- Wilma Burgers-Gerritsen (1942-1993)
- Frans van der Burgt (1915-1985)
- Dirk Bus (1907-1978)
- Mette Bus (1955)
- Riesjart Bus (1958)
- Johannes Bijsterveld (1901-1980)

## C
- Carol Cairns (1941)
- Joseph Cals (1949)
- Johannes Camhout (1739-1797)
- Edith Cammenga (1958)
- Fred Carasso (1899-1969)
- Fransje Carbasius (1885-1984)
- Frans Carlier (1943)
- Henk Carlier (1911-1994)
- Marga Carlier (1943-2010)
- Ron Caspers (1960)
- Henk Chabot (1894-1949)
- Geertrui Charpentier (1930-2012)
- Christine Chiffrun (1942)
- Tom Claassen (1964)
- Eric Claus (1936)
- Wien Cobbenhagen (1950-2015)
- Theo Coenen (1945)
- Hans van Coevorden (1946)
- Willem Commandeur (1919-1966)
- Constant (1920-2005)
- Gregorius Cool (1570-1629)
- Joep Coppens (1940)
- Mieke Coppens-Frehe (1940)
- Eefke Cornelissen (1937-2005)
- Elly Corstjens (1940)
- Truus Coumans (1931)
- Wessel Couzijn (1912-1984)
- Eline Cremers (1896-1996)
- Jacob Mattheus Cressant (1734-1794)
- Willem Crevels (1855-1916)
- Paul van Crimpen (1932-1999)
- Emilie Cummings-Enneking (1959)

## D
- Carla Daalderop-Bruggeman (1928-2015)
- Da van Daalen (1956)
- Phonse van Daalen (1924-2017)
- Rini Dado (1955)
- Monica van Dael (1943)
- Cor Dam (1935-2019)
- Jaroslawa Dankowa (1925-1999)
- Henk Dannenburg (1918-1986)
- Rachel van Dantzig (1878-1949)
- John Deckers (1953)
- Ad Dekkers (1938-1974)
- Jan Dekkers (1919-1997)
- Anna Dekking-van Haeften (1903-1985)
- Theo van Delft (1883-1967)
- Corrie Demmink (1895-1969)
- Jan Arien Deodatus (1914-1986)
- Jef Depassé (1943-2021)
- Co Derr (1921-2011)
- Jan Dibbets (1941)
- Albert Diekerhof (1917-1997)
- Piet Dieleman (1956)
- Aquino van Dijck (1922-2002)
- Henck van Dijck (1956)
- Cor van Dijk (1952)
- Ineke van Dijk (1940)
- Wia van Dijk (1954)
- Krijn van Dijke (1910-1980)
- Ruud Dijkers (1950)
- Nicolas Dings (1953)
- Jos Dirix (1958)
- Amiran Djanashvili (1962)
- Theo Dobbelman (1906-1984)
- Piet van Dongen (1895-1987)
- Robbert Jan F. Donker (1943-2016)
- Frans Donkers (1821-1877)
- Truus Doodeheefver-Kremer (1928-2004)
- Emmy Draaisma-Haije (1924-2000)
- Rein Draijer (1899-1986)
- Adrianus Johannes Dresmé (1876-1961)
- Albert Dresmé (1915-2003)
- Leen Droppert (1930)
- Sjef Drummen (1921-1996)
- Jan van Druten (1916-1993)
- Jacques Dubrœucq (1505?-1584)
- Janneke Ducro-Kruijer (1925-1968)
- Donald Duk (1948)
- Erasmus Herman van Dulmen Krumpelman (1925-2000)
- Lydeke von Dülmen Krumpelmann (1952)
- Toon Dupuis (1877-1937)
- Louis Dusée (1928-2006)
- Maïté Duval (1944)

## E
- Marcel van Eck (1888-1951)
- Gradus van Eden (1920-2003)
- Emmy Eerdmans (1931-2024)
- Bartholomeus Eggers (1637–1692?)
- Annet van Egmond (1964)
- Sjef Eijmael (1921-2007)
- Hendrik van den Eijnde (1869-1939)
- Marie Eitink (1925-2018)
- Alfred Eikelenboom (1936-2014)
- Chris Elffers (1926-2018)
- Theo van Eldik (1958)
- Ger van Elk (1941-2014)
- Paul Elshout (1949-2018)
- Herman van Elteren (1928-2023)
- Ron van der Ende (1965)
- Dries Engelen (1927-2021)
- Adine Engelman (1937-2015)
- Gerard Engels (1945)
- Don Englander (1944)
- Peter Erftemeijer (1956)
- Alexander Ernste (1913-1982)
- Jo Esenkbrink (1933-1995)
- Hein von Essen (1886-1947)
- Piet Esser (1914-2004)
- Henk Etienne (1895-1968)
- Egidius Everaerts (1877-1949)
- Maria van Everdingen (1913-1985)
- Manus Evers (1903-1981)
- Jan van Eyl (1926-1996)

## F
- August Falise (1875-1936)
- Sias Fanoembi (1949-2013)
- Leonard de Fernelmont (1842-?)
- Annie Fokker (1887-1949)
- Chris Fokma (1927-2012)
- Anton Fortuin (1880-1967)
- Anita Franken (1957-2017)
- Johannes Franse (1851-1895)
- Corinne Franzén-Heslenfeld (1903-1989)
- Alphons Freijmuth (1940)
- Frans Fritschy (1920-2010)

## G
- Lotti van der Gaag (1923-1999)
- Paulus Joseph Gabriël (1784-1833)
- Bas Galis (1890-1981)
- Jon Gardella (1948)
- Guido Geelen (1961)
- Jean Geelen (1852-1926)
- Anton Geerlings (1923)
- Ben van der Geest (1949)
- Hendrik van der Geld (1838-1914)
- Cor van Geleuken (1920-1986)
- Marijke Gémessy (1944)
- Edouard François Georges (1817-1895)
- Doorlie Gerdes (1935)
- Nicolaus Gerhaert (ca.1420-1473)
- Hubert Gerhard (1540/50-1618/20)
- Gert Germeraad (1959)
- Leo Geurtjens (1924-2020)
- Carl Geverding (1832-1910)
- Johannes Karel Geverding (1805-1876)
- Wendela Gevers Deynoot (1947-2025)
- Ru de Gier (1921-2004)
- Jan Gijselingh (de jonge) (1650-1718)
- Jan Gijselingh (de oude) (1629-1667)
- Jo Gijsen (1943-2017)
- Maria Glandorf (1952)
- Margot Glebocki (1922-2015)
- Han Goan Lim (1950)
- Henk Göbel (1941-2010)
- Marian Gobius (1910-1994)
- An Goedbloed (1925-2002)
- Rien Goené (1929-2013)
- Jop Goldenbeld (1923-1997)
- Marco Goldenbeld (1957)
- Karel Gomes (1930-2016)
- Cor Goorts (1917-2018)
- Frans Goossens (1945)
- Jan de Graaf (1948)
- Elselien van der Graaf (1949)
- Gerrit Graas (1946-2021)
- George Graff (1900-1976)
- Joseph Graven (1836-1877)
- Wim Graves Kooiman (1937-2016)
- Paul Grégoire (1915-1988)
- Pépé Grégoire (1950)
- Kees Groeneveld (1897-1986)
- Ria Groenhof (1957)
- Bastiaan de Groot (1948)
- Pier Arjen de Groot (1905-1995)
- Thérèse de Groot (1930-2011)
- John Grosman (1916-1970)
- Greet Grottendieck (1943)
- Cor van Gulik (1938)
- Ben Guntenaar (1922-2009)

## H
- Eppe de Haan (1949)
- Henri van Haaren (1917-2015)
- Jan Haas (1941)
- Gerard Hack (1893-1975)
- Rien Hack (1871-1939)
- Ans van Haersolte (1911-1991)
- Joop Haffmans (1922-2014)
- Ellie Hahn (1950)
- Jerre Hakse (1937)
- Dirk Hakze (1957)
- Jan van Halderen (1935)
- Gerard Hali (1956)
- Frits van Hall (1899-1945)
- Jurriaan van Hall (1962)
- Maja van Hall (1937)
- Thérèse van Hall (1872-1931)
- Ruurd Hallema (1954)
- Frank Halmans (1963)
- Gerlof Hamersma (1953)
- Egbert Hanning (1952)
- Siebe Hansma (1949)
- Annet Haring (1934-2021)
- Aryaan Harshagen (1946)
- Jaap Hartman (1950)
- Evert den Hartog (1949)
- Wim Harzing (1898-1978)
- Theo ten Have (1958)
- Gerbrandus van der Haven (voor 1690-1765)
- Wim Haver (1870-1937)
- Jan Havermans (1892-1964)
- Gerrit van Heerstal (18de eeuw)
- Herman van der Heide (1917-1998)
- Annie van der Heide-Hemsing (1896-1968)
- Fri Heil (1892-1983)
- Joop Hekman (1921-2013)
- Guus Hellegers (1937)
- Gerard Héman (1914-1992)
- Evert van Hemert (1954-2022)
- Berend Hendriks (1918-1997)
- Jeroen Henneman (1942)
- Charles Henri (1948)
- May Henriquez (1915–1999)
- Henk Henriët (1903-1945)
- Lodewijk Henzen (1843-1912)
- Willem Hesseling (1950)
- Abraham Hesselink (1862-1930)
- Auke Hettema (1927-2004)
- Renze Hettema(1927-2008)
- Marianne van den Heuvel (1947)
- Ans Hey (1932-2010)
- Hetty Heyster (1943)
- Peter Hiemstra (1954)
- Joop Hilbers (1919-2001)
- Frederik Hoevenagel (1902-1988)
- Miklós Béla Hoffer (1910-1987)
- Anne Hofte (1925)
- Piet Hohmann (1935-2017)
- Henk Holman (1943)
- Joop Holsbergen (1895-1990)
- Berry Holslag (1947)
- Margot Homan (1956)
- Dimphi Hombergen (1959)
- Pieter d'Hont (1917-1997)
- Dick Hoogendoorn (1941)
- Wim van Hoorn (1908-1979)
- Gerard Hoppen (1885-1959)
- Loes van der Horst (1919-2012)
- Theo van der Horst (1921-2003)
- Irma Horstman (1960)
- Frans Houben (1946)
- Rob Houdijk (1950)
- Marianne Houtkamp (1948)
- Bart van Hove (1850-1914)
- Gerard Höweler (1940)
- Margot Hudig-Heldring 1919-2006
- Meine Huisenga (1876-1946)
- Nick Hullegie (1970)
- Han Hulsbergen (1901-1989)
- Ien Hulshoff Pol (1907-1991)
- Paul Hulskamp (1936)
- W.G. van de Hulst jr. (1917–2006)
- Cor Hund (1915-2008)
- Sofie Hupkens (1952)
- Rini Hurkmans (1954)
- Willem Hussem (1900-1974)
- Vilmos Huszár (1884-1960)

## I
- Ger van Iersel (1922)
- Hans IJdo (1928-1987)
- Aart van den IJssel (1922-1983)
- Jan van IJzendoorn (1953)
- Jan van Ipenburg (1939)
- Hans Ittmann (1914-1972)

## J
- Eduard Jacobs (1859-1931)
- Gijs Jacobs van den Hof (1889-1965)
- Alie Jager (1949)
- Jikke Jager (1951)
- Ferdi Jansen (1927-1969)
- Driekus Jansen van Galen (1871-1949)
- Adam Jansma (1929-1965)
- Hans Janssen (1952)
- Gertrud Januszewski (1911-2001)
- Leendert Janzee (1940-1972)
- Herman Diederik Janzen (1923-1998)
- Marion Jebbink (1950)
- Dorothé Jehoel (1950)
- Frederik Engel Jeltsema (1879-1971)
- Cor Jong (1955)
- Gooitzen de Jong (1932-2004)
- Peter de Jong (1920-1990)
- Hella de Jonge (1949)
- Nic Jonk (1928-1994)
- Filip Jonker (1980)
- Wim Jonker (1920-1993)
- Henri Jonkers (1877-1963)
- Ben Joosten (1931-2013)
- Barend Jordens (1888-1972)
- Johan Jorna (1930-2016)
- Hans Jouta (1966)
- Leo Jungblut (1893-1974)
- Piet Jungblut (1909-1988)
- Ludwig Jünger (1856-1906)

## K
- Jaap Kaas (1898-1972)
- Coen Kaayk (1947-2014)
- Gustaaf van Kalken (1865-1920)
- Ton Kalle (1955)
- Felix van Kalmthout (1932-2012)
- David van Kampen (1939)
- Leo Kamman (1865-1941)
- Carla Kamphuis-Meijer (1957)
- Hilda Kanselaar (1950)
- Kees de Kat (1914-1980)
- Ram Katzir (1969)
- Johannes Keerbergen (1742-1822)
- Toon Kelder (1894–1973)
- Wink van Kempen (1948)
- Niek Kemps (1952)
- Niels Keus (1939)
- Kees Keijzer (1927-1990)
- Hendrick de Keyser (1565-1621)
- Marian Kievits (1944-2008)
- Bert Kiewiet (1918-2008)
- Piet Killaars (1922-2015)
- Paul Kingma (1931-2013)
- Johannes Kinnema (1620/1640-1673)
- Jan Kip (1926-1987)
- Nel Klaassen (1906-1989)
- August Klawer (1883-1969)
- Samuel Klinkenberg (1881-1970)
- Philip ten Klooster (1909-1969)
- Nel Kluitman 1906-1990
- Carel Kneulman (1915-2008)
- Egidius Knops (1944)
- Hein Kocken (1945)
- Peter Koelemeijer (1953)
- Johan Philip Koelman (1818–1893)
- Jac Koeman 1889–1978
- Frans Kokshoorn (1947-2021)
- Marina van der Kooi (1951)
- Pieter Kooistra (1922-1998)
- Evert van Kooten Niekerk (1949)
- John de Koningh (1808-1845)
- Ton Koops (1944)
- David van de Kop (1937-1994)
- Jacques Kopinsky (1924-2003)
- Astrid Koppen (1952)
- John Körmeling (1951)
- Huub en Adelheid Kortekaas (1935/1947)
- Niek Kortekaas (1958)
- Caroline Kortenhorst (1965)
- Jeanne Kouwenaar-Bijlo (1915-2000)
- Axel en Helena van der Kraan (1949/1940)
- Karianne Krabbendam (1951)
- Yvonne Kracht (1931)
- Cor van Kralingen (1908-1977)
- Arno Kramer (1945)
- Nicolaas van der Kreek (1896-1967)
- Tjikkie Kreuger (1941)
- Jan Krikke (1940)
- Lia Krol (1956)
- Hildo Krop (1884-1970)
- Sybille Krosch (1924)
- Kees de Kruijff (1905-1978)
- Ruud Kuijer (1959)
- Wim Kuijl (1946?-2014)
- Eduard van Kuilenburg (1921-1960)
- Willem van Kuilenburg (1889-1955)
- Joop van Kralingen (1916-2001)
- Jesualda Kwanten (1901-2001)

## L
- Magda Lagerwerf (1946)
- Hans La Hey (1953)
- Aart Lamberts (1947-2015)
- Ralph Lambertz (1957)
- Herman Lamers (1954)
- Nieneke Lamme (1947)
- Henk Lampe (1951)
- Anna op 't Landt (1883-1945)
- Henri Lannoye (1946-2006)
- Carel Lanters (1955)
- Jean Hubert Lauweriks 1819–1869
- Arie van der Lee (1872-1959)
- Gerard van der Leeden (1935)
- Arnold Leeflang (1871-1942)
- Pim Leefsma (1947)
- Ferdinand Leenhoff 1841–1914
- Luc Leenknegt (1962)
- Niek van Leest (1930-2012)
- Pier van Leest (1958)
- Henri Leeuw sr. (1819-1909)
- Henri Leeuw jr. (1861-1918)
- Petrus Adrianus de Leeuw (1833-1909)
- Bas van Leeuwen (1944)
- Johan Lennarts (1932-1991)
- Willem Lenssinck (1947)
- Gerhard Lentink (1956)
- Frank Letterie (1931)
- Harry Leurink (1960)
- Hans Leutscher (1952)
- Heleen Levano (1941)
- Joep van Lieshout (1963)
- Jannes Limperg (1942-2019)
- Dick van der Linden (1937)
- Felix van der Linden (1929-2011)
- Hubert van Lith (1908-1977)
- Nel van Lith (1932)
- Cor Litjens (1956)
- Sander Littel (1939)
- Cyril Lixenberg (1932-2015)
- Klaus van de Locht (1942-2003)
- Peter van de Locht (1946)
- Dick Loef (1924-1983)
- Truus Loeff-van Someren Gréve (1904-2001)
- Ignatius van Logteren (1685-1732)
- Jan van Logteren (1709-1745)
- Gerard van Lom (1872-1953)
- Bert van Loo (1946 - 2016)
- Jikke van Loon (1971)
- Jacob Lous (?-1617)
- Riet van de Louw-van Boxtel (1933-2015)
- Karel Lücker (1882-1958)
- Jan van Luijn (1916-1995)
- Hieke Luik (1958)
- Joop van Lunteren (1882-1958)

## M
- Miep Maarse (1945)
- Johannes Petrus Maas (1861-1941)
- Louis van der Maas (1869-1955)
- Jan Maaskant (1939)
- Rien Maat (1937)
- Jan Martens (1939-2017)
- Hein Mader (1925-2011)
- Rob Maingay (1939 - 2016)
- Rijna Makkinga (1961)
- Herman Makkink (1937-2013)
- Auguste Manche (1916-2000)
- Lou Manche (1908-1982)
- Frank Mandersloot (1960)
- Marjolijn Mandersloot (1959)
- Jac Maris (1900-1996)
- Arno van der Mark (1949)
- Jan Mast (±1680-1736)
- Elisa van Mastrigt (1896-1989)
- Bas Maters (1949-2006)
- Wout Maters (1931-2017)
- Gerard Mathot (1911-2000)
- Irma von Maubeuge (1882-1962)
- Jan Meefout (1915-1993)
- Harry Meek (1922-2012)
- Peter van der Meer (1939-1999)
- Albert Meertens (1904-1971)
- Thees Meesters (1908-2002)
- Dea Meeter (1885-1935)
- Lex Meeussen (1889-1960)
- Jaap van Meeuwen (1958)
- Jaap van der Meij (1923-1999)
- Mans Meijer (1916-2011 ?)
- Menno Meijer (1930-2022)
- Rinus Meijer (1917-1985)
- Sonja Meijer (1929-1994)
- Bert Meinen (1945)
- Jeroen Melkert (1963)
- Joseph Mendes da Costa (1863–1939)
- Hans Mengelberg (1885-1945)
- Truus Menger-Oversteegen (1923)
- Fred Mennens (1949)
- Tine Mersmann (1946-2012)
- Hans Mes (1950)
- Liesbeth Messer-Heijbroek (1914-2007)
- Loekie Metz (1918-2004)
- Louk van Meurs-Mauser (1929-2013)
- Patrick Mezas (1954)
- Evert Miedema (1887-1979)
- Simon Miedema (1860-1934)
- Willy Mignot (1915-1972)
- Julie Mijnssen (1873-1936)
- Frank de Miranda (1913-1986)
- Hanna Mobach (1934)
- Ingrid Mol (1970)
- Ad Molendijk (1929)
- Willem Molkenboer (1844-1915)
- Hanneke Mols-van Gool (1933)
- Pieter de Monchy (1916-2011)
- Maarten Mooij (1918-1990)
- Heinrich Moors (1873-1940)
- Pim van Moorsel (1932)
- Ton Mooy (1948)
- Gerrit de Morée (1909-1981)
- Lidi van Mourik Broekman (1917-2015)
- Beb Mulder (1939-2020)
- David Mulder (1746-1825)
- Jan Jacobs Mulder (1940-2019)
- Jenny Amelia Mulder (1943-1994)
- Theo Mulder (1928-2017)
- Dirk Müller (1946)
- Pjotr Müller (1947)
- Hanneke de Munck (1951)
- Lika Mutal (1939-2016)

## N
- Mathieu Nab (1965)
- Theo van der Nahmer (1917-1989)
- Barbara Nanning (1957)
- Pieter Nauta (17e-18e eeuw)
- Toos Neger (1910-1986)
- Tiddo Nieboer (1940-2002)
- Herman Nieweg (1932-1999)
- Christien Nijland (1937)
- Lucie Nijland (1944-2019)
- Wim Nijs (1902-1961)
- Frank Nix (1934-2008)
- Louis van der Noordaa (1894-1945)
- Cor van Noorden (1927-2014)
- Huib Noorlander (1928-2004)
- Herbert Nouwens (1954)
- Tineke Nusink (1951-2025)

## O
- Arend Odé (1865-1955)
- Jos Oehlen (1953)
- Willem van Oijen sr. (1921 - 2004)
- Jan-Willem van Oldeneel
- Saskia Olde Wolbers (1971)
- Nico Onkenhout (1918-1989)
- Jacques Oor (1863-1929)
- Jean Antoine Oor (1828-1910)
- Kees Oosschot (1870-1945)
- Albert Oost (1968)
- Semna van Ooy (1961)
- Rini Otte (1917-1991)
- Willem den Ouden (1928-2025)
- Sonja Oudendijk (1958)
- Gerard Overeem (1944)

## P
- Charlotte van Pallandt (1898-1997)
- Pier Pander (1864-1919)
- Theresia van der Pant (1924-2013)
- Monica van Panthaleon van Eck (1939)
- Frans Peeters (1925-2006)
- Ynskje Penning (1949)
- Lon Pennock (1945-2020)
- Hanneke Pereboom (1956)
- Pearl Perlmuter (1915-2008)
- Jo Pessink (1928-1998)
- Peter Petersen (1947)
- Hans Petri (1919-1996)
- Karola Pezarro (1955)
- Ian Jacob Pieters (1925-2020)
- Ben van Pinxteren (1933-2006)
- Michiel van Pinxteren (1961)
- Judith Pfaeltzer (1950)
- Saskia Pfaeltzer (1955)
- Piet Pijn (1926-2002)
- Adriaan van der Plas (1899-1974)
- Johan Polet (1894-1971)
- Vries Pons (1837-1927)
- Jentsje Popma (1921-2022)
- Annemieke Post (1940)
- Erna Postuma (1930)
- Avery Preesman (1968)
- Joop Puntman (1934-2013)
- Wilfried Put (1932-2016)
- Willy van der Putt (1925–1997)
- Marian van Puyvelde (1922-2020)

## Q
- Eugène Quanjel (1897-1998)
- Lex Quartel (1942)

## R
- Anton Rädecker (1887-1960)
- Han Rädecker (1921-1976)
- John Rädecker (1885-1956)
- Wilhelm Rädecker (1851-1936)
- Willem Rädecker (1883-1971)
- Frans Ram (1948)
- Libert Ramaekers (1925-1993)
- Juul Rameau (1982)
- Jo Ramakers (1938)
- Lajos Ratkai (1931)
- Renald Rats (1900-1979)
- Marcus Ravenswaaij (1925-2003)
- Marijke Ravenswaaij-Deege (1944)
- Els van Rees-Burger (1946)
- Han Rehm (1908-1970)
- Willem Reijers (1910-1958)
- Theo van Reijn (1884-1954)
- Herman van Remmen (1889-1967)
- Gerard van Remmen (1920-1994)
- Max Reneman (1923-1978)
- Theo Renirie (1927-2016)
- Kees van Renssen (1941)
- Willem Retera (1858-1930)
- Wim Reus (1946-2008)
- Sjaak van Rhijn (1950)
- Bernard Richters (1888-1966)
- Joop te Riele (1939)
- Aart Rietbroek (1929-1985)
- Jan de Rijk (1661-1723/1724)
- Joannes Rijnbout (1800-1868)
- Johannes Everhardus Rijnboutt (1839-1900)
- Wim Rijvers (1927-2010)
- Hans Rikken (1956)
- Else Ringnalda (1958)
- Hanshan Roebers (1941)
- Hanneke Roelofsen (1956)
- Cornelius Rogge (1932-2023)
- Frans Roijmans (1937)
- Marte Röling (1939)
- Ingrid Rollema (1953)
- Jacobus Roman (1640-1716)
- Gust Romijn (1922-2010)
- Louis van Roode (1914-1964)
- Gerard van Rooij (1954)
- Rudi Rooijackers (1920-1998)
- Adri van Rooijen (1936)
- Jorien Rooijmans-de Kruyff van Dorssen (1933)
- Wibbine (Bien) van Roon-Telders (1943-2016)
- Eddy Roos (1949)
- Maria Roosen (1957)
- Teun Roosenburg (1916-2004)
- Steef Roothaan (1954)
- Peter Roovers (1902-1993)
- Frank Rosen (1946)
- Klaas van Rosmalen (1926-2008)
- Ru van Rossem (1924-2007)
- Giuseppe Roverso (1900-1977)
- Louis Royer (1793-1868)
- Gerda Rubinstein (1931-2022)
- Gra Rueb (1885-1972)
- Gerarda Rueter (1904-1993)
- Roberto Ruggiu (1953)
- Onno de Ruijter (1937-2013)
- Carla Rump (1965)
- Henk Rusman (1950)
- Jaap Rusticus (1913-1972)
- Anna Hermina Rutgers van der Loeff (1910-2007)
- Iris Le Rütte (1960)
- Marc Ruygrok (1953)

## S
- Christine Saalfeld (1968)
- Gerrit Santing (1914-2005)
- Jaap Sax 1899–1977
- Alexander Schabracq (1957)
- Niek van der Schaft (1893-ca. 1979)
- André Schaller (1920-1981)
- Toer van Schayk (1936)
- Riky Schellart (1942-2013)
- Tonny Schellekens-Hermans (1934)
- Theo Schepens (1961)
- Jet Schepp (1940)
- Arie Schippers (1952)
- Piet Schoenmakers (1919-2009)
- Sjra Schoffelen (1937)
- Aart Schonk (1946)
- Louise Schouwenberg (1954)
- Rob Schreefel (1953)
- Theo Schreurs (1939)
- Jo Schreve-IJzerman (1867-1933)
- Kees Schrikker (1898-1993)
- Johan Schröder (1866-1935)
- Jan Schultsz (1872-1945)
- Georgine Schwartze (1854-1935)
- Gert Sennema (1962)
- Q.S. Serafijn (1960)
- Maja Serger van Panhuys (1870-1944)
- René van Seumeren (1923-1989)
- Frits Sieger (1893-1990)
- Eja Siepman van den Berg (1943)
- Jean François Sigault (1787-1833)
- Maarten Slappendel (1930)
- Piet Slegers 1923–2016
- Toon Slegers 1929–2004
- Jan Sleper (1919-2000)
- Claus Sluter (1350-1406)
- Sjaak Smetsers (1954)
- Jant Smit (1919-1969)
- Josje Smit (1926-2003)
- Ad Snijders (1929-2010)
- Jan Snoeck (1927-2018)
- Bertus Sondaar (1904-1984)
- Ton Sondaar (1907-2000)
- Jean Sondeijker (1909-1995)
- Antonius Sopers (1823-1882)
- Arjanne van der Spek (1958)
- Eduard Speyart van Woerden (1924)
- Jan Spiering (1937-1994)
- Jeroen Spijker (1967)
- Jac. Sprenkels (1872-1949)
- Johanna Sprenkels (1901-1979)
- Guido Sprenkels (1959)
- Victor Sprenkels (1878-1959)
- Arthur Spronken (1930-2018)
- Xander Spronken (1956)
- Erik van Spronsen (1948-2020)
- Krekel van Spronsen (1948-2011)
- Pieter Starreveld (1911-1989)
- Hetta Statius Muller (1930-2018)
- Cephas Stauthamer (1899-1983)
- Frits Stauthamer (1938)
- Jan Steen (1938-2016)
- Niel Steenbergen (1911-1997)
- Jos Steenmeijer (1956)
- Johan Sterenberg (1920-2002)
- Gabriël Sterk (1942)
- Geer Steyn (1945)
- Elisabet Stienstra (1967)
- Dick Stins (1914-1984)
- Wouter Stips (1944)
- Martin Stolk (1928-2014)
- Frits Stoop (1949)
- Pieter Stoop (1946)
- Harry Storms (1945)
- Johan Hendrik Stöver (1825-1911)
- Frans van Straaten (1963)
- Franciscus Leonardus Stracké (1849-1919)
- Franciscus Xaverius Stracké (1850-1888)
- Frans (of Franz) Stracké (1820-1898)
- Jean Theodore Stracké (1817-1891)
- Sara Stracké-van Bosse (1837-1922)
- Casper Struiwig (1698-1747)
- Alphonse ridder de Stuers (1841-1919)
- Piet van Stuivenberg (1901-1988)
- Rob Stultiens (1922-2002)
- Bep Sturm-van den Bergh (1919-2006)
- Paul de Swaaf (1934-2008)
- Saar de Swart (1861-1951)
- Jerome Symons (1949)

## T
- Shinkichi Tajiri (1923-2009)
- Wim Tap (1938)
- Alexander Taratynov (1956)
- Ed van Teeseling (1924-2008)
- Marry Teeuwen-de Jong (1945)
- Roel Teeuwen (1944-2025)
- Arie Teeuwisse (1919-1993)
- Henri Teixeira de Mattos (1865-1908)
- Alfred Tempelman (1946-2005)
- Albert Termote (1887-1978)
- Eugène Terwindt (1941)
- Leen van Tetterode (1861-1923)
- Jan Teulings (1920-1996)
- Gerard Theelen (1880-1957)
- Joep Thissen (1919-2010)
- Jozef Thissen (1840-1920)
- Bé Thoden van Velzen (1903-1984)
- Eka Thoden van Velzen (1915-1993)
- Piet van Tielraden (1854-1930)
- Henk Tieman (1921-2001)
- Kees Timmer (1903-1978)
- Frans Timmermans (1921-2005)
- Harm Timmermans (1946)
- Joseph Timmermans (1876-1957)
- Ronald Tolman (1948)
- Désirée Tonnaer (1955)
- Joost van den Toorn (1954)
- Jan Trapman (1879-1943)
- Peter Tredgett (1931-2013)
- Hans Tutert (1960)

## U
- Mieke van Uden (1949-2017)
- Johan Uiterwaal (1897-1972)
- Steph Uiterwaal (1889-1960)
- Sjoukje Ultzen (1936)

## V
- Henriëtte Vaillant (1875-1949)
- Elisabeth Varga (1948-2011)
- Theo van de Vathorst (1934-2022)
- Gerrit van der Veen (1902-1944)
- Oene van der Veen (1954)
- Gerry van der Velden (1947)
- Gerrit Veldheer (1857-1950)
- Joop Veldheer (1892-1987)
- David Veldhoen (1957)
- Mirjam Veldhuis (1961)
- Jan van Velzen (1931-2020)
- Johannes Antonius van der Ven (1799-1866)
- Peer Veneman (1952)
- Chris Verbeek (1944)
- Piet Verdonk (1901-1968)
- Joris August Verdonkschot (1947)
- Frans Verhaak (1918-1998)
- Adri Verhoeven (1952)
- Aat Verhoog 1933
- Hans Verhulst (1921-2005)
- Rombout Verhulst (1624-1698)
- Linda Verkaaik (1956)
- Kees Verkade (1941-2020)
- Ab Vermeulen (1935-2010)
- Alex Vermeulen (1954)
- Julia van Verschuer (1926-2016)
- Kees Verschuren (1941)
- Albert Verschuuren (1887-1953)
- Hans Versteeg (1948)
- Leendert Verstoep (1889-1967)
- Karien Vervoort (1961)
- Ko Vester (1946)
- Albert Vinckenbrinck (1604-1664)
- Henk Visch (1950)
- Carel Visser (1928-2015)
- Ineke Visser (1947)
- Marijcke Visser 1915-1999
- Nout Visser (1944-2018)
- Tjipke Visser (1876-1955)
- Tseard Visser (1929-1979)
- Yvonne Visser (1954)
- Wouter van der Vlugt (1970)
- Emile Voeten (1898-1961)
- Jo de Vogel (1872-1933)
- André Volten (1925-2002)
- Ernst Voorhoeve (1900-1966)
- Tony van de Vorst (1946)
- Charles Vos (1888-1954)
- Giny Vos (1959)
- Hans Vos (1957)
- Henk Vreeling (1910-1965)
- Louis Vreugde (1868-1936)
- Marinus Vreugde (1880-1960)
- Adriaen de Vries (1546-1626)
- Auke de Vries (1937)
- Jan Murk de Vries (1919-2015)
- Leo de Vries (1932-1994)
- Wladimir de Vries (1917-2001)
- Gerard Vrint (1870-1954)
- Leo Vroegindeweij (1955)
- Mélanie de Vroom (1952)

## W
- Tom Waakop Reijers (1948)
- George van der Wagt (1921-2007)
- Marten van der Wal (1912-1987)
- Gerard Walraeven (1942-2010)
- Herman Walstra (1888-1972)
- Meinte Walta (1920-2002)
- Siem Wardenaar (1934)
- Tom Waterreus (1943-2021)
- Charles Weddepohl (1902-1976)
- Harm van Weerden (1940)
- Jean Weerts (1902-1966)
- Christiaan Welmeer (1742-1814)
- Bart Welten (1922-1970)
- Oswald Wenckebach (1895-1962)
- Lucas Wensing (1869-1939)
- Frans Werner (1879-1955)
- Jobs Wertheim (1898-1977)
- Alfred van Werven (1920-1979)
- Adriaen van Wesel (±1415-±1490)
- Tine van de Weyer (1951)
- Han Wezelaar (1901-1984)
- Liesbeth Wezelaar-Dobbelmann (1917-2003)
- Constance Wibaut (1920-2014)
- Jane Wichers (1895-1969)
- Erich Wichmann (1875-1929)
- Diet Wiegman (1944)
- Ybe van der Wielen (1913-1999)
- Charles van Wijk (1875-1917)
- Nicolaas Wijnberg (1918-2006)
- Truus Wilders-IJlst (1944-2019)
- Daan Wildschut (1913–1995)
- Wout Wilgenburg (1944)
- Jos Willems (1948)
- Suzanne Willems (1975)
- Ids Willemsma (1948)
- Sylvia Willink (1944)
- Eduard Wind (1947)
- Margriet Windhausen (1942)
- Willem van der Winkel (1887-1932)
- Ruud van de Wint (1942-2006)
- Jan de Winter (1939-2022)
- Jef Wishaupt (1940)
- Niko de Wit (1948)
- Dirk Wolbers (1890-1957)
- Jan Wolkers (1925-2007)
- Jos Wong (1928-2009)
- Dolf Wong Lun Hing (1921-2017)
- Johan Wortman (1872-1898)
- Anne Woudwijk (1952)
- Roelie Woudwijk (1979)
- Ab Wouters (1918-1990)
- Joop Wouters (1942)
- Fredy E Wubben (1940)

## X
- Pieter Xavery (1646-1673)

## Y
- Bouke Ylstra (1933-2009)
- Willem IJzerdraat (1872-1948)

## Z
- Margot Zanstra (1919-2010)
- Ek van Zanten (1933)
- Ben Zegers (1962)
- Frank Zeilstra (1958)
- Anthonie Ziesenis (1731-1801)
- Lambertus Zijl (1866-1947)
- Wijnand Zijlmans (1953)
- Francesca Zijlstra (1950)
- Ger Zijlstra (1943)
- Anne van Zijp (1885-1956)
- Cornelis Zitman (1926-2016)
- Fiona Zondervan (1963)
- Frans Zwartjes (1927–2017)
- Johan van Zweden (1896-1975)
- Albert Zweep (1957-2021)
- Henk Zweerus (1920-2005)
- Hedwig Zweerus-Weber (1922-1987)
- Ton Zwerver (1951)
- Maarten Zwollo (1867-1928)